# Anarquisme a Espanya
Anarquisme a Espanya fa referència al desenvolupament de la ideologia anarquista al territori d'Espanya. L'anarquisme és la filosofia política que proposa una societat basada en la llibertat i la igualtat econòmica. Per a això rebutja la necessitat de l'estat o d'un poder públic que governi sobre les persones. Sota una formulació tan simple, poques doctrines o moviments han manifestat una tan gran varietat d'aproximacions i accions, que no sempre van ser ben entesos per l'opinió pública. Històricament parlant, l'anarquisme se centra en general en l'individu i en la crítica de la seva relació amb la societat, el seu objectiu és el canvi social cap a una futura societat lliure. Al territori espanyol va guanyar històricament un gran suport i influència. Ja des de l'època de la Primera República (1873-1874) les organitzacions influïdes per l'anarquisme eren les més potents del país. Aquesta influència es repetiria entre 1918 i 1919, quan una organització sindicalista fonamentada en principis anarquistes, la Confederació Nacional del Treball, va aconseguir despuntar i agrupar a centenars de milers de treballadors. Durant la Segona República i la Guerra Civil l'anarquisme va viure els seus anys més importants a Espanya, destacant la seva participació en l'anomenada Revolució Social Espanyola de 1936, que va tenir lloc després del cop d'estat del 18 de juliol a mans de l'exèrcit espanyol. Aquesta revolució social va ser un dels pocs episodis històrics en el qual s'han posat en la pràctica a gran escala les idees anarquistes d'organització social al món. L'any 1977, durant la transició, l'anarquisme tornaria breument a ser una opció política, cultural i social de masses.
No tot anarquisme té a veure amb el moviment obrer, van existir corrents individualistes, esperantistes, a favor de la pedagogia lliure, naturistes, etc. Avui dia existeixen diversos corrents anarquistes similars com l'insurreccionalisme, l'autonomia, el veganisme, la teoria queer, etc. També segueix existint un moviment obrer (una part d'ell) influït per l'anarquisme, encara que bastant més reduït que en altres temps.
En l'estudi de l'anarquisme en Espanya sovint ha predominat l'equiparació de l'anarquisme amb l'anarcosindicalisme. Això es deu principalment al fet que l'anarcosindicalisme o Sindicalisme revolucionari va aconseguir calar fortament en el moviment obrer autòcton. En alguns moments de la història les idees llibertàries fins i tot eren hegemòniques entre el moviment obrer espanyol. D'aquesta manera l'anarcosindicalisme va constituir durant dècades la principal agrupació de militants anarquistes, que van ser els qui van difondre les idees anarquistes a les noves generacions. Quan es busquen dades sobre l'anarquisme és inevitable topar amb l'anarcosindicalisme, donant sovint la impressió que és el mateix, oblidant l'enorme varietat i pluralitat de les idees anarquistes. No obstant això, ni tan sols l'anarcosindicalisme ha estat un corrent homogeni al llarg de la història.
Des que Giuseppe Fanelli donés a conèixer les idees de la Internacional a Espanya, el moviment obrer organitzat es va orientar en gran part cap a les idees llibertàries. Va haver-hi una continuïtat històrica d'organitzacions i principis des d'aquesta Primera Internacional i l'organització més important de l'anarcosindicalisme, la CNT. Va ser la classe obrera estructurada en aquests sindicats qui va entrar en un procés d'organització i radicalització a partir de 1900 que culminaria en 1936 en la Revolució. En el procés es van produir no poques insurreccions revolucionàries, sota diferents paràmetres d'acord amb aquest anarquisme que impregnava el moviment obrer. Mentre que a Catalunya (la principal zona industrial de l'Estat) l'anarcosindicalisme era la força hegemònica en la indústria, a Andalusia va arrelar en la pagesia. La seva evolució organitzativa geogràfica va fer que predominés el moviment anarcosindicalista a les ciutats costaneres principalment (Gijón, La Corunya, Ferrol, Vigo, Cadis, Sevilla, Màlaga, Cartagena, Alacant, València, Tarragona, Barcelona, Palma, Santa Cruz de Tenerife…; amb les seves zones respectives d'influència) amb poques incursions cap a l'interior que generalment va romandre sota influència dels socialistes (les excepcions serien Saragossa, Còrdova, el camp de La Rioja, la Catalunya central, alguna conca minera...).
Cal insistir que no tot l'anarquisme era anarcosindicalisme. Unes vegades fora d'ell, i altres entremesclades amb ell, existien diferents interpretacions de la idea llibertària. Sovint prenien un caràcter individualista, poc inclinat a organitzar-se, i unes altres basaven el seu àmbit d'acció en la cultura, i en l'esperit racionalista del que feia gala l'anarquisme. Així, existien anarquistes esperantistes, naturistes, vegetarians, espiritistes, abstemis (d'alcohol, tabac i cafè), que de vegades desenvolupaven les seves idees en el si dels sindicats de CNT i unes altres de forma independent en els seus propis col·lectius, Ateneus, revistes o fins i tot intents de comunitat intencional. També existien altres moviments obrers anti-autoritaris o llibertaris col·lectivistes que no eren anarcosindicalistes. En les albors del moviment obrer es van desenvolupar les mútues, societats de socors mutu, i les cooperatives, i amb elles els moviments que els donarien el seu fora, el mutualisme, el societarisme (l'embrió el sindicalisme) i el cooperativisme.
El règim de Francisco Franco va suposar el punt de ruptura entre aquest anarquisme que s'havia gestat durant 70 anys d'acumulació de forces. L'anarquisme que començava a sorgir en els anys 1960 estava influït per la nova cultura llibertària d'altres països. Ja no es tractava d'un anarquisme obrer, sinó contracultural, més propi de la joventut. I no obstant això, a Espanya, va aconseguir tornar a arrelar l'antic anarquisme obrer del moviment obrer espanyol. A la fi dels anys 70 es va tornar a viure un curt ressorgir llibertari important, que per no tenir bases sòlides va acabar en res.
Avui dia l'anarquisme ha aconseguit fer calar alguns dels seus conceptes més importants en la societat moderna. No són rares les idees "assemblea", "suport mutu", "autogestió", "acció directa", presa de decisions horitzontal, control de les organitzacions per part de la base, "apoderament", l'"anti-politicisme"... L'anarquisme arriba al segle xxi amb una amplíssima història al darrere.

## Antecedents de l'anarquisme a Espanya
A Espanya la història de la rebel·lia social, és a dir, del desacatament popular cap al poder legítim (l'Estat o l'Església) i a l'autoritat es podria remuntar al principi dels temps. Són nombroses les mostres de societats en rebel·lia. Un dels millors exemples van ser les bagaudes en temps dels romans i visigots, autèntiques guerrilles rurals formades per camperols desertors, camperols pobres i gent exclosa de la societat i que lluitaven contra el poder establert. Són un bon exemple de societat "guerrillera", que es va donar en gran part dels boscos i muntanyes d'Europa durant segles.
El llogaret tradicional ibèric, com diu Piotr Kropotkin en El Suport Mutu, tenia una certa autonomia política gràcies al seu aïllament dels centres de poder. Fora dels camins principals, regions senceres romanien lliures del poder senyorial dels regnes medievals. No obstant això, no estaven lliures del poder de l'Església catòlica ni d'alguns senyors feudals, però no poques vegades passaven dècades senceres totalment independents. Les relacions socials i econòmiques més importants d'aquests llogarets es donaven mitjançant les possessions comunals i el treball col·lectiu (comú). Els boscos, les pastures dels ports de muntanya i part del bestiar s'explotaven en comú; els camins, ponts, algunes cases (refugis de muntanya, ermites, magatzems...), eren obres dels vilatans treballant en comú. No era infreqüent l'ajuda mútua en els llogarets per construir noves cases, per alternar-se per cuidar el bestiar o fins i tot per ajudar les famílies en les quals el seu cap de família estava malalt. La privatització dels béns comunals, coneguda com a desamortització, al segle xix provocaria un seriós problema en els llogarets, començant una era d'empobriment accelerat, i l'emigració del camp cap a la ciutat.
La Revolució francesa va aconseguir canviar les relacions socials a Europa. Els seus ressons van arribar al terreny de les idees. D'aquesta revolució descendeixen (el socialisme i el liberalisme) que van arribar a Espanya durant les primeres dècades del segle xix. El primer pensador anarquista modern, William Godwin, va escriure la seva obra mestra ("Disquisició sobre la justícia política i la seva influència en la virtut i felicitat de la gent") en 1793, influït vivament per la Revolució a França. Allí els anarquistes de l'època eren anomenats els Enragés, és a dir, els "enfadats". Els seus líders (Jacques Roux, Jean Varlet, Jean Leclerc) van ser executats sota el règim de Robespierre. Les seves idees i pràctiques van romandre pràcticament ignorades durant dècades.
Durant les primeres dècades del segle xix, Espanya va romandre al marge de les noves idees europees. Lluny dels centres de difusió del pensament (Londres, París o Berlín) les idees trigaven molt a arribar. La primera idea "socialista" arribaria a través de les obres de Fourier. Fourier proposava la creació d'unes unitats de producció i consum, les falanges o falansteris basades en un cooperativisme integral i autosuficient, així com en la lliure persecució del que anomenava passions individuals i del seu desenvolupament; la qual cosa construiria un estat que cridava harmonia. En la pràctica, no obstant això, només va haver-hi una experiència de falansteri a França (fracassada immediatament); a més, va haver-hi una altra experiència a Espanya promoguda per Joaquín de Abreu y Orta a Jerez de la Frontera. Abreu, emigrat a França, va conèixer Fourier en 1831 i va prendre part en la seva experiment de falansteri a Condé-sur-Vesgre. Tornat a Cadis en 1834, va exposar les teories falansterianes als periòdics de la ciutat. En 1841, un dels deixebles d'Abreu, Manuel Sagrario de Veloy va intentar realitzar a Tempul, prop de Jerez, una "associació harmònica" en una gran extensió de territori: volia fundar un falansteri. Però per reunir el capital va ser a Madrid, a intentar convèncer el govern perquè ho financés. En negar-li aquest el seu suport va avortar el projecte. El falansterisme andalús va ser titllat de "socialisme de senyorets", pel seu excessiu paternalisme i per la provenieència social dels seus impulsors. Una altra incursió a Espanya d'una idea socialista llibertària, va ser la dels icarians. Basats en les idees d'Étienne Cabet, prenteniean l'establiment de comunes igualitàries. Les seves obres i projectes van influir en Narcís Monturiol, creador del primer submarí.
Per la seva banda els obrers van començar a constituir les primeres societats de socors mutu. La primera seria l'Associació mútua d'obrers de la indústria cotonera de Barcelona. Aquesta mutualitat seria dissolta en 1841 per publicar un manifest demandant la implantació del segur de malaltia i atur forçós. Es tractava d'un clar precedent dels sindicats. Aprofundint en aquest desenvolupament de les associacions obreres es crearia en aquests anys d'obertura, del bienni progressista (1854 a 1856), la primera federació obrera, Federació de les Tres Classes de Vapor, del tèxtil. Però en 1855 se suprimiran d'un cop de ploma totes les associacions obreres excepte les de caràcter filantròpic o de socors mutus sota el control directe de l'autoritat local. L'objectiu era mantenir l'ordre públic que estava amenaçat per la vaga de les societats obreres catalanes davant l'anomenat "conflicte de la mitja hora". A les fàbriques tèxtils de l'època van abundar els atacs ludites en contra de la introducció de la maquinària. Però la de 1885 és considerada la primera vaga general de la història d'Espanya, ja que en estar concentrada gairebé tota la indústria a Barcelona, en parar la producció es va paralitzar l'activitat econòmica del país en el seu conjunt.
| «                               | “Els termes en què es plantejava el conflicte eren simples. Des de primers de maig de 1855, quatre fabricants havien imposat als seus obrers filadors que, a part de les dotze hores de dilluns a divendres i les nou hores els dissabtes, treballessin mitja hora més el dissabte a la tarda en les setmanes en què hi havia hagut algun dia festiu a més del diumenge. Els filadors es van negar i van ser acomiadats. Poc temps després, altres tretze fabricants van imitar l'exigència dels quatre primers... Els patrons exigien cinquanta-set hores i mitjana, i els obrers es negaven a la imposició d'aquesta mitja hora suplementària”. | » |
| — Sociedades de Socorros Mutuos | |   |

El francès Pierre-Joseph Proudhon, faria una síntesi dels anteriors moviments socialistes utòpics, i li afegiria característiques noves pròpies del proletariat que es començava a organitzar per si mateix, que anomenaria federalisme o mutualisme. Dins del moviment federalista, Proudhon es decantaria per un federalisme radical. La seva idea socialista era per tant federalista, contrari al centralisme que propugnaven els socialistes alemanys (Marx, Engels, Lassalle). Francesc Pi i Margall ("El més savi dels federalistes, gairebé un anarquista" segons Ricardo Mella), en el seu exili a França coneixeria àmpliament les idees de Proudhon. Traduiria els llibres El principi federatiu i La filosofia del progrés, que serien els primers llibres anarquistes que es van escriure en castellà. Quan Pi i Margall funda el seu partit republicà federal, aquest tindrà una facció de federalistes radicals, anomenada els "intransigents", entre els quals hi hauria diversos futurs anarquistes. Al llarg de les següents dècades nombrosos republicans i maçons s'aniran apropant a l'anarquisme.
Un altre tipus de factors de descontentament a Espanya van ser donant motiu a l'anticlericalisme o al bandidatge social, per exemple. També va haver-hi insurreccionis camperoles a causa de les penoses condicions de vida en el camp andalús, com les de El Arahal (1857) o Loja (1861).

## Les primeres dècades, Segle XIX

### La I Internacional, de 1868 a 1874

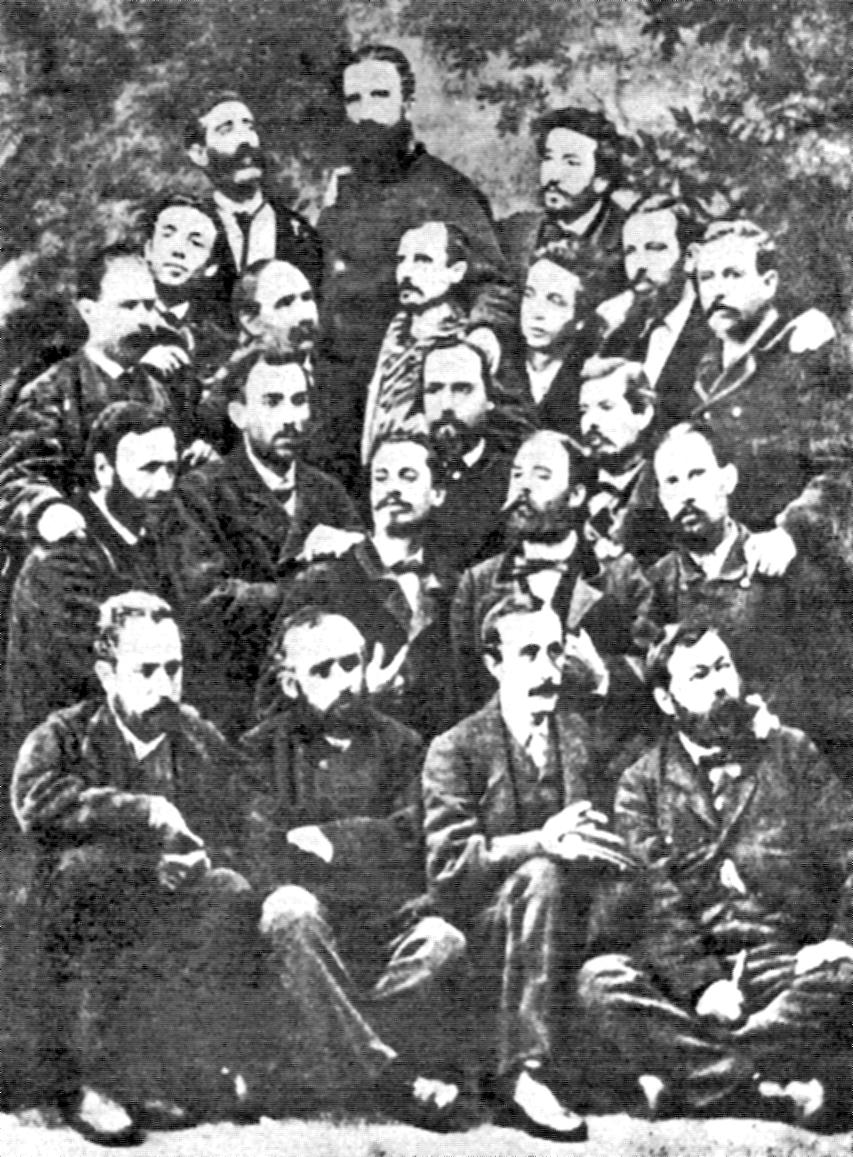
Grup de fundadors de la Primera Internacional, a Madrid, a l'octubre de 1868. *Fanelli apareix en el centre amb una llarga barba.

L'anarquisme "modern" s'introdueix a Espanya en 1868. Giuseppe Fanelli va arribar a Espanya en aquell any amb la missió de reclutar membres per la Primera Internacional, i eventualment organitzar una secció de la Internacional a Espanya. Fanelli, per la seva banda, estava en contacte amb la llavors recentment creada Aliança per Mikhaïl Bakunin uns mesos abans. No obstant això, la Internacional ja estava controlada pel grup de Karl Marx, que controlava el Consell General de Londres. Quan l'Aliança es volgué adherir a la Internacional com a organització, se li denega, amb l'excusa que les seccions havien de basar-se als territoris, no en les tendències ideològiques. Bakunin, que el que volia era entrar en la Internacional, decideix dissoldre l'Aliança. Però malgrat estar dissolta, els antics aliancistes segueixen en contacte, actuant de facto com una tendència dins de la Internacional.
Fanelli parlava en francès i italià, de manera que els presents comprenien molt poc del que estava dient, excepte Tomás González Morago, qui sabia francès. L'efecte, no obstant això, fou el mateix Anselmo Lorenzo qui va adonar de la seva oratòria:
| «                                            | La seva veu tenia un to metàl·lic i era susceptible a totes les inflexions apropiades pel que ell estava dient, passant ràpidament d'entonacions de fúria i amenaça en contra dels tirans i explotadors per tornar-se llastimosa i consoladora... nosaltres podíem comprendre la seva expressiva mímica i seguir el seu discurs. | » |
| — Anselmo Lorenzo. El proletariado militante | |   |

Aquests treballadors es convertirien en el nucli de la Internacional a Espanya, dedicant-se des de llavors a estendre "la idea" arreu d'Espanya. Fanelli, no se sap si a propòsit o per distracció, va presentar els estatuts de l'Aliança com si fossin els de la Internacional. El primer grup d'internacionalistes establert a Espanya seria el de Madrid. Després d'uns mesos de mítings, reunions i debats van aconseguir atreure bastants seguidors. Van posar les bases per a la creació de l'embrió d'un sindicat. Per a 1870 la secció madrilenya de la Internacional tenia 2.000 membres.
Igual que a Madrid, la internacional aviat arrelaria en Barcelona. Ciutat industrial i proletària, era llavors un bastió del republicanisme federal. Fins i tot els obrers estaven fortament impregnats d'aquestes idees. Però també la ciutat era un baluard de la rebel·lió del proletariat, del ludisme, i dels primers sindicats. En 1869, es crearà una secció de la Internacional a Barcelona.
Aquests dos centres d'activitat internacionalista van continuar estenent les seves idees a altres llocs. També van ser creant diaris com La Solidaridad. L'anarquisme hi havia aviat germinat arreu l'Estat, a viles i ciutats, i en organitzacions autònomes. Algun dels pobles rurals eren ja anàrquics en estructura abans que s'estenguessin les idees anarquistes. Els primers diaris anarquistes van ser La Federación (Barcelona), creat en 1869, La Emancipación (Madrid), creat en 1871 i que seria el diari oficiós de la Internacional, que després de l'arribada de Paul Lafargue es decantaria pel marxisme, i El Condenado (també de Madrid), dirigit per Tomás González Morago que es dedicaria a contrarestar-lo, i que seria el primer periòdic anarquista d'Espanya.

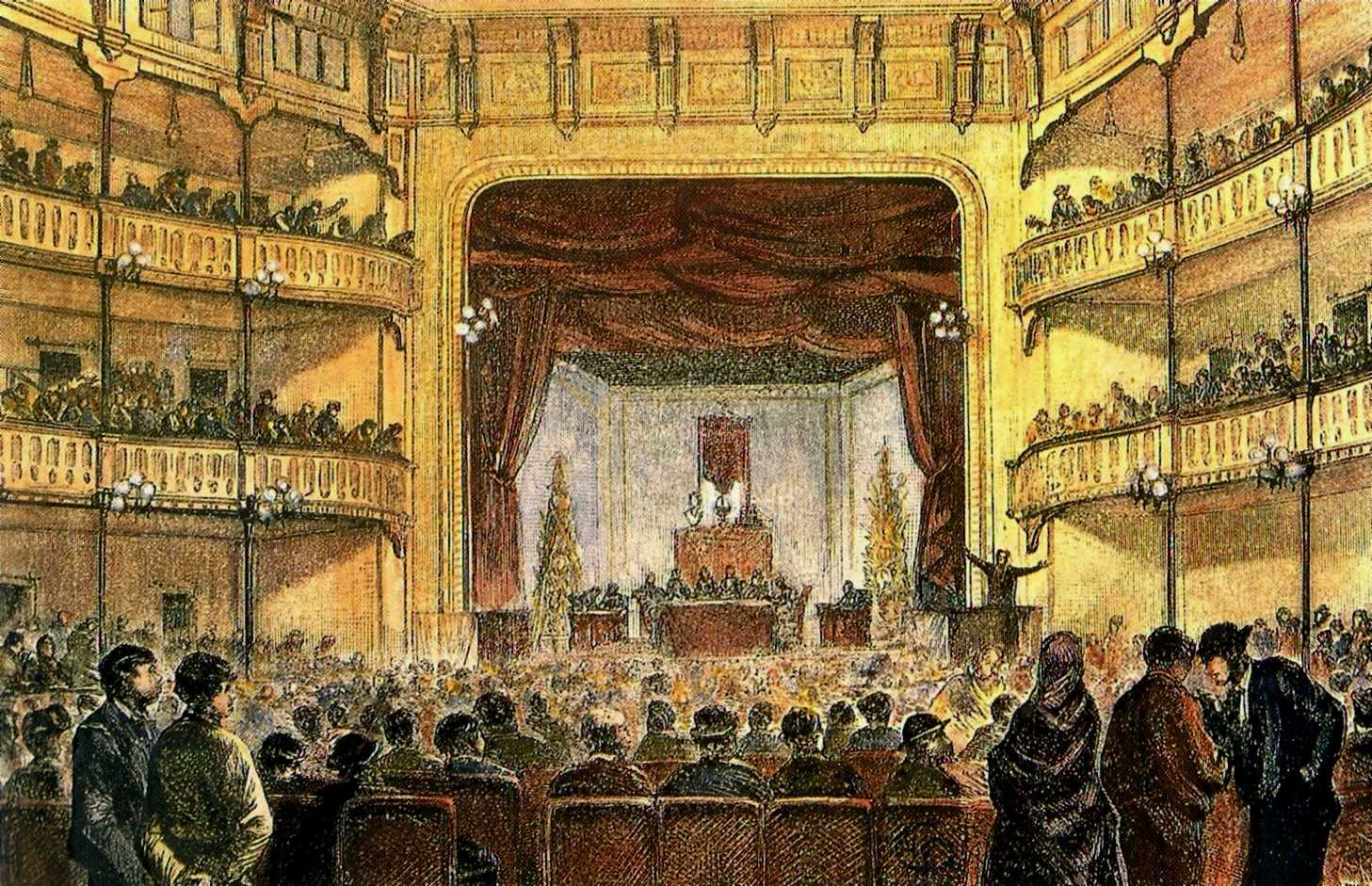
Un gravat del Congrés de 1870.

Un dels esdeveniments més importants en aquests anys va ser el Congrés Obrer de 1870 a Barcelona. Va ser el primer congrés a escala espanyola que va reunir delegats d'unes 150 organitzacions obreres, juntament amb milers d'observadors ("ocupant cada cadira, omplint els passadissos, i esparramats més enllà de l'entrada," d'acord amb Murray Bookchin). Aquí la secció espanyola de la Internacional va ser reconstituïda com la Federació Regional Espanyola (també coneguda simplement com la Federació espanyola). També es va decidir la futura estructura de l'organització, que va acabar sent més semblant a un sindicat que a un partit obrer, com en altres parts. El congrés va tenir un clar tint anarquista malgrat la presència de membres no anarquistes de la internacional d'altres nacions Europees. Va ser vist amb cert desdeny per la premsa i els partits polítics. Al Congrés es considerava un mitjà legítim de canvi l'atac directe contra el procés polític i presagiava el futur poder de sindicats com la CNT.
Els conflictes presents en la Internacional entre els diferents corrents obrers (entre partidaris de Marx i de Bakunin, sobretot) també van esquitxar a la Federació espanyola. El gendre de Marx, Paul Lafargue, va ser enviat a Espanya després de la derrota de la Comuna de París, en 1871. Es va instal·lar a Madrid, i aviat va tenir un grup de seguidors. Aviat es van apropiar de diversos comitès de la Federació a Madrid, així com del seu periòdic La Emancipación. I des d'aquests llocs van començar a defensar la necessitat de crear un partit obrer a Espanya per emancipar al proletariat.
En 1872, després d'un atac de La Emancipación contra el nou Consell Federal (de tendència anarquista), la Federació madrilenya va expulsar al grup pro-socialista de l'organització (entre altres es trobaven personalitats com Pablo Iglesias o Francisco Mora). En el mateix any 1872, Mikhaïl Bakunin va ser expulsat de la Internacional pels marxistes després del congrés de la Haia (Països Baixos). Els anarquistes es van reorganitzar al congrés de Saint-Imier (Suïssa) i aconseguirien consolidar la seva força a Itàlia i Espanya. La Federació espanyola va funcionar a partir de llavors sense consells centrals, lliures de burocràcies. Després de la celebració en Saragossa del II Congrés de la Federació Regional Espanyola (FRE) al maig de 1872, el nou Consell Federal va passar a residir a València.
El 25 de desembre de 1872 va començar a Còrdova el III Congrés de la FRE, en el qual es va aprovar per unanimitat el dictamen de la Comissió contrari al Congrés de la Haia de 1872 (partidari de Marx) i favorable al de Saint-Imier. A partir d'aquí, es va produir el que es podria denominar com la bifurcació oficial de les dues branques del socialisme a Espanya: la marxista i la llibertària. Durant aquests anys la Federació Regional Espanyola va créixer a un ritme espectacular i es va convertir en una de les seccions més nombroses de l'AIT. En 1872 constava amb 11.500 afiliats, i en 1873 amb més de 40.000.
Els problemes de l'anomenat Sexenni Revolucionari espanyol continuaven. El Rei Amadeu I renunciava al tron l'11 de febrer de 1873. Aquest mateix dia es proclamaria la República. Però l'embranzida revolucionària de les masses van fer que aquesta república aviat tingués el germen de la seva pròpia acte-destrucció. D'una banda al nord va esclatar un aixecament carlí, i per l'altre en la costa mediterrània, esclataria la Revolució Cantonal. En aquesta revolució participarien bastants internacionalistes entremesclats entre els republicans federals que lideraven aquesta revolta. Els casos més sonats van ser els d'Alcoi, Sanlúcar de Barrameda o Cadis (en el que hi va participar l'anarquista Fermín Salvochea Álvarez) on la revolta va prendre un caire més popular.
A Alcoi, els treballadors demanaven ja en 1873 la jornada laboral de vuit hores. El conflicte es va tornar violent quan la policia va reprimir una manifestació a tirs, la qual cosa va causar l'assalt de l'ajuntament com a resposta i van prendre el control del poble. Es van escriure a partir d'aquests fets històries sensacionalistes sobre suposades atrocitats que mai van tenir lloc - sacerdots crucificats, homes embolicats en flames, etc. A mitjan any la república es convertiria en República Federal, la qual cosa va començar a deslligar un moviment militar anti-republicà davant la situació descontrolada. Després dels successos d'Alcoi i de Sanlúcar de Barrameda, l'11 de gener de 1874, la Internacional va ser declarada il·legal. L'organització va passar llavors a la clandestinitat i la seva premsa va desaparèixer. Però, així i tot, el juny de 1874 es va poder celebrar el IV Congrés de la FRE, a Madrid, al que van aconseguir acudir 48 federacions locals. En aquells moments la FRE estava composta per 190 federacions locals i 349 seccions (sindicats), estant en constitució altres 135 federacions locals i 183 seccions més. El nombre total d'afiliats rondava els 70.000.
Amb la clandestinitat decretada en 1874 va sobrevenir una crisi en la FRE per les persecucions. Però L'Aliança (bakunista) va tornar a prendre els fils i des de 1875 les "conferències comarcals" (una comarca era l'equivalent a una regió actual) celebrades tots els estius van reemplaçar als congressos. Des de llavors el Consell Federal va passar a residir a Barcelona. En 1877 semblava imminent un moviment republicà en el qual la Internacional hauria pres part, però per aquesta raó el moviment no va esclatar i els republicans van quedar des de llavors en el terreny parlamentari. La Internacional des de 1878 va estar al capdavant del problema agrari a Andalusia, on en 1878 i 1879 va haver-hi incendis en els camps i el nom de la Mano Negra fou posat en circulació.

### Tornada a la legalitat i la reorganització
En 1881 el govern dirigit per Práxedes Mateo Sagasta va aprovar la llei d'Associacions mitjançant la qual es legalitzava l'activitat de les organitzacions obreres. El setembre del 1881 es va celebrar el I Congrés per a la reconstitució d'una nova federació obrera. De nou es realitzaria en el Teatre del Circ de Barcelona, el mateix escenari en el qual s'havia fundat la FRE en 1870. Al congrés es fundaria una nova organització basada en els principis de la FRE, la Federació de Treballadors de la Regió Espanyola (FTRE).
La FTRE en la seva nova etapa va créixer molt ràpidament i en 1882 va tenir el seu II Congrés (a Sevilla) en el qual van comptar amb l'adhesió de 663 seccions i un total de 57.934 afiliats. El treball de la FRE no hi havia estat en va i la implantació de la Federació era aclaparadora, si es comparava amb la dels intents organitzatius marxistes (PSOE).
Però al llarg de la història de la FTRE van sorgir contínuament problemes que posaven de manifest la falta de capacitat de reacció, la qual cosa va provocar seriosos descontentaments. La situació agrària a Andalusia, on la misèria feia estralls (i on entre 1882 i 1884 van esclatar revoltes camperoles) van afectar l'organització. En el si de la Federació continuaven les tensions heretades de la FRE, entre els qui defensaven la clandestinitat enfront d'una actuació pública i legal. Amb l'efervescència camperola va sobrevenir una persecució governamental. Els successos de la La Mano Negra copejarien seriosament la fràgil estructura de l'organització, desencadenant un procés de desacreditació pública i repressió governamental sobre la FTRE. A pesar que els grups anarquistes de la zona afirmaven no tenir res a veure amb aquesta organització i que les proves eren inexistents (es va pressionar diversos falsos testimonis perquè declaressin en contra dels imputats i fins i tot es va acceptar com a prova un paper posat sota una pedra enmig de la muntanya amb la llista d'integrants de la Mano Negra), l'estat va dur a terme una duríssima repressió basant-se en quatre crims comesos a la fi de 1882 i els primers mesos de 1883. El resultat van ser 15 camperols condemnats a mort, dels quals 7 van ser executats a Jerez de la Frontera, el 14 de juny de 1884.
Fora d'Andalusia l'organització no va sofrir persecucions, però el temor a rebre-les va fer que marquessin distàncies sobre els diferents grups partidaris de l'acció armada i de respondre a l'estat amb violència. Al III Congrés d'octubre de 1883, a València, es va declarar que es rebutjava tota solidaritat amb els quals s'hagin organitzat o s'organitzin per la comissió de delictes comuns, declarant que el criminal mai podrà tenir cabuda en les seves files. El III Congrés a València va suposar el declivi definitiu de la Federació. Abans, durant aquell any, s'havia convocat una reunió secreta celebrada per dissidents de la FTRE el gener de 1883, a Sevilla, on es constituiria una organització secreta: Los Desheredados. Es creu que aquesta organització revolucionària anarquista va existir fins a 1886, a Andalusia.
Al Congrés Extraordinari que es va celebrar a Barcelona a la fi de setembre de 1884. L'acord més important (proposat per la Comissió Federal) seria la retirada de la vida pública de la FTRE a causa de les persecucions al fet que era sotmesa per les autoritats. A partir d'aquest moment van sorgir fortes desavinences entre els qui eren partidaris d'aquesta mesura i els qui estaven en contra. En 1887 ambdues parts tornarien a reunir-se al congrés de Madrid, però les diferències van seguir. En 1888 els partidaris de la Federació, preveient l'escissió total del moviment anarquista van convocar un nou congrés. Se celebraria a Barcelona, on dominaven les societats obreres de caràcter anarquista. En aquest congrés es formaria la Federació de Resistència al Capital, també coneguda com el Pacte d'Unió i Solidaritat. Amb aquest "pacte" s'estava separant l'organització econòmica o laboral de la politicosocial. L'altre vessant del moviment formaria durant aquell mateix any, l'Organització Anarquista de la Regió Espanyola (OARE).
Al V Congrés de València d'octubre de 1888 es dissol definitivament la FTRE - després d'una agonia de 5 anys - i es funda l'Organització Anarquista de la Regió Espanyola, hereva (en el terreny polític-social) de la FTRE. Aquesta nova organització acordaria recolzar en les seves lluites contra el capitalisme a l'altra organització, la Federació de Resistència al Capital, sempre que tinguessin un caràcter revolucionari. Paral·lelament, els dissidents de la Nova Federació Madrilenya de la FRE desapareguda en 1873, els seguidors de Paul Lafargue (i de Marx i Friedrich Engels), que havien fundat en 1878 el PSOE, van crear en 1888 la Unió General de Treballadors (UGT). El moviment obrer estava definitivament dividit i afeblit, situació que duraria fins al segle xx, excepte un breu renéixer després de l'1 de maig de 1890.

### Anarco-col·lectivisme contra anarco-comunisme
En el terreny ideològic en aquesta dècada de 1880 apareixia a Espanya l'anomenat anarco-comunisme o comunisme llibertari. Havia començat a ser teoritzat per Piotr Kropotkin en la dècada anterior, i a la fi de la dècada les seves idees havien estat pràcticament assumides per tot el moviment anarquista internacional. No ocorria el mateix a Espanya on predominava l'anarquisme seguidor de Bakunin, que era conegut com a anarco-col·lectivisme.
Aquest corrent anarco-comunista va començar a introduir-se a Espanya a causa de l'emigració política. Eren nombrosos els militants llibertaris que havien de refugiar-se a l'estranger per escapar de la repressió. Aquests militants en entrar en contacte amb els seus correligionaris europeus van ser adoptant el comunisme llibertari, que a poc a poc va ser entrant en els mitjans anarquistes espanyols. El primer periòdic anarco-comunista fou La Justicia Humana, publicat a l'abril de 1886 a Barcelona i duraria 8 nombres. En el seu primer nombre va voler explicar el que era el comunisme anarquista:
| « | Som comunistes anàrquics i, per tant, enemics de la propietat individual que els col·lectivistes determinen en el producte íntegre del treball de cadascun (...). De l'escola col·lectivista ens separa que santifica la propietat individual que resulta del treball de cadascun. | » |

Dos anys més tard es crearia un altre periòdic de la mateixa tendència, que aconseguiria una durada molt més llarga. Es tractava de Tierra y Libertad. Més tard seria l'òrgan oficial de la FAI.
Els debats anaven sobre el tipus d'organització que calia crear per dur a terme les idees llibertàries. Els col·lectivistes tenien la idea que el treballador era amo del producte del seu treball, la terra per qui la treballa i qui no treballa no menja. Per la seva banda els comunistes eren partidaris d'una distribució regulada per les necessitats de cada individu. Però els col·lectivistes creien en la distribució mitjançant una comissió encarregada de valorar el producte íntegre del treball (les hores de treball) que cadascú realitzava abans de distribuir el producte. Els comunistes afirmaven que aquest sistema significaria la creació una burocràcia que es diferenciaria molt poc d'una estructura social autoritària, ja que la comissió acabaria convertint-se en un govern o cosa semblant, la qual cosa negaria el principi anarquista de les seves propostes.
Els anarco-comunistes van elaborar les seves teories partint precisament de la necessitat de crear una estructura totalment antiautoritària, és a dir, una organització social sense superestructures i en la qual les úniques organitzacions fossin les absolutament imprescindibles per cobrir les necessitats de la població. Partint, doncs, de l'anarco-col·lectivisme van arribar a la conclusió que l'única forma de resoldre el problema era la socialització de la distribució. Mitjançant la fórmula de cadascú segons les seves possibilitats a cadascú segons les seves necessitats s'impedia la creació d'organismes que estiguessin per sobre d'aquells creats per a la producció. Els col·lectivistes veien en aquestes idees una societat tremendament espontanista i falta d'estímuls perquè l'individu es dediqués al treball.
Aquestes dues posicions es van enrocar fermament i l'única manera de resoldre la disputa va ser l'acord de participar tots junts en l'acció anarquista sense tenir en compte les finalitats econòmiques que cadascú recolzés (comunistes o col·lectivistes). Aquesta fórmula se la hi coneixeria com l'anarquisme sense adjectius.

### La propaganda pel fet
L'anomenada propaganda pel fet (o propaganda per l'acte) és una estratègia de propaganda anarquista basada en el cas que l'impacte d'una acció genera més repercussions, obté més rellevància i, per tant, és molt més eficaç que la simple paraula per despertar les energies rebels del poble. Així doncs, la propaganda pel fet implica predicar amb l'exemple de l'acció. La seva posada en pràctica buscava elevar un conflicte latent al grau de conflictivitat explícita, generant un elevat grau d'incertesa social que obligués a la majoria a sortir de la seva indiferència i adoptar postures diferents per resoldre el conflicte.
A Espanya les societats obreres van quedar desmantellades en 1874, i no seria fins a l'arribada al poder de Práxedes Mateo Sagasta, en 1881, quan tornarien a la legalitat. No obstant això para llavors en l'anarquisme internacional ja predominava el corrent que rebutjava qualsevol tipus d'organització per ser autoritària. En 1881, té lloc a Londres un Congrés Anarquista Internacional que tractaria de ressuscitar l'Associació Internacional dels Treballadors. No obstant això aquesta nova internacional no va aconseguir desenganxar. Va ser coneguda com la Internacional Negra i es va desenvolupar sobretot en els Estats Units, gràcies a l'alemany Johann Most. La línia política de l'organització era totalment anarquista, però aviat fins i tot es va debatre sobre la conveniència de seguir organitzats, mentre que "l'acció per l'acció" era considerada més eficaç que l'organització. Una expressió d'aquesta tendència anarquista van ser els magnicidis comesos per anarquistes italians i francesos (sobretot) entre les dècades de 1880s i 1890s. Per això l'anarquisme va rebre una forta campanya de descrèdit des de tots els àmbits de la vida pública, que va acabar en l'equiparació automàtica entre anarquisme i terrorisme. Es pren moltes vegades "propaganda pel fet" com a "terrorisme anarquista".
A Espanya aquesta tendència va trigar uns anys a arribar, ja que la classe obrera encara tenia influències anarquistes, i sovint les bullangues prenien tints insurreccionals. El moviment obrer s'orientaria cap als sindicats de la FTRE, de clara influència llibertària. No obstant això, la propaganda pel fet a Espanya té un precedent. En 1878, en ple règim repressiu, un anarquista anomenat Joan Oliva va atemptar contra el Rei Alfons XII durant una desfilada militar. Va realitzar dos trets de revòlver i va fallar els dos. Oliva seria executat en 1879. En la dècada següent, a mesura que els militants anarquistes anaven entrant en aquesta dinàmica de la propaganda pel fet, anaven abandonant les organitzacions obreres. A mitjan anys 1880, van començar a produir-se petits atemptats anarquistes a Barcelona. Tenien en principi una vinculació amb el moviment obrer, mentre que sempre anaven dirigits contra els patrons, contra les portes de les fàbriques, contra els vigilants o la policia. Eren simples petards, tubs farcits de pólvora negra, i no produïen víctimes.
A Andalusia va tenir lloc una sèrie de fets que van impressionar molt als àcrates barcelonins. Tot va començar amb una de les acostumades onades vaguistes camperoles a Andalusia. Aquesta onada coincidia amb la visita d'Errico Malatesta que juntament amb Fernando Tarrida del Mármol estaven de gira propagandística per Espanya. Sovint se'ls acusa de ser els instigadors de les vagues. Però després de les vagues va arribar la repressió. A Jerez de la Frontera, a l'agost de 1891 van ser detingudes 157 persones acusades de pertànyer a la Mano Negra. Va quedar clar des del primer moment que era una represàlia dels terratinents locals. I la resposta de la població local va ser la de convocar al poble a revoltar-se i alliberar els seus companys empresonats. La nit del 8 de gener de 1892, 500 jornalers i artesans van entrar a Jerez al crit de "Visca la revolució social! !Visca l'anarquia!". Van matar dos terratinents i els soldats es van espantar i no van reaccionar. Però a l'alba, els revolucionaris es van haver de retirar després d'una lluita sagnant amb la força armada. Com a venjança dels terratinents, el 18 de febrer de 1892 els anarquistes Lamela, Valenzuela, Bisiqui i El Lebrijano van ser ajusticiats. Van morir amb el crit de "Visca l'anarquia!". A més d'aquestes execucions altres 17 camperols anarquistes van ser condemnats a severes penes de presidi. Entre els acusats estava també el conegut anarquista Fermín Salvochea Álvarez.

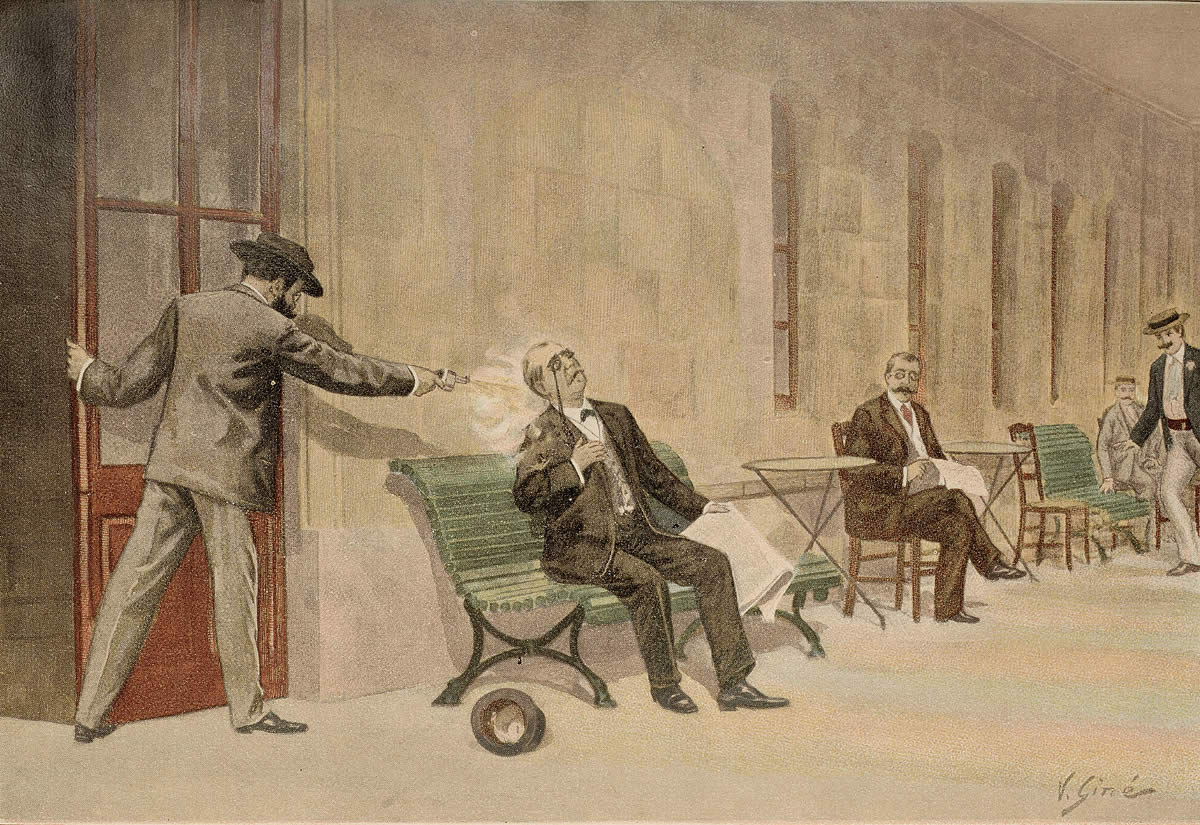
Dibuix de l'època, que reconstrueix l'assassinat de Cánovas.

No obstant això va haver-hi una data que va marcar un abans i un després. Va ser el Primer de maig de 1891. A partir d'aquí, es va produir un augment en les ambicions dels insurrectes. A mitjan maig de 1892 esclata una bomba a la Plaça Reial de Barcelona. Hi hagué un mort i dos ferits. Aviat esclaten altres bombes que produeixen més ferits. A més es troben, abandonats en ple carrer, més petards i bombes. Es produeix un ambient de pànic a la ciutat que dura fins a l'any següent. En un succés relacionat mor un anarquista (l'italià F. Momo) en un accident fabricant bombes. Però la primera gran acció la realitza Paulí Pallás i Latorre que intentà assassinar al general Martínez Campos en una desfilada militar. Hi ha un policia mort i diversos ferits. Pallás no fuig, sinó que es lliura. Serà afusellat en uns dies. Pallás va dir va ser que estava venjant els fets de Jerez. Però aviat serà venjat. El 7 de novembre de 1893, Santiago Salvador Franch va llançar dues bombes al Teatre del Liceu de Barcelona, provocant una massacre (22 morts i 35 ferits). Serà executat al castell de Montjuïc. Durant les perquisicions seran detinguts 400 anarquistes i simpatitzants. Tots seran torturats cruelment. Seran executats 7 anarquistes més a Montjuïc per la seva suposada relació amb Pallás i Salvador. També un altre se suïcidarà a la presó per les tortures sofertes. Segueixen apareixent més bombes a Barcelona. L'any 1894, el governador civil és disparat en ple carrer, surt il·lès. Però el 7 de juny de 1894 una bomba esclata en plena processó del Corpus produint 12 morts, 35 ferits i altres 500 innocents detinguts. Hi ha seriosos dubtes sobre la relació dels anarquistes amb aquest atemptat. Dels detinguts 100 seran processats i uns altres 5 afusellats. La impressió que produeixen les notícies de les tortures dels tancats al castell de Montjuïc recorre tot Europa. A més d'anarquistes i "suposats anarquistes" (hi ha desenes de detinguts a l'atzar) es troben tancats lluitadors filipins i cubans que lliuren en aquests moments la seva guerra d'independència. En 1897 el poeta Ramon Sempau i Barril (no era anarquista) dispara contra el tinent Puertas, torturador de Montjuïc. Puertas no mor, i Sempau encara que és condemnat a mort finalment es lliura. El cicle sagnant acabarà en 1897 amb l'assassinat de Cánovas del Castillo a l'balneari de Santa Águeda, Guipúscoa. Serà assassinat per l'anarquista italià Michele Angiolillo. La veritat és que tota aquesta espiral de violència va deixar l'anarquisme seriosament copejat durant anys.

## El sindicalisme revolucionari, 1900-1910
La propaganda pel fet, (el terrorisme revolucionari) va arribar a ser menys comú prop del canvi de segle. En els primers anys de segle directament va desaparèixer. En 1904 va reaparèixer fins a 1908, amb unes 40 explosions que van provocar 11 morts a Barcelona. No obstant això, d'aquestes morts cal fer una diferència. En 1904 apareix Joan Rull i Queraltó, que havia estat anarquista al segle anterior i que ara no ho era. Quan comença la seva campanya delictiva s'havia venut a la policia. Es dedicava a indicar llocs on hi hauria un atemptat "anarquista", sent ell mateix l'encarregat de dur-los a terme. Però amb el temps els seus atemptats van ser a majors, quedant fora de control fins i tot de la policia. Va realitzar 21 atemptats i va provocar la mort de 5 persones. En els mateixos anys, els atemptats anarquistes van ser entre 12 i 16, però solament dos van provocar atenció mèdica i cap mort (entre ells el de Joaquín Artal, qui apunyalaria Antoni Maura). L'atemptat més gran en aquesta dècada va ser el de Mateu Morral. En 1906, durant el casament del Rei Alfons XIII amb Victòria Eugènia, Morral (que havia viatjat des de Barcelona fins a Madrid), va llançar una bomba amagada en un ram de flors. Es van salvar miraculosament. Com a conseqüència de l'explosió van morir tres oficials i cinc soldats del seguici reial, tres persones més a les balconades i ferint més de 14 persones que contemplaven el pas del festeig. Morral se suïcidarà.
Però l'anarquisme estava renegant de l'onada terrorista. Es van convèncer que solament la vaga general era capaç d'enderrocar l'Estat i el capitalisme. Un dels majors difusors d'aquesta idea va ser Francesc Ferrer i Guàrdia, qui va obrir un periòdic dedicat a difondre aquesta idea entre els obrers, s'anomenaria precisament La Huelga General. En 1900 el moviment obrer de Barcelona va constituir una nova organització, la Federació de Societats de Resistència de la Regió Espanyola. L'organització va adoptar el sindicalisme "societari" sobre les bases federals. El seu èxit va ser immediat: va haver-hi vagues arreu d'Espanya en aquest mateix any (La Corunya, Bilbao, Sevilla...). Moltes d'aquestes vagues no tenien peticions concretes sinó que eren convocades espontàniament per la classe treballadora, algunes fins i tot arribaven a exigir la fi del capitalisme. Recordem que aquest moment la jornada laboral típica era d'entre 12 i 15 hores. A Barcelona treballaven 13.500 nens i 9.000 nenes.
El 6 de desembre de 1901, seguint amb l'onada de vagues, els metal·lúrgics de Barcelona es posen en vaga. Per al dia 15 hi havia 9.000 vaguistes, i l'endemà passat eren ja 15.000. El 16 de febrer de 1902 a Barcelona es van celebrar 44 mítings, en els quals van parlar els anarquistes més coneguts, i es convoca la vaga general en tota la ciutat per a l'endemà. El 17 clareja la ciutat totalment paralitzada. Les manifestacions van ser bastant pacífiques. Però el 19 hi ha durs enfrontaments i detencions en tota la ciutat i comencen a reobrir alguns comerços. La vaga fracassa. El balanç és terrible: al voltant de 100 morts, 300 ferits i 500 detinguts i el moviment anarquista destruït (la Federació de Societats d'Obreres va ser il·legalitzada). Però aquesta derrota no va significar la fi del moviment, sinó l'obertura d'una època en la qual es van donar nombrosos debats sobre com ser més efectius, que acabaria de fer madurar el sindicalisme revolucionari.

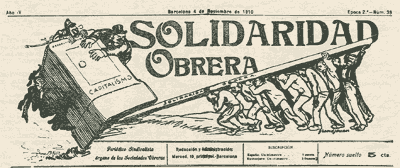
Antiga capçalera de Solidaridad Obrera

Costaria diversos anys reconstruir el sindicalisme barceloní. En 1907 els obrers de Barcelona van dur a terme diverses reunions que desembocarien en la Unió Local de Societats Obreres de Barcelona. En 1906 la burgesia barcelonina havia fundat la Solidaritat Catalana, i els obrers sentien la necessitat de respondre a l'organització patronal. Progressivament els obrers de la Unió Local van ser transformant la seva organització en la Solidaritat Obrera. A la fi de l'any crearien el seu òrgan oficial, un Solidaridad Obrera. Els primers manifestos d'aquesta organització no eren en general d'ideologia anarquista. En aquesta organització confluïen els obrers socialistes, republicans i anarquistes de la ciutat. Defensaven una organització apolítica (mentre que s'organitzava en una base plural) i estava fonamentada en el "societarisme". La seva arma principal era la vaga general. Però conforme els militants anarquistes anaven participant cada vegada més en els sindicats i el sindicalisme revolucionari anava arribant a Espanya, el color de la central obrera va ser variant. El canvi va tenir lloc a partir de 1908-09. No obstant això, la Setmana Tràgica frenaria el procés. Fins a 1910 no s'aconseguiria organitzar una central obrera per a tot el territori espanyol.

### L'educació revolucionària
Al començament del Segle XX a Catalunya, una sèrie de lliurepensadors, entre ells Francesc Ferrer i Guàrdia funden en 1901, una Escola Moderna. L'objectiu essencial de l'escola era «educar a la classe treballadora d'una manera racionalista, secular i no coercitiva». En la pràctica els preus de les quotes de tutoria van restringir el públic de l'escola a elements estudiantils de les classes mitjanes, sobretot durant els primers anys, per la qual cosa s'esperava per part dels organitzadors (de forma privada) que els alumnes en el seu degut moment es motivessin a unir-se i donar suport a la causa del moviment obrer. L'escola comptava amb una impremta en la qual es realitzava un butlletí, un laboratori, un museu natural, una biblioteca i buscava instal·lacions en les quals hi hagués gran il·luminació. Entre altres coses van haver de buscar mestres que entenguessin que el seu paper no era coercitiu sinó de suport, aquest centre educatiu era d'ensenyament mixt, secular i anticlerical, i favorable a les reivindicacions obreristes.
En ser la primera escola mixta i laica de Barcelona, en un país catòlic, va obtenir una àmplia antipatia entre el clergat i els devots. L'escola serà tancada en 1906, a causa que el bibliotecari de Ferrer era Mateu Morral que acabava d'atemptar contra el rei Alfons XIII. Reobrirà posteriorment per ser clausurada durant la Setmana Tràgica per la qual Ferrer serà afusellat.
Així mateix van aparèixer nombroses escoles per a obrers adults en els sindicats, a les seus de les societats obreres, en les cooperatives i en els ateneus, que donaven fe de la necessitat de fer arribar la cultura a tot el poble. Els obrers portaven als seus fills a les Escoles modernes, o racionalistes, i rebien classes ells mateixos a la nit en la universitat popular.

### El neomalthusianisme
El neomalthusianisme era hereu dels postulats del malthusianisme i la teoria de la població de Thomas Malthus. Sorgeix en el context de la revolució industrial, on la població es fa cada vegada més urbana, i on les condicions de vida i laborals de les classes baixes i pobres (proletariat) són profundament miserables. En aquest context apareix en les files de l'anarquisme la reivindicació de condicions dignes per a aquestes classes pobres i la necessària emancipació de la dona. L'autocontrol de la població es veu com la solució per reduir la misèria de les famílies nombroses pobres i un mecanisme per permetre l'emancipació de la dona. Durant el canvi de segle els anarquistes advocaran decididament pel control de la natalitat com a forma d'emancipació personal.
En aquest sentit l'anarquista francès Paul Robin definirà el neomalthusianisme com a:
| « | mitjà de combatre la pobresa mitjançant la limitació dels naixements fins que existeixin les condicions idònies que garanteixin per als futurs fills dels obrers una bona educació, una bona organització social i un bon naixement. | » |

### La Setmana Tràgica

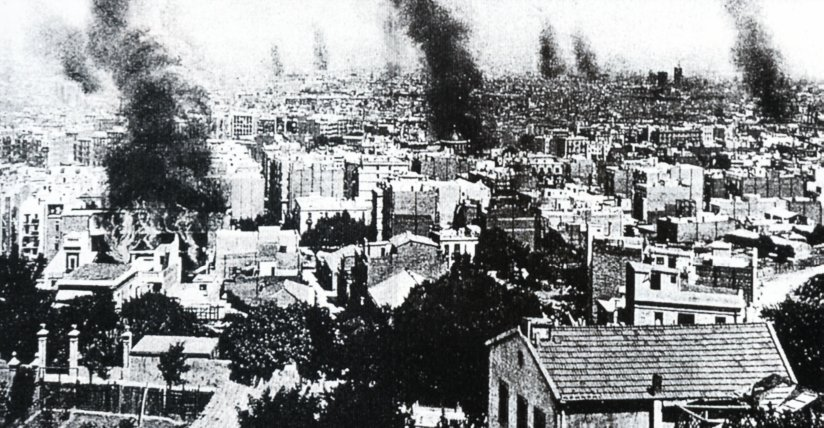
Barcelona es va convertir en La ciutat cremada ("la ciutat cremada") durant la Setmana Tràgica (1909).

El 1909 va haver-hi dos esdeveniments que van escalfar els ànims per a una nova vaga general a Barcelona. D'una banda, la clausura d'una fàbrica tèxtil, amb 800 acomiadaments. En tot el sector industrial va haver-hi una retallada general de salaris. Els treballadors, fins i tot els aliens a la indústria tèxtil, van començar a plantejar una vaga general. Gairebé al mateix temps, d'altra banda, al Marroc havia tingut lloc el major desastre militar des de la Guerra de Cuba. En l'anomenat Barranco del Lobo (prop de Melilla) els grups tribals rifenys van derrotar les tropes espanyoles, provocant més de 1000 morts. El govern va reaccionar mobilitzant la reserva (25.000 joves són cridats a files). Els reservistes, la majoria treballadors, no desitjaven arriscar les seves vides per protegir els interessos dels capitalistes espanyols (la insurrecció marroquina estava bloquejant les rutes de les mines i retardant negocis - a destacar les inversions del Marquès de Comillas). Els mítings contra la guerra es van estendre arreu del país. En plena retroalimentació de conflictes, a Barcelona hi havia un clam popular per la vaga.
La tarda del diumenge 18 de juliol quan es procedia a l'embarcament del batalló de Caçadors de Reus, integrat en la Brigada Mixta de Catalunya, la tensió va esclatar. Alguns soldats van llançar al mar els escapularis i medalles que diverses aristòcrates barcelonines els havien lliurat abans de pujar al vapor militar Catalunya, mentre homes i dones cridaven des dels molls "Fora la guerra!", "Que hi vagin els rics; o tots o cap"... La policia va haver de fer diversos trets a l'aire i va detenir a diverses persones. Les protestes van augmentar en els dies següents quan van arribar notícies que s'havien produït gran nombre de baixes entre els soldats espanyols enviats al Marroc. En els dies següents la tensió continuà en augment i esclatà la vaga.
La vaga va començar a Barcelona el 26 de juliol i ràpidament es va transformar en un alçament generalitzat. Anselmo Lorenzo va escriure en una carta: "Una revolució social ha esclatat a Barcelona i ha estat iniciada pel poble. Ningú la dirigeix. Ni els liberals ni els nacionalistes catalans, ni republicans, ni socialistes, ni anarquistes". Les comissaries de policia van ser assaltades, es van tallar les línies de tren que conduïen a Barcelona, i es van aixecar barricades per tota la ciutat. Vuitanta esglésies i monestirs van ser destruïts per membres del Partit Republicà Radical i 78 persones van morir en els disturbis (encara que es creu que van ser moltes més). Després de la revolta, al voltant de 1.700 persones van ser acusades de diversos delictes. La majoria van quedar en llibertat, però unes 450 van ser condemnades a diverses penes. Dotze van ser condemnades a cadena perpètua i altres 5, executades. Entre els executats estava Francesc Ferrer i Guàrdia, qui ni tan sols estava a Barcelona durant l'alçament.
Després de la Setmana Tràgica, el govern va reprimir amb força la dissidència. Els sindicats van ser prohibits, els periòdics clausurats i les escoles llibertàries van ser tancades. Catalunya va ser posada sota la Llei marcial fins a novembre. Però més que rendir-se, la classe treballadora espanyola va començar a prendre consciència de la seva força, la qual cosa va contribuir a l'adopció definitiva del sindicalisme com a estratègia revolucionària.

## Del sindicalisme revolucionari a l'anarcosindicalisme, 1910-1923

### La creació de la CNT

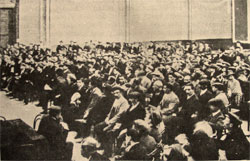
Congrés fundacional de la CNT en 1910

El 1907 va tenir lloc a Amsterdam el Congrés Internacional Anarquista, en el qual participen els màxims exponents internacionals de l'anarquisme de l'època. En aquest congrés sortirà reforçada la idea de la participació dels anarquistes en els sindicats. Juntament amb la influència cada vegada més clara de la CGT francesa sindicalista revolucionària, cada vegada més sindicats i "societats obreres de resistència" començaven a coalitzar-se en un procés que va durar diversos anys. Juan Gómez Casas descriu l'evolució de l'organització sindicalista abans de la creació de la CNT:
| «                  | Després d'un període de dispersió, la Federació de Treballadors de la Regió Espanyola va desaparèixer, per ser reemplaçada per l'Organització Anarquista de la Regió Espanyola… Aquesta organització llavors va canviar, en 1890, al Pacte d'Unió i Solidaritat, el qual es va dissoldre en 1896 a causa de la repressiva legislació en contra de l'anarquisme separant-se en diversos nuclis i societats de treballadors autònomes... Les restes que van quedar del FRE van donar origen a la Solidaritat Obrera en 1907, l'antecessora directa de la CNT. | » |
| — Juan Gómez Casas | |   |

L'impuls que estava aconseguint el sindicalisme revolucionari a Espanya es va veure detingut per la repressió que va seguir a continuació de la Setmana Tràgica de 1909. Però la llavor ja estava sembrada i existia un consens general entre els anarquistes que calia una nova organització laboral de caràcter nacional per enfortir el moviment obrer. Així mateix, el moviment obrer per si mateix estava creant sindicats arreu d'Espanya i veia la necessitat d'una coordinació, d'una organització també d'escala nacional ("nació" entesa com un territori físic, no com una entitat ètnic-cultural. Les escales serien: local, regional, nacional). Aquesta organització, seria la Confederació Nacional del Treball (CNT), que va ser fundada a l'octubre de 1910 durant un congrés de Solidaritat Obrera en el qual es van acceptar sindicats d'altres punts d'Espanya. Durant aquest congrés, una resolució declarava que el propòsit de la CNT seria "apressar l'emancipació econòmica de la classe treballadora a través de l'expropiació revolucionària de la burgesia..."
La CNT va començar sent petita, amb una representació de prop de 30.000 membres (la UGT tenia uns 46.000 afiliats), estructurats a través de sindicats i altres confederacions territorials i sectorials. La Confederació estava dividida en petites seus regionals, que al seu torn es dividien en sindicats (principalment actius a Barcelona i les ciutats industrials catalanes, València, Saragossa i Gijón). Les iniciatives provenien dels sindicats i no del comitè nacional, evitant-se la burocràcia. No hi havia alliberats sindicals retribuïts i tots els llocs eren duts a terme de forma voluntària. Les decisions dels comitès nacionals no havien de ser acomplertes obligatòriament, entenent-se que cada sindicat tenia autonomia per fer el que estimés oportú. La CNT era en aquests aspectes molt diferent als sindicats socialistes supeditats a la política del Partit Socialista.
En 1911 en ocasió del seu primer congrés (el Congrés de 1910 era de fundació) es va convocar una vaga general el que va provocar que el sindicat fos il·legalitzat fins a 1914 a causa dels nombrosos disturbis arreu d'Espanya. En aquest mateix congrés el sindicat va rebre oficialment el seu nom. Entre tots dos congressos (el de fundació i el Primer Congrés) la CNT va ser coneguda indistintament com a CGT i CNT. La CNT tornarà a l'activitat durant els mesos posteriors a la Gran Guerra. En 1915, s'estima una afiliació en unes 15.000 persones després de la seva reconstitució en aquell estiu.
En el terreny de la "propaganda pel fet", el 12 de novembre de 1912, el jove anarquista Manuel Pardiñas assassina al president del govern José Canalejas. La justificació de l'atemptat és que "Canalejas era un ferm puntal per al Rei, una sustentació per al Tron, i en suprimir-lo, li donarien un dur cop a la Monarquia". Pardiñas se suïcidaria després de ser detingut. L'atemptat produeix un debat en el si del moviment anarquista, ja que Canalejas havia estat un president liberal, defensor de Ferrer després dels Procés de Montjuïc. Havia succeït en el poder Antoni Maura després de la seva caiguda política causada per com aquest havia gestionat aquest la Setmana Tràgica i la guerra del Marroc. Després de la mort de Canalejas, torna en poder Antoni Maura que seguirà amb la política repressiva cap a l'anarquisme.

### L'oposició anarquista a la Guerra Mundial
Quan esclata la guerra mundial, la CNT està legalment dissolta. No obstant això, societats obreres de Barcelona que mantenen la seva tradició, publiquen al maig de 1914 un Manifest contra el militarisme. En la premsa anarquista es denuncia la traïció a l'internacionalisme feta pels socialistes europeus. Enfront de la guerra s'entén que la solució no és «una hegemonia signada per vencedors i vençuts», sinó el renaixement de la Internacional: «posseïts de racional optimisme, els assalariats que conserven la tradició de l'Associació Internacional dels Treballadors, amb el seu històric i intangible programa, es presenten com els salvadors de la societat humana» (A. Lorenzo).
L'abril del 1915 té lloc a Ferrol un Congrés Internacional de la pau al que assisteixen delegats de tot Espanya i de diversos països (França, Anglaterra, Portugal, Brasil...). Durant la guerra aniran coordinant-se amb els sindicats socialistes que també hi estaven oposats. Des de la seva reconstrucció la CNT farà bandera de l'antimilitarisme i de la lluita contra la Guerra abans que del mateix sindicalisme que la impulsava. Aquest procés arribarà fins a 1917. Molt pocs anarquistes espanyols prendran partit per un bàndol o un altre, però, així i tot, va haver-hi algunes excepcions com Eleuterio Quintanilla Prieto o Ricardo Mella, que preferien la victòria dels Aliats a la dels alemanys, que veien com a militaristes perillosos.

### La Vaga general revolucionària de 1917
Es va tractar d'una vaga general a causa de la mala situació econòmica d'Espanya que va esclatar a l'agost de 1917. Estava organitzada per una aliança entre socialistes, republicans i anarquistes, particularment forts a Barcelona. La difusió de la convocatòria de vaga va incloure alguna ambigüitat, perquè si al principi es parlava d'una vaga "revolucionària", en comunicacions posteriors s'insistia en el seu caràcter "pacífic". Sobretot des de la UGT es va intentar conscientment evitar les vagues parcials, sectorials i locals. No obstant això, el temps perllongat per a la preparació de la vaga va operar en contra seva. Les detencions dels signants del manifest, el tancament de la Casa del Pueblo (lloc de reunions dels socialistes) i diferents maniobres del govern van fer que hi hagués una dispersió d'esforços.
Malgrat el precipitat de la convocatòria, en començar la vaga es van aconseguir paralitzar les activitats en gairebé totes les grans zones industrials (Biscaia i Barcelona, fins i tot algunes menors com Iecla i Villena), urbanes (Madrid, València, Saragossa, La Corunya), i mineres (Río Tinto, Jaén, Astúries i Lleó); però només durant uns pocs dies, com a màxim una setmana. A les ciutats petites i les zones rurals no va tenir gaire repercussió. Les comunicacions ferroviàries, un sector clau, no es van veure alterades per molt de temps.
La vaga va anar reprimida pel govern i va deixar unes 70 persones mortes. Malgrat la violència, les demandes dels vaguistes van ser moderades, típiques d'una vaga política de l'època. No obstant això, van ser els anarquistes els qui capitalitzaren (sobretot a causa de l'actitud ambigua dels socialistes, que d'una banda parlaven de revolució i per l'altre no combatien) el descontentament present al país, així com el posterior triomf, en aquest any, de la Revolució Russa.

### La CNT després de la Primera Guerra Mundial, 1917-1923

Bandera típica de l'anarconsindicalisme.

L'economia espanyola va patir molt a causa de la crisi deslligada en acabar la Guerra mundial. Va haver-hi nombrosos tancaments de fàbriques que van fer augmentar espectacularment la desocupació i els salaris van baixar. Durant la guerra, per contra, els empresaris de Barcelona havien aconseguit uns beneficis enormes, ja que havien fet negocis amb tots dos bàndols combatents. Aquests beneficis mai van arribar als treballadors que van seguir vivint en condicions miserables. Els diferents grups d'empresaris van començar a utilitzar tàctiques gangsterils per eliminar a la competència. Contractaven pistolers que es dedicaven a eliminar i espantar competidors.
Capitalitzant el descontentament social d'una banda, el prestigi guanyat després de la vaga de 1917 per un altre, i l'esperança que suposava la Revolució russa, es convoca un congrés regional català de CNT. Seria el I Congrés de la Confederació Regional de Catalunya, que tindria lloc al barri de Sants (Barcelona) entre el 28 de juny i l'1 de juliol de 1918. (A l'octubre de 1918, la Confederació tenia uns 81.000 afiliats (67.000 d'ells a la província de Barcelona), i al novembre uns 114.000). Hom prentenia: 
| « | establir criteris pragmàtics sobre finalitats immediates a aconseguir per part dels treballadors, així com nous conceptes organitzatius de superior eficàcia. Es va començar per reafirmar la tàctica d'acció directa de totes les entitats afiliades i es va defensar la necessitat de sindicació de la dona i de crear juntes mixtes en els sindicats, on la dona tingués la deguda representació i, portada de genuí interès, pogués defensar directament la seva emancipació. Per una altra part, havia d'evitar-se a tot esdeveniment, i com fora, l'explotació dels menors. Tampoc es permetria el treball d'hores extraordinàries mentre hagués aturats en la indústria o ofici. A més, els oficis que haguessin aconseguit les vuit hores contribuirien a la seva consecució a aquells que encara no gaudissin d'elles. Després hauria d'anar-se a la implantació del salari únic, a mesura que les circumstàncies ho exigissin. | » |
| — Història de la CNT «1917: auge de la CNT». Arxivat de l'original el 2018-02-26. [Consulta: 29 juliol 2012]. | |   |

Però el més important de tot va ser la creació dels sindicats únics d'indústria o de ram. Aquests sindicats únics agruparien a tots els treballadors del mateix ram de producció en el mateix sindicat. Van venir a substituir l'antic sindicat o societat d'ofici, que perdria una part de la seva autonomia i seria a partir d'ara una secció dels sindicats d'indústria. La forma d'actuar dels sindicats únics feia de la CNT una organització tremendament dinàmica. Una vaga de treballadors en un ram podia derivar mitjançant vagues solidàries de treballadors en vaga general en una ciutat sencera. D'aquesta forma, les vagues generals no eren "convocades", sinó que simplement "succeïen" orgànicament. A la fi de 1918 Catalunya era l'única zona organitzada. Al començament de 1919 es van ser organitzant les federacions regionals de Centre, Andalusia, Llevant i Astúries.
El Segon Congrés de CNT es va celebrar el 10 de desembre de 1919 al Teatre de la Comedia de Madrid. En aquest congrés estaven representats més de 700.000 treballadors i altres 55.000 que posteriorment s'adheririen no van poder enviar representants. Es generalitzarien els Sindicats Únics i es ratificaria la línia aprovada a Sants (es tracta de l'origen de l'anarcosindicalisme). En aquests moments Barcelona estava sota el "tancament patronal" (lock-out). L'1 de desembre de 1919, la patronal havia decretat un lock-out contra 150.000 obrers. Amb aquesta acció es pretenia derrotar el nou sindicalisme. Però en realitat va provocar l'acceleració de la crisi del govern de Joaquín Sánchez de Toca Calvo que va haver de dimitir per aquestes tensions socials. Aquest mateix dia 10, la patronal, els carlins i altres sectors reaccionaris constituïen a Barcelona els Sindicats Lliures. En el lock-out se li exigia als obrers el lliurament dels carnets de la CNT. Finalment, el lock-out és aixecat pel Comte de Salvatierra a petició de la patronal, el 26 de gener de 1920, sense que cap treballador lliurés el seu carnet.
Fins a 1920 la CNT no va tenir en compte la creixent força dels pistolers del sindicat lliure. Les preocupacions eren altres. Per exemple, després de la Vaga de la Canadenca (primers mesos de 1919) i aconseguir la jornada de 8 hores el sindicat aspirava a més. El radicalisme anarquista ascendia enters i hi havia molts militants que demanaven la revolució. La CNT, en aquests primers mesos de 1920 arribava a tenir més d'un milió d'afiliats. També va créixer bastant la UGT, que va passar de 160.000 afiliats en 1919 a 240.000 en 1921.
Però alhora molts capitalistes van començar una guerra particular contra els sindicats. A més dels tancaments patronals, van abundar les "llistes negres", i es van contractar pistolers per matar els líders dels sindicats. En els primers mesos de 1920 començava l'anomenat pistolerisme, que donaria com a resultat uns 400 cenetistes morts i uns 70 del sindicat lliure morts com a resposta anarquista. En aquests moments s'aprovava també l'anomenada "llei de fugues" per la qual la policia podia assassinar legalment als seus presoners al·legant que s'havien intentat escapolir. Entre els 400 morts d'aquests anys a Barcelona, va haver-hi diversos morts per aquesta circumstància. Però els grups anarquistes de dins de CNT van reaccionar. Van formar "grups d'acció" i van retornar cop per cop al sindicat lliure. Durant diversos anys a Barcelona els tirotejos es van tornar freqüents. Aquesta espiral de violència fins i tot va portar a l'assassinat del Primer Ministre Eduardo Dato, per signar la Llei de fugues. Però els anarquistes en general van sofrir durs cops, com la mort de Salvador Seguí i Rubinat, la de Francesc Layret (advocat dels anarquistes) o l'intent d'assassinat d'Ángel Pestaña.

### La CNT i la III Internacional
No obstant això no tots dins CNT eren anarquistes. El sentiment predominant s'inclinava cap a aquesta direcció; per exemple, tots els membres del "Comitè Nacional" eren anarquistes declarats. Durant el Congrés del Teatre de la Comèdia, la CNT va decidir enviar la seva adhesió a la Tercera Internacional que s'havia fundat en aquell any (1919) a Moscou. Per confirmar la seva adhesió van decidir enviar una delegació a Rússia. Com tot el moviment obrer mundial, la CNT simpatitzava llavors amb la revolució russa.
| « | El primer delegat que la CNT va enviar a Moscou va ser Angel Pestaña. Pestaña va prendre part activa al II Congrés de la Tercera Internacional, celebrat durant l'estiu de 1920. Va intervenir en debats i en comissions i va signar documents i manifestos. Llavors es trobaven també a Moscou representants sindicalistes i anarcosindicalistas de diversos països, entre els quals, el francès Alfred Rosmer, l'alemany Augustin Souchy i l'italià Armando Borghi, que van estar en contacte amb Pestaña, ajudant-li, de fet, a trobar la posició justa. Així mateix li fou útil Víctor Serge, anarquista belga-francès, adherit al comunisme. Pestaña, com la majoria dels llibertaris, simpatitzava amb la revolució russa com a qüestió de principi. Ara bé, li alarmava l'hegemonia del partit comunista, que feia pressentir la dictadura d'un partit sobre el proletariat. Pestaña va tornar de Rússia passant per Itàlia, on li va sorprendre (setembre de 1920) la ocupació de les fàbriques pels obrers. Va ser detingut per les autoritats italianes, passant diversos mesos a la presó de Milà, la qual cosa li va impedir posar-se en contacte amb la CNT per avisar de la seva actuació i de les seves experiències. | » |
| — La CNT i la III Internacional. Joaquim Maurín«La CNT y la III Internacional». Arxivat de l'original el 2012-06-17. [Consulta: 29 juliol 2012]. | |   |

Al no tornar Pestaña a informar de les seves impressions sobre Rússia, es forma una nova delegació. Serà composta per Andreu Nin, Jesús Ibáñez, Hilari Arlandis i Joaquim Maurín. Arlandis va proposar que es convidés a la Federació de Grups Anarquistes (encara no existia la Federació Anarquista Ibèrica) al fet que nomenés a algú perquè fos el cinquè membre de la delegació. Va ser acceptada la proposició, i aquests grups anarquistes van designar Gastón Leval. D'aquesta delegació solament Leval no era simpatitzant comunista. En aquests mesos els pro-bolxevics en el si de CNT havien aconseguit el control d'alguns comitès importants. La CNT estava en plena guerra amb la patronal i els sectors anarquistes no s'estaven preocupant de les relacions internacionals, que van quedar en mans d'aquest sector. Quan va tornar Pestaña en 1922 i va presentar el seu informe sobre Rússia, la CNT va decidir desafiliar-se de la III Internacional i adherir-se a l'Associació Internacional dels Treballadors que es fundaria a Berlín al desembre de 1922. Gairebé tot aquest sector pro-bolxevic acabaria formant la Federació Comunista Catalanobalear i posteriorment el Bloc Obrer i Camperol, sent expulsats formalment de CNT al congrés de 1931.

### La Vaga general de la Canadenca a Barcelona, 1919
En 1919, els amos de la central hidroelèctrica de Barcelona (de capital canadenc) van reduir els sous deslligant una enorme i reeixida vaga general de 44 dies, en la qual van participar més de 100.000 persones (en una sèrie de vagues de solidaritat) i que va ser coneguda com vaga de la Canadenca. Els patrons immediatament van intentar respondre per la via militar, però la vaga s'havia estès massa ràpid. La vaga s'havia produït per l'acomiadament de 8 treballadors de la Canadenca. Immediatament els seus companys van convocar una vaga a la fàbrica i, per extensió, els diferents Sindicats Únics de Barcelona van anar convocant vaga uns rere els altres. Gairebé una setmana després, tots els treballadors i treballadores del tèxtil van sortir al carrer.
Barcelona va ser posada sota la llei marcial, encara que la vaga continuava. El sindicat de les impremtes dels periòdics va advertir als amos dels diaris de Barcelona que no publicarien cap mena de crítica cap a la vaga, la qual cosa va ser conegut com la "censura roja". El Govern de Madrid va intentar destruir la vaga en cridar a tots els treballadors al servei militar, però aquesta crida no va ser atesa, ja que ni tan sols va aconseguir ser publicada en paper. Quan la convocatòria a files va arribar a Barcelona, la resposta va ser una nova vaga de tots els treballadors del ferrocarril i dels tramvies.
Les institucions de Barcelona finalment van haver de cedir davant els vaguistes, ja que efectivament l'economia catalana (en aquell temps, la principal economia del Regne d'Espanya) s'havia vist seriosament afectada. Les demandes dels treballadors era: jornada laboral de 8 hores, reconeixement dels sindicats, i la readmissió dels treballadors acomiadats. Totes aquestes demandes van ser acceptades. El que ja constituïa un èxit sense precedents. També s'exigia l'alliberament de tots els presos polítics. El govern va acceptar, però va rebutjar alliberar a aquells que estaven encara en judicis. Els treballadors van respondre amb crits de "Llibertat per a tots!" i van advertir que la vaga continuaria durant 3 dies més si aquesta demanda no era acollida. Com calia esperar, això va ser el que va succeir. No obstant això, foren immediatament detinguts els diferents membres dels comitès de vaga i molts altres sindicalistes i la policia va aconseguir detenir la segona vaga abans que passés a majors.
El govern va intentar llavors aplacar els treballadors, que ja estaven clarament a la vora de la insurrecció. Desenes de milers de vaguistes van ser obligats a tornar als seus llocs de treball. La jornada laboral de 8 hores va ser decretada per a tots els treballadors. Així, Espanya va arribar a ser el primer país al món a aprovar una llei laboral de 8 hores diàries, resultat de la vaga general de 1919.
En la literatura, aquesta vaga es veu reflectida en La verdad sobre el caso Savolta, com a marc dels capítols finals.

### El trienni bolxevic a Andalusia, 1918-1920
El camp andalús portava vivint des de feia gairebé un segle aixecaments camperols aproximadament cada dècada (El Arahal 1857, Loja 1861, I República 1873-1874, Jerez 1882-1884, Jerez 1893, Vagues de 1902-1903, Vaga camperola de 1913, ara 1919-1920, i més tard 1931-1933 que van culminar en 1936). S'originaven en la desamortització i en la privatització de les terres comunals, que provocava freqüents fams i una situació de misèria permanent en els camps.
En 1918 a Andalusia, es va iniciar una nova època de mobilitzacions en la qual milers de jornalers sense terra van dur a terme ocupacions de terra i actes de sabotatge pensant en la factibilitat d'una revolució a Espanya. La seva organització va tenir el seu origen mitjançant la Federació Nacional d'Agricultors (formada a Còrdova en 1913). En 1917 sumaven 13.852 afiliats i s'uniria a CNT en 1918. Però com s'ha vist, l'impacte de la vaga general de 1917, i de la Revolució russa va obrir una època de lluites socials en el camp andalús, sota l'esperança d'una imminent revolució social emancipadora. En la CNT andalusa el 1919 hi havia uns 100.000 afiliats, en la seva major part del camp.
Entre la tardor de 1918 i l'estiu de 1919 es va aconseguir el màxim nivell de mobilitzacions, amb nombroses vagues, com la vaga general de la província de Còrdova convocada pel congrés camperol de Castro del Río (octubre de 1918) i la segona vaga general, de març de 1919, que es va estendre per tota Andalusia. En aquest moment les mobilitzacions es van radicalitzar a través de moviments d'ocupació de terres amb pretensió de repartiment de les propietats (entre els lemes difosos estaven la unió fa la força i la terra per qui la treballa), cremada de collites, ocupació dels ajuntaments, etc. El temor que es va estendre entre propietaris i patrons va provocar el seu refugi a les grans ciutats, al mateix temps que acceptaven pujades salarials (Díaz del Moral estimava un increment nominal del 150% entre 1917 i 1921, encara que sobre les dades de jornals de sega que no poden generalitzar-se). A partir de maig de 1919 les mobilitzacions de jornalers van ser reprimides amb duresa, declarant-se l'estat de guerra. Es van il·legalitzar les societats obreres i es va empresonar als seus dirigents. El moviment obrer andalús va començar una fase de reculada, i l'afiliació sindical va descendir.
Malgrat el nom de bolxevic o espartaquista que va rebre aquest moviment, no hi havia encara marxistes-leninistes a Andalusia. Estaven aprofitant i adoptant aquesta etiqueta a causa del gran prestigi que gaudia entre els obrers (i fins i tot entre els anarquistes) i que suscitaven un gran temor entre els terratinents.

## La Dictadura de Primo de Rivera, 1923-1930
Miguel Primo de Rivera era el Capità General de Catalunya quan va donar un cop d'estat, que va ser recolzat pel Rei Alfons XIII. Catalunya precisament era on el moviment obrer havia arribat més lluny, organitzant-se massivament en els Sindicats Únics de la CNT. Segons va arribar al poder, el 23 de setembre de 1923, declararia l'estat de guerra en tot Espanya, que duraria fins al 16 de març de 1925. El Rei per la seva banda estava lligant la seva destinació al del Directori militar que es va formar per governar Espanya.
Entre els molts problemes del país, el moviment obrer havia lliurat una guerra oberta amb la patronal i el seu grup de pistolers. La CNT arribava a aquesta dictadura exhausta i no va ser capaç de reaccionar. Molts sindicats van optar per tancar les portes a l'espera de temps millors. No obstant això, uns altres seguirien operant de forma clandestina, des dels Ateneus obrers i les associacions culturals. Per la seva banda la UGT va seguir legalitzada durant aquesta dictadura. Es va tractar d'un intent de Primo de Rivera perquè el moviment obrer s'apropés als socialistes, que li semblaven preferibles a l'anarquisme. No obstant això la UGT mai despuntaria durant aquests anys, rebent un boicot bastant estès per ser vista com la central sindical del règim. Aprofitant que el sindicalisme revolucionari quedava prohibit de facto es van formar nombrosos grups anarquistes culturals que van tenir una vida més o menys lliure durant la dictadura (lliure en tant es limitessin a labors culturals). D'aquests grups sorgiria en 1927 la Federació Anarquista Ibèrica.
Mentrestant un nodrit grup de militants va haver d'exiliar-se en França, Bèlgica i Sud-amèrica. Entre ells estaven coneguts militants com Buenaventura Durruti, Francisco Ascaso, Joan García Oliver, Gregorio Jover, etc. que havien format part dels grups d'acció (Los Solidarios). Aquests militants van seguir involucrats en alguns cops de mà per enderrocar la Dictadura. Una d'elles va tenir lloc entre el 6 i el 7 de novembre de 1924 a Bera. En aquests fets un grup d'anarquistes i republicans van travessar la frontera armats per forçar una situació insurreccional que fos imitada en altres parts. No obstant això, la mala preparació de l'operació la va fer fracassar.
En una altra ocasió els anarquistes residents a França van decidir atemptar contra Alfons XIII, sent descobert el seu complot i desbaratat per la policia francesa. En menys d'un any les activitats conspiratives dels anarquistes van posar a les autoritats franceses en contra seva i aquesta va començar a dificultar les seves operacions, i fins i tot la seva residència al país. Molts militants anarquistes van haver de refugiar-se a Berlín, Brussel·les, Buenos Aires, etc. Els diferents grups anarquistes que es van quedar a França acabaran formant al llarg de la dècada la Federació de Grups Anarquistes de Llengua Espanyola a França, precursora de la FAI.
Mentrestant, els sindicalistes residents a Espanya després de diversos anys d'inactivitat comencen a realitzar contactes amb republicans, catalanistes i socialistes. Això anirà forjant amb el temps una aliança en favor d'instaurar un règim republicà a Espanya. Aquestes negociacions es fan sense comptar amb les bases (es tractava una conspiració secreta), però amb el temps, en anar-se assabentant aquestes, reneguen de les negociacions dels cenetistes (Pestaña i Peiró, sobretot). Els anarquistes explicaran en aquell temps amb alguna defecció cap als comunistes a Sevilla (cal destacar José Díaz, al capdavant dels forners i portuaris que es passen al comunisme) i a Astúries (mineria).

### Els Ateneus obrers
Al llarg de les quatre primeres dècades del segle XX els ateneus de caràcter llibertari i popular es multipliquen, així com les persones que participen en ells. En molts es creen escoles per als fills dels treballadors que inclouen mètodes de la pedagogia més avançada basades en les propostes de Francesc Ferrer i Guàrdia. Algunes per la seva qualitat i nombre de participants constants, han passat a la història de l'educació com l'Escola Natura del Clot a Barcelona que va funcionar fins al final de la Guerra Civil.
Es pot dir que els ateneus populars o llibertaris van ser una veritable Universitat popular per a la classe obrera de totes les edats, on va ser adquirint la formació cultural que li havia estat negada per la seva condició social. L'impuls racionalista, d'alliberament mitjançant la cultura, li dona força i legitimitat suficient davant la classe obrera, que tractaven els ateneus i les biblioteques populars amb reverència. Serveixen també com a lloc de trobada entre les persones del barri, on la gent debat, es coneix, crea vincles d'unió i planteja els seus problemes als altres. Suposen també la primera vegada en què moltes dones treballadores troben un lloc on estan en igualtat de condicions amb els homes, on van a aprendre, i van prenent contacte amb l'anarquisme. L'èxit dels ateneus llibertaris va ser aclaparant, creant una cultura obrera i solidària, podent afirmar-se que van substituir l'Estat o als ordes religiosos en el paper d'educatiu del seu temps.
Entre les activitats dels ateneus populars podien trobar-se butlletins informatius, edició de llibres i pamflets, excursions al camp, conferències i xerrades, teatre, recitals poètics, debats, classes d'esperanto, o biblioteques de lliure accés; generalment aquestes activitats eren autofinançades pels usuaris. Alguns d'aquests ateneus, hagut d'en certa manera a la influència anarcosindicalista, mantenien escoles racionalistes en les quals s'escolaritzaven els fills dels treballadors en un ambient laic i progressista. Donaven molta importància a la higiene com a preventiu a les malalties, coneixement dels mètodes anticonceptius i la sexualitat.

### El naturisme llibertari
La relació entre l'anarquisme i el naturisme sempre ha estat present al llarg del temps. Aquesta vinculació va ser bastant important a la fi de la dècada dels anys vint del segle passat, durant la Dictadura de Primo de Rivera. El paper catalitzador va correspondre primer a la revista Helios (1916-1939) i després al grup anarquista «Sol y Vida» que realitzava nombroses excursions al camp i a la platja amb finalitats naturistes. Aquest grup gestionava l'Ateneu Naturista Eclèctic del Clot i treia una revista anomenada Ética, que el 1929 es dirà Iniciales. La revista durarà fins a la guerra civil, encara que el 1934 la seva seu a Sants, serà incendiada per un grup dretà.
La propaganda del naturisme s'adequava als desitjos de ruptura que encoratjaven els joves llibertaris, respecte a les pautes de comportament burgeses. Naturisme, en l'ampli sentit de la paraula, és una àmplia doctrina que propugna el respecte per la Naturalesa en tots els àmbits, i implica l'estil de vida natural en tots els seus aspectes. En l'anarquisme, aquesta creença de vida en coherència amb la naturalesa coexisteix amb la defensa de la revolució social per arribar a un comunisme llibertari naturista.
El naturisme llibertari considera també el vegetarianisme (sobretot en la seva variant de trofologia, és a dir, dieta vegetariana que combina els aliments adequadament en considerar la seva polaritat positiva o negativa), la lliure-cultura (cultura del cos lliure que defensa la nuesa física com a via cap a la nuesa moral) i l'higienisme (en oposició a la brutícia moral del catolicisme). Era un moviment profundament ètic. Pensaven que a través de la nuesa, del vegetarianisme, de l'abstenció de l'alcohol, del cafè i del tabac se superarien les neurosis de la societat. El nudisme seria una reivindicació del moviment insurreccional perquè la revolució no la portarà per si sola.
Entre 1923 i la guerra civil proliferaren a Catalunya i al País Valencià publicacions de tendència naturista. La revista Iniciales serà la que reculli els distints corrents del naturisme llibertari en una secció dedicada al nudisme (1929 – 1931). Aquesta revista defensa l'individualisme.

### La llengua internacional
A la fi del segle xix van ser apareixent a Europa les primeres llengües planificades. La més important d'elles va ser l'esperanto, dissenyada pel Dr. Zamenhof, no obstant això va haver-hi unes altres que també van arrelar internacionalment com l'ido o el volapuk, però que van ser menys empleades. La introducció de l'esperanto a Espanya data de 1903, en formar-se els primers grups a Madrid i València. A Espanya van ser els militars progressistes el primer sector que es va decantar per aprendre aquesta llengua. Per exemple, el general Julio Mangada va ser un conegut esperantista. En general algunes lògies maçòniques també van adoptar l'esperanto com a propi.
Però l'esperantisme va arrelar en el moviment obrer. Aquest arrelament va estar íntimament relacionat amb l'internacionalisme vigent en ell. De fet es va crear a París 1921 la Sennacieca Asocio Tutmonda (SAT), és a dir, l'Associació Universal Anacionalista. Aquest anacionalisme no era equivalent a apàtrida, sinó més aviat a internacionalista, tot i que intentava superar el concepte de nació. El moviment anarquista aviat es va interessar per aquesta llengua, que fou ensenyada en els seus ateneus i escoles racionalistes. En un mitjà en el qual regnava un gran analfabetisme (entre els obrers) l'esperanto i les altres llengües artificials eren vistes com una esperança de futur d'un món millor.
El primer grup anarquista esperantista va ser Paco kaj Amo (Paz i Amor), fundat en 1907 a Barcelona. Durant la seva existència va conviure amb els sindicats de la CNT i els grups d'acció. Aquest grup va participar en el V congrés mundial esperantista celebrat a Barcelona en 1909. Van fundar la revista Semo en 1910. De totes maneres van funcionar molts grups anarquistes que aprenien esperanto. Es donaven fins i tot als pobles més petits. Per 1935 es va arribar a fundar una Ibera Ligoj de Esperantistoj Senstatanoj (Lliga ibèrica d'esperantistes sense Estat) com a secció d'una federació esperantista anarquista internacional. Tenia un butlletí Nia Bulteno, i publicava algunes notícies fins i tot a Solidaridad Obrera.
Durant la guerra civil, la CNT va publicar un butlletí íntegrament en esperanto i tenia programes de ràdio en aquesta llengua.

### La FAI
Durant els anys de dictadura de Miguel Primo de Rivera, alguns dels líders de la CNT van començar a tenir relacions i fins i tot vinculació política amb els republicans. Mantenien les seves idees anarquistes però creien que la revolució social no arribaria immediatament, sinó que es donaria en un marc polític més favorable, com la República. La Federació Anarquista Ibèrica (FAI) no va anar al principi formada en 1927 per combatre aquesta tendència, però aviat en faria bandera. La FAI venia de les diferents federacions de grups anarquistes formades a Portugal i en l'exili, juntament amb els grups ja existents a Espanya.
L'organització de la FAI estava basada en petits grups d'afinitat d'activistes autònoms. La FAI va romandre com una organització secreta i clandestina, fins i tot després del reconeixement de la seva existència dos anys després de la seva formació. La seva naturalesa subreptícia fa difícil jutjar l'extensió numèrica dels seus membres. S'estima que els membres de la FAI cap a 1933, quan animen i organitzen diverses insurreccions contra la República era de 10.173 membres. En el Ple de la FAI d'octubre de 1933, celebrat a Madrid, van assistir 22 delegats de 569 grups. Aquests enquadraven a uns 4.839. A més van rebre l'adhesió d'altres 632 grups amb uns 5.334 delegats més, totalitzant els 10.173 referits.
La FAI era tàcticament revolucionària, amb accions que incloïen els robatoris de bancs per a l'adquisició de fons, i l'organització de vagues generals, però de vegades va arribar a ser més oportunista. Va recolzar esforços moderats en contra de la dictadura de Primo de Rivera, i en 1936, va contribuir a l'establiment del Front Popular a canvi de l'alliberament dels nombrosos presos llibertaris. No necessàriament tenia una unitat tàctica, havent-hi en el seu si des de pacifistes individualistes fins a revolucionaris insurreccionals.
Després de l'alçament franquista, les organitzacions anarquistes van començar a cooperar amb el govern republicà, no sense controvèrsia. Alhora propulsà activament la Revolució social espanyola de 1936 en la qual veia portats a la praxi les seves idees àcrates (col·lectivitzacions de terres i indústries, municipalisme llibertari, etc.), encara que això va portar a l'una casos de repressió en la rereguarda republicana per part de faístes (davant l'oposició de destacats capdavanters cenetistes) no només contra simpatitzants del feixisme, sinó fins i tot contra republicans moderats, petits propietaris o l'Església.

## La fi de la Dictadura i la II República, 1930-1936
El govern dictatorial de Primo de Rivera va acabar esgotat i sense projecte. Després de diversos intents colpistes contra el govern (anomenat Directori), com la Sanjuanada de 1926 (duta a terme per militars), i davant la mala situació econòmica (ja començaven a notar-se els efectes del crack de 1929) i les constants desautoritzacions del Rei Alfons XIII al Directori, Primo de Rivera dimiteix el 28 de gener de 1930. El poder passarà al general Dámaso Berenguer, el mandat del qual es coneixeria com la "Dictablanda" pel caràcter més obert del seu règim. En 1930 gairebé totes les organitzacions republicanes, socialistes, catalanistes, comunistes i anarquistes van començar un procés de reconstrucció.
L'agost de 1930 se signaria l'anomenat Pacte de Sant Sebastià, entre els republicans i els socialistes que eventualment tindria una continuïtat al primer govern republicà. La CNT no va participar d'aquest pacte però en va estar al corrent. Entre aquestes organitzacions van planejar una vaga general i una insurrecció a tenir lloc el 15 de desembre. Per a això van comptar amb la CNT perquè convoqués la vaga a Barcelona. El 12 (3 dies abans de la data prevista) es produeix la insurrecció de Jaca, que fracassa (i dona al trast amb els preparatius en la resta d'Espanya). Els successos de Jaca acaben amb l'afusellament dels capitans Fermín Galán i Ángel García Hernández, que tindran un indignat ressò en tot Espanya en tots els estaments (militars inclosos). El descrèdit del règim estava al punt més àlgid. D'aquesta forma cau políticament Berenguer. El substituí al febrer de 1921 l'almirall Juan Bautista Aznar-Cabañas, qui d'acord amb el rei, convoca eleccions pel 12 d'abril.
El Govern va convocar eleccions municipals pel 12 d'abril, a les quals republicans i socialistes es van presentar en coalició. Aviat, les eleccions van prendre el caire de plebiscit sobre la monarquia. La victòria dels republicans a 41 de les 50 capitals de província i en totes les aglomeracions urbanes importants va portar a la proclamació de la República i l'hissat de la bandera tricolor a Eibar en la matinada del dia 14 d'abril. A la tarda, van seguir el seu exemple Barcelona, Madrid i la resta de ciutats espanyoles, enmig del goig de carrer. Els membres del Comitè revolucionari es van convertir en Govern provisional, enmig del suport o passivitat de la Guàrdia Civil i l'Exèrcit, mentre el rei, Alfons XIII, abandonava el país.
La CNT inicialment va acceptar la República com una alternativa preferible a la dictadura, però aviat es va veure forçada a sumar-se a les reivindicacions populars que esperaven que el règim republicà produís millores socials immediates. Com el nou govern republicà no movia fitxa, era el poble mitjançant l'acció directa qui imposaria aquestes millores (mitjançant ocupacions de terres, vagues de lloguers i vagues econòmiques). En aquestes lluites socials es van unir els militants anarquistes que s'havien format durant la passada dictadura. Alhora anaven tornant els anarquistes exiliats en altres països. Els conflictes no van trigar a arribar. El primer de Maig de 1931, la manifestació de Barcelona va acabar amb un tiroteig de la Guàrdia Civil. Una de les exigències de la CNT al govern republicà era la dissolució d'aquest cos. Però va ser la Vaga de la Telefònica de 1931, a Sevilla (que va provocar 30 morts), la que acabaria trencant les relacions entre la CNT i els republicans. A partir de llavors es va entaular una pugna entre el govern i els anarquistes.
En aquests primers moments de la República la CNT convocarsia el seu III Congrés a Madrid. A més l'AIT celebraria el seu IV Congrés també a Madrid, aprofitant el congrés de CNT de manera que de l'11 al 16 de juny es va celebrar en el Teatre Conservatori de Madrid el III Congrés de la CNT, al que van acudir delegats de 511 sindicats que totalitzaven una xifra de 535.000 afiliats representats, sent el nombre real d'afiliats major. En aquest Congrés va destacar l'aprovació, després d'un acalorat debat, de les Federacions Nacionals d'Indústria (com les que tenia la UGT). S'argumentava que es tractava "de l'estructura que convenia a les aspiracions revolucionàries de la Confederació, necessitada de flexibilitat i agilitat de maniobra" (J. Peiró), postura que era defensada pels futurs trentistes. Aquestes Federacions reunirien als sindicats d'un ram de producció determinat a nivell nacional per posar-los en condicions d'enfrontar-se amb l'agrupació capitalista de la mateixa indústria, coordinar l'acció industrial, crear estadístiques pròpies del ram, etc. Una vegada realitzada la revolució, les Federacions Nacionals d'Indústria serien l'òrgan adequat per a coordinar la producció de la indústria respectiva i per equilibrar aquesta a les necessitats del consum nacional i del canvi amb l'estranger. Però aquestes federacions van ser boicotejades des del primer dia pel sector revolucionari de CNT i per 1936 solament s'havien constituït 2.
La CNT va sortir reforçada d'aquests primers mesos de la República, i cap a finals de l'estiu tindria uns 800.000 afiliats (400.000 a Catalunya). S'havien unit les masses desencantades amb la República. Un altre dels primers xocs amb el govern va ser la implantació dels "jurats mixtes", és a dir, jurats per resoldre els conflictes obrers amb representació del patró, els treballadors i el govern. La CNT va boicotejar aquests jurats, perquè entenia que beneficiaven a la patronal i negaven el principi d'acció directa que defensaven.
El socialisme (ara al govern de coalició) també va aconseguir arrelar a Espanya. S'havia convertit en un moviment de masses mitjançant el seu sindicat UGT, el PSOE, i les seves joventuts. El sindicat tenia en 1932, 1.048.000 afiliats. Aquest creixement amenaçava l'hegemonia de la CNT. Probablement l'existència d'un anarquisme revolucionari de masses a Espanya es devia de la incapacitat d'aquest partit socialista per aconseguir millores socials immediates. I és que les característiques de la burgesia espanyola havien fet fins llavors gairebé impossible dur a terme una política reformista eficaç. Les estructures socials semblaven inamovibles. La CNT va perdre en 1931 una oportunitat important d'articular una federació de camperols, i seria la UGT qui la pogué dur a terme. Es tractava de la Federación Nacional de Trabajadores de la Tierra, que en poc temps va tenir mig milió d'afiliats i que es va convertir en la columna vertebral de la UGT.

### El "trentisme"
El trentisme va ser un corrent ideològic, i finalment un moviment propi, que es va donar en el si de la CNT. Defensava la necessitat d'una fase de preparació d'uns anys (no especificaven quants) abans de l'inici de la revolució social. A més intentaven desmitificar el «mite revolucionari» i proposant una revolució per l'educació i l'exemple. La seva visió xocava amb una altra tendència més radical del sindicat representada per la FAI.
Rep el seu nom d'un document anomenat Manifest dels Trenta escrit a l'agost de 1931. Cridats de vegades possibilistes, moderats o reformistes, entre els trentistes van estar anarquistes com Ángel Pestaña, Juan López Sánchez o Joan Peiró i Belis. El seu àmbit d'influència serà sobretot València, on dominaven la Federació Local, encara que també eren majoritaris en sindicats de Huelva, Sabadell, Mataró, Manresa, Igualada, etc. Els sindicats de València s'autoexclogueren de la CNT llevantina en la tardor de 1932, no volent assumir la línia de la FAI, sent seguits per diverses expulsions i acte-expulsions d'altres sindicats de localitats ja esmentades. Van ser coneguts com els "sindicats d'oposició" i mai van formar una federació anarcosindicalista pròpia, però estarien coordinats mitjançant la Federació Sindicalista Llibertària. Serien readmesos al Congrés de Saragossa de maig de 1936, excepte el grup de Sabadell, que entraria finalment en la UGT catalana.
Va haver-hi dues entitats polítiques del trentisme. D'una banda el Partit Sindicalista d'Ángel Pestanya. Va ser fundat en 1934 davant la renúncia de Pestaña a la revolució social que veia com a impossible. En 1936 el partit participa en el Front Popular i aconsegueix dos diputats (en Cadis i Saragossa; Ángel Pestaña i Benito Pabón respectivament), un pel partit i l'altre com a independent. Tenien unes joventuts pròpies trucades Joventuts Sindicalistes. El partit es va desarmar ja iniciada la Guerra Civil Espanyola afectat per la mort d'Ángel Pestaña al desembre de 1937, tenint 30.000 afiliats. Per l'altre costat estava la Federació Sindicalista Llibertària formada per iniciativa de J. Peiró i constituïda el 25 de febrer de 1933. Pestanya romandria en aquesta Federació, fins que va fundar el seu partit. La FSL va formar ateneus sindicalistes, va tenir premsa pròpia i finalment tornaria a la CNT al maig de 1936. Van aportar uns 70.000 afiliats a aquesta reunificació al Congrés.
Durant la guerra civil la seva tendència sempre va apostar per la col·laboració amb les altres forces antifeixistes. Quan la CNT-FAI decideixen participar en el govern de la República, aquest corrent aportaria 2 ministres (Juan López i Joan Peiró).

### El cicle insurreccional, 1931-1933
El fort creixement d'afiliació, va ser pres pels sectors anarquistes de CNT com la prova que el moment estava madur per a la revolució social. En aquells temps la Guàrdia civil estava totalment desprestigiada a ulls del proletariat, i l'exèrcit era inestable i procliu a posar-se de part dels obrers. Es posava el paral·lelisme amb la revolució russa en la qual després de la Revolució de Febrer de 1917, li va seguir la Revolució d'Octubre.
Alhora anaven prenent el control dels sindicats i de les federacions regionals arrabassant-li-ho als sindicalistes moderats. Això va portar al fet que realitzessin una primera purga dels sindicats comunistes en CNT. El Bloc Obrer i Camperol, de l'esquerra comunista tenia alguna influència entre els obrers cenetistes de Lleida i Girona, així com en el sindicat mercantil de Barcelona. Aquests sindicats van ser expulsats. També van ser expulsats, o van abandonar la Confederació, els sindicats controlats pel PCE, a Sevilla, Màlaga, Còrdova i Astúries. El PCE prioritzaria la formació d'una central sindical CGTU (com el seu equivalent a França), que mai va tenir molt èxit i que en 1935 es va fusionar amb la UGT. La FAI per la seva banda anava guanyant simpaties entre els anarquistes que militaven en CNT. Això provocava la creació de comitès mixtes en els quals participaven membres d'ambdues organitzacions, confonent-se de vegades en una sola. Per exemple el comitè pro-presos es va convertir en el símbol d'aquesta nova aliança, que es va dir la trabazón orgànica. Això suposava l'aposta de CNT per una de les diferents tendències en el seu si en perjudici de les altres.
Els anarquistes havien vist ja com actuava el govern en les vagues. Durant la vaga de telèfons de Sevilla, l'exèrcit va usar armes de foc (i fins i tot un canó) en contra dels treballadors. Eren freqüents les detencions massives de militants, els tancaments dels sindicats i les requises de la premsa anarquista. Però el moment no deixava opció per a la inacció. En el camp es produïen nombroses vagues, que duien a terme fins i tot els obrers d'UGT. Així va ocórrer per exemple en els fets de Castilblanco (Extremadura), el 31 de desembre de 1931, on la violenta repressió sembla com si hagués estat va ser l'inici d'una setmana d'insurreccions locals en diversos punts d'Espanya, sense connexió entre ells. En aquesta setmana es van produir també els fets d'Arnedo (a la Rioja) en la qual una manifestació de la UGT va ser enfrontada a tirs per la Guàrdia civil provocant una altra massacre.
També va ser sonada la insurrecció anarquista de l'Alt Llobregat on els miners van prendre el control del poble de Fígols (província de Barcelona) i van proclamar el "comunisme llibertari" durant una setmana. La vaga es va estendre a altres pobles com Berga, Gironella, Sallent, Balsareny, Navarcles i Súria, on van parar les mines i van tancar els comerços. La repressió va ser feroç, el 21 de gener, el govern envia a l'exèrcit a prendre els pobles miners. Pel 23 ja solament quedava Fígols en poder dels insurrectes, però el 24 el poble cau, els obrers són detinguts i acomiadats de les seves mines.
El Comitè Nacional de la CNT va acordar “donar l'ordre d'atur en tot Espanya, acceptant-la amb totes les seves conseqüències”. No obstant això només en alguns pobles aïllats del País Valencià i d'Aragó la van seguir. A Alcorisa (província de Terol) els insurrectes van col·locar dues bombes en la caserna de la Guàrdia Civil, i en Castel de Cabra, els revoltats es van apoderar “de l'Ajuntament, van destruir el Registre fiscal i tots els documents que hi havia en l'arxiu de la secretaria municipal”, segons va informar un periòdic. Tropes d'infanteria enviades des de Barcelona al comandament del general Domènec Batet i des de Saragossa van acabar amb disturbis i el dia 27 de gener la primera insurrecció anarquista contra la República havia acabat.
Va haver-hi molts detinguts i tots els centres de la CNT de les comarques afectades van ser tancats, però la mesura repressiva que major impacte va tenir va ser la decisió del govern d'aplicar la Llei de Defensa de la República a un centenar de detinguts que van ser deportats a les colònies d'Àfrica. El dia 22 de gener, quan les tropes ocupaven Manresa, a Barcelona eren detinguts diversos militants anarquistes, entre els quals es trobaven els germans Fernando Ascaso i Domingo Ascaso Abadía, Buenaventura Durruti i Tomás Cano Ruiz. Van ser traslladats al buc de vapor “Buenos Aires”, ancorat al port. Quatre dies després ja hi havia més de 200 detinguts en el buc. El dia 28 un centenar van iniciar una vaga de gana en senyal de protesta i van redactar un manifest denunciant la seva indefensió. Alguns van aconseguir sortir, però el 10 de febrer el “Buenos Aires” salpava del port de Barcelona amb 104 detinguts a bord. Després de recollir altres detinguts en Cadis, el vaixell va passar per Canàries, Fernando Poo i finalment va recalar a Villa Cisneros el 3 d'abril. En la travessia alguns dels presos havien emmalaltit, un d'ells va morir, i uns altres van ser alliberats. Els últims deportats van tornar a la Península al setembre. Amb aquest “affaire” dels deportats l'enfrontament entre la CNT i el govern republicà-socialista es va enverinar encara més.
En un article Arxivat 2011-09-14 a Wayback Machine. publicat al diari La Tierra, de Madrid, l'anarquista Melchor Rodríguez García comptabilitzava en 166 els morts produïts entre el 14 d'abril de 1931 i el 14 d'abril de 1932, la majoria en pobles petits, la qual cosa denotava la situació del camp espanyol.
Durant tot l'any 1932 van seguir els problemes en el camp. Però també les vaga a les ciutats. A Sevilla el cap de la guàrdia civil, José Sanjurjo es revolta contra la República l'agost de 1932. La seva rebel·lió és paralitzada per la vaga general convocada pels anarquistes i els comunistes.
Mentrestant, els anarquistes passarien a l'ofensiva. En un Ple de Regionals de la CNT celebrat l'1 de desembre de 1932 en Madrid el sindicat de ferroviaris va sol·licitar el suport per declarar una vaga general en la qual es reclamarien augments salarials. Al final els ferroviaris es van tirar enrere perquè més de la meitat de les seves seccions sindicals pensaven que la vaga resultaria un fracàs, però el Comitè de Defensa Regional de Catalunya va reprendre la idea a proposta de Joan García Oliver, disposat a posar en pràctica la "gimnàstica revolucionària" que consistiria en una "acció insurreccional que impedís la consolidació de la República Burgesa". La data triada va ser el 8 de gener de 1933.
La insurrecció no va tenir un seguiment molt ampli. L'Exèrcit i la Guàrdia Civil van prendre posicions estratègiques en els llocs on es preveien desordres i els dirigents sindicals van ser detinguts. En algunes barriades de Barcelona va haver-hi xocs entre anarquistes i forces d'ordre públic. Va haver-hi vagues, incidents amb explosius i proclamacions del "comunisme llibertari" en algunes poblacions d'Aragó, com Robres i Bellver de Cinca, i del País Valencià, com Bugarra, Riba-roja de Túria, Bétera, Benaguasil, Utiel i Pedralba.
Cap d'aquestes accions van tenir èxit. Aquestes insurreccions van provocar el desmarcatge dels organismes oficials de CNT, denotant diferències tàctiques entre les diferents regionals del sindicat que van arrabassar a Catalunya la primacia en la Confederació (Catalunya era la federació regional més extremista). Però malgrat tot, el 10 de gener, els anarquistes de Casas Viejas inicien la insurrecció. Prenen el poble l'endemà i el mantenen un dia més. La repressió serà brutal, ja que els guàrdies que reprenen el poble compten amb el vistiplau del govern de Manuel Azaña. Els fets van acabar amb 26 morts i van commocionar tot Espanya. El govern va ser anomenat a donar explicacions i la CNT va iniciar una forta campanya contra la República. Els fets van ser difosos pels periodistes Eduardo de Guzmán i Ramón J. Sender.
Davant la convocatòria d'eleccions de la República pel 19 de novembre de 1933, els anarquistes van fer una forta campanya a favor de l'abstenció. Va tenir cert impacte a les províncies en les quals predominava el sindicat CNT, com Cadis, Màlaga, Sevilla, Barcelona, Pontevedra, etc. Però davant la victòria de la dreta, els anarquistes que no volien aparèixer com els qui l'havien provocat, van decidir realitzar una demostració de força. Al desembre de 1933 es va proclamar la insurrecció contra la República. No obstant això, tots els focus van ser controlats ràpidament per la guàrdia civil i d'assalt. A més d'una fugida en una presó de Barcelona, no es van efectuar cap mena de progressos abans que la policia sufoqués la revolta a Catalunya i la resta del país. Saragossa va veure una efímera insurrecció manifestada en la lluita de carrer al costat de l'ocupació de certs edificis.

### L'Aliança Obrera
Durant 1934 els socialistes van decidir radicalitzar la seva actitud davant el govern dretà, que equiparaven al feixisme. Vists els successos d'Àustria, on el feixisme havia destruït la socialdemocràcia, no volien que passés el mateix a Espanya. Per això van convocar importants vagues com la de camperols a Extremadura. Per llavors, en el camp espanyol hi havia ja 415.000 aturats i la situació era desesperada. El moviment vaguista, que en general va ser reprimit durament, es va estendre a més d'1.500 municipis espanyols durant més d'una setmana. Això va portar a nombroses detencions i al desmantellament de la FNTT. Va haver-hi molts milers de detinguts en tot Espanya.
Els anarquistes, per la seva banda, van convocar una important vaga a l'abril, novament a Saragossa, que va durar cinc setmanes, detenint la major part de l'economia de Saragossa. El suport a la vaga també es va manifestar en altres llocs del país; els anarquistes de Barcelona van prendre la cura dels fills dels vaguistes (al voltant de 13.000).
Durant aquell any es va discutir llargament sobre l'Aliança Obrera. Era una proposta dels partits de l'esquerra comunista (BOC i IC), que va ser assumida pel PSOE i la UGT. A pesar que va ser defensada en CNT per Valeriano Orobón Fernández i que va ser acceptada a Astúries, Galícia i Madrid, a nivell nacional la CNT va rebutjar aquesta aliança, pensant que es tractava d'una maniobra dels socialistes per recuperar el poder. Solament a Astúries va seguir endavant amb l'Aliança, donant lloc a la insurrecció d'Octubre. A Catalunya l'Aliança Obrera va comptar amb el suport dels sindicats d'oposició de CNT, però a l'hora de la veritat no van participar en la vaga. La resta de la CNT fins i tot publica a Solidaridad Obrera un "Manifest" que deia:
| « | La nostra posició no ha sofert variant... [ja que] per al poble escarnit, per als explotats, no pot haver-hi diferència entris els governants […] tots són iguals en la persecució del proletariat, tots són feixistes quan de defensar els privilegis es tracta. […] Tot per a la CNT. Res per als polítics | » |

### La Revolució d'Astúries, 1934
Tal vegada l'antecedent més clar de la Revolució social de 1936 (i de la Guerra Civil) va ocórrer el 1934 a les conques mineres d'Astúries. Aquests fets van ser coneguts com la Revolució d'octubre. Es tractava d'una acumulació de forces del proletariat minaire i industrial asturià mitjançant constants conflictes locals que es van donar des de feia diversos anys abans de 1934. Per llavors l'impuls revolucionari d'Astúries era tan gran que va arrossegar a les organitzacions obreres, fins llavors enfrontades o dividides, i els va obligar a signar l'Aliança Obrera. En principi aquesta aliança va ser signada pel PSOE, la UGT i la CNT. Més tard s'unirien l'esquerra comunista i el BOC i finalment, el dia abans de la vaga d'Octubre, el PCE i el seu sindicat la CGTU.
La vaga minera va començar amb atacs amb dinamita a les casernes de la Guàrdia Civil. Els vaguistes van prendre per les armes totes les conques Asturianes, destacant la presa de Mieres, Sama i La Felguera. Va haver-hi dues setmanes de combats en ple Oviedo i a Gijón. Els treballadors havien pres el control de gairebé tot el centre d'Astúries, sota el lema de "Uniu-vos, germans proletaris" a través de l'Aliança Obrera de la UHP. Els obrers de La Felguera, més propers a l'anarquisme (i majoritàriament en la FAI) van tenir una participació destacada enviant milicians a Gijón i Oviedo. No obstant això en general la revolta obrera va estar liderada pels socialistes. A Gijón, feu anarcosindicalista, també es van desenvolupar combats, encara que no van poder prendre la ciutat per falta d'armes.
L'aixafament de la revolta va ser dut a terme pel General Francisco Franco dirigint les operacions des de Madrid. Posteriorment lideraria l'aixecament militar contra la República. Els miners capturats van sofrir dures tortures, violacions, mutilacions, i execucions massives. Es calculen en 2.000 els morts. Aquest fet presagiaria la brutalitat viscuda dos anys després durant la Guerra Civil Espanyola. L'imaginari col·lectiu d'Astúries va ser d'una banda la cruenta repressió (es parlava també de 15.000 presos i altres fonts de 30.000), i per l'altre el fet que la classe obrera unida s'havia batut amb l'exèrcit durant 15 dies en igualtat de condicions, i que de no haver estat per diversos errors estratègics haurien estat molts més. Això va possibilitar la presa de consciència i de moral per part dels obrers d'altres parts. No s'entén la tremenda resistència dels obrers al cop militar de 1936 sense l'exemple que havien rebut d'Astúries (que sí que es podia aguantar i vèncer).

### El Front Popular, 1936
Amb l'arribada al poder dels partits polítics de dreta (representats per Gil-Robles i la CEDA catòlica), els partits d'esquerra van sentir la necessitat d'unir-se en un "Front Popular". Era una proposta del Partit Comunista que va anar gradualment acceptada pels socialistes i els republicans. Els anarquistes no van arribar a formar part, però davant les eleccions de febrer de 1936, o bé no van realitzar campanya per l'abstenció o bé van recomanar el vot a aquesta coalició. La justificació era que calia lliurar-se d'un govern de dretes que impedia l'acció dels sindicats, i que calia treure de la presó a tots els presoners polítics que hi havia (uns 30.000).
Res més guanyar les eleccions generals espanyoles de 1936 el Front Popular, el poble va passar a l'acció i va començar a guanyar conquestes socials (començant per l'alliberament dels presos). Per exemple, els camperols (socialistes majoritàriament) d'Extremadura, van dur a terme una massiva ocupació de terres (hi participaren 100.000 persones). Els anarquistes van forçar la situació en el sector de la construcció, aconseguint a Sevilla una setmana laboral de 36 hores. A Madrid la vaga de la construcció va prendre tints insurreccionals, destacant els militants David Antona Rodríguez, Teodoro Mora o Cipriano Mera. Aquesta vaga va provocar enfrontaments fins i tot amb els socialistes, que tenien un plantejament més moderat.
El IV congrés nacional de la CNT al maig de 1936, celebrat a Saragossa, va tenir un to obertament revolucionari. Entre els temes discutits es va debatre àmpliament sobre el "comunisme llibertari", ja que consideraven imminent la seva aplicació, així com de pactes a escala nacional amb la UGT. No obstant això, poc o res es va debatre sobre la possibilitat d'un cop d'estat de l'exèrcit, que alguns veien clara. El congrés va significar la reunificació de l'anarcosindicalisme, entre els sectors revolucionaris i els sindicats d'oposició. 550.000 obrers van estar representats, als quals calia sumar els 70.000 dels sindicats reunificats. No obstant això, la progressió de creixement accelerat seguiria durant aquell any fins al Cop d'estat del 18 de juliol.

### El cooperativisme
El cooperativisme per ventura sigui un moviment encara massa poc estudiat pel que fa a la pràctica anarquista. Els anarquistes revolucionaris menyspreaven sovint el cooperativisme per considerar-ho possibilista i poc revolucionari. No obstant això, el cooperativisme era de naturalesa antiautoritària, entenent que les decisions (almenys algunes) es prenien de forma col·lectiva i democràtica, i que, si bé era una forma de treball insereix en la societat capitalista, almenys proporcionava una ocupació segura. El cooperativisme va estar íntimament relacionat amb el mutualisme.
Les cooperatives a Espanya han tingut una presència continuada als pobles i barris obrers des del segle xix. Durant els anys 1910 i 1920 alguns obrers anarquistes van decidir constituir cooperatives de producció. Per exemple Salvador Seguí i Rubinat va participar en una d'aquestes cooperatives. Però seria Joan Peiró el cooperativista i anarquista més cèlebre. Va treballar a Cristalleries de Mataró, fundada en 1919. La cooperativa va arribar a ser la major productora de bombetes d'Espanya.
Als barris obrers de Poblenou, Gràcia i Sants-Hostafrancs (Barcelona) també va haver-hi nombroses cooperatives. A Sants destaquen la Flor de Maig, La Lleialtat Santsenca, La Nova Obrera, La Formiga Obrera, etc. Al març de 1920, aquestes i moltes unes altres participen en el Congrés Regional de Cooperatives de Catalunya, on defineixen els seus estatuts. Van crear un butlletí anomenat Acció Cooperatista que va durar de 1920 a 1938, que estava dirigit per Joan Coloma i Chalmeta.
Les cooperatives tenien grans edificis en els quals solien tenir els seus tallers. També disposaven de sales a la manera d'adrogueries, que eren els supermercats de l'època. Les cooperatives es van convertir així en pol d'atracció de les classes populars en temps de crisis, ja que estar associat a alguna d'elles era garantia d'aliments i serveis. Durant la República es va produir un procés de fusió i concentració de cooperatives, que les va fer molt més potents. Es van ser convertint en autèntics contrapoders als barris. En les vagues obreres podien encarregar-se d'alimentar solidàriament a les famílies vaguistes, i sovint van donar suport als obrers repressaliats per la seva acció sindical. En 1936, a Catalunya, hi havia unes 241 cooperatives. S'havia passat de 27.718 socis en 1931 a 84.300 en 1936. S'havia creat una Central de Compres i una Caixa de Crèdit pròpia.
Amb la guerra civil, les cooperatives van seguir guanyant pes. El 6 de setembre de 1936 es constitueix la Unió de Cooperadors de Barcelona que agrupava 45 cooperatives, amb 65 sucursals i unes 10.000 famílies associades. Durant la guerra aquest moviment arribarà a garantir unes 430.000 racions d'aliments diàries. Les cooperatives anarquistes (les col·lectivitzacions), receloses del moviment cooperativista, es van organitzar a part de la Unió. Es van establir en locals requisats o llogats i van distribuir altres 800.000 racions diàries. Com a resultat de la transformació socioeconòmica revolucionària s'havia passat d'unes 9.000 famílies organitzades en cooperatives de consum a 383.733 famílies catalanes associades el juny de 1938. La seva força va ser tal que fins i tot van arribar a plantejar-se en un congrés el "futur cooperativista" de Catalunya.
Les cooperatives de consum van tenir problemes amb alguns comitès de proveïment de les barriades (controlats per CNT) i sobretot amb el Sindicat Únic del Ram de l'Alimentació de CNT. Els primers amenaçaven de requisar els forns de pa de les cooperatives. Els segons desitjaven col·lectivitzar totalment el Ram de l'Alimentació, i per a això volien prendre possessió de les instal·lacions de les cooperatives. Però aquestes eren molt geloses de les seves treballoses conquestes prèvies (va ser treball de dècades d'acumulació de capital i patrimoni) i van buscar qui les "protegís de la col·lectivització". Defensaven que ja estaven col·lectivizades, i que només necessitaven coordinar-se amb els sindicats, no ser-ne absorbides. El PSUC va intentar rendibilitzar aquestes diferències atraient-se als cooperativistes.

### Mujeres Libres
Mujeres Libres va ser una organització de dones que es va formar en l'ambient de l'anarcosindicalisme espanyol. Va existir entre abril de 1936 i febrer de 1939, durant la Guerra Civil Espanyola. Al costat de la Confederació Nacional del Treball, la Federació Ibèrica de Joventuts Llibertàries i la Federació Anarquista Ibèrica va constituir una de les organitzacions clàssiques del moviment llibertari espanyol. No obstant això, solament en el final de la guerra la hi van considerar com a integrant legítima.
Malgrat la igualtat de gènere que proposava la CNT des dels seus orígens, moltes de les dones que militaven en el moviment pensaven que era necessari que hi hagués una organització específica de dones per desenvolupar plenament les seves capacitats i la seva lluita política. Com a fruit d'aquestes inquietuds comencen a organitzar-se i a sorgir grups. En 1934 es crea en Barcelona el Grup Cultural Femení que juntament amb el grup redactor de la revista Mujeres Libres de Madrid en el qual participen Lucía Sánchez Saornil, Mercè Comaposada i Guillén i Amparo Poch y Gascón, serà l'embrió de la futura organització.
La federació va créixer ràpidament durant la guerra civil i s'estima que l'octubre de 1938 tenia més de 20.000 integrants. No totes elles eren anarquistes, ja que una de les claus de Mujeres Libres era acabar amb la tripe opressió que patia la dona de l'època: l'opressió de classe, de gènere i l'opressió cultural. Van posar molt afany en aquesta última opressió, puix que la dona tenia altíssimes taxes d'analfabetisme.

## Guerra i Revolució a Espanya, 1936-1939

### Presència anarquista en la Guerra Civil Espanyola

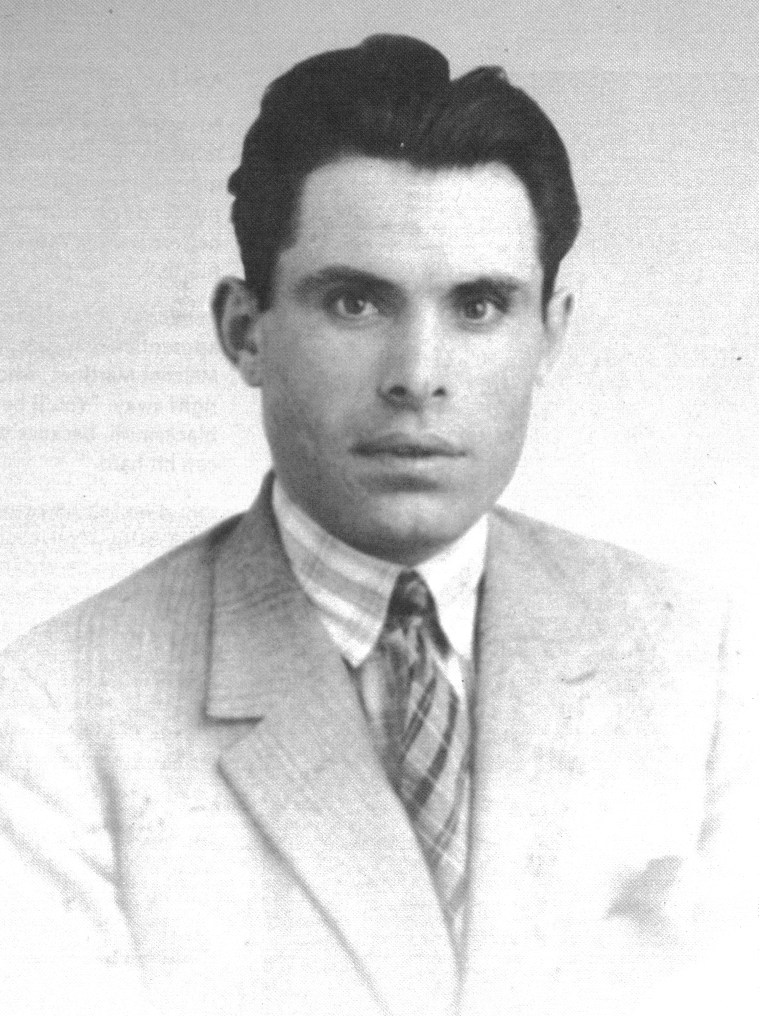
Buenaventura Durruti

El govern republicà va respondre a l'intent d'alçament militar amb una notable ineficàcia i falta d'acció. La CNT havia advertit al govern d'un alçament amb base al Protectorat Espanyol al Marroc mesos abans i fins i tot va donar la seva data i hora exacta, 19 de juliol a les 5 de la matinada, informació obtinguda a través d'una xarxa d'espionatge. Així i tot, el govern, dirigit per Santiago Casares Quiroga, es va negar a armar als treballadors, pensant que significaria la revolució. Les milícies obreres, per la seva banda, estaven en alerta dies abans del planejat alçament militar. A CNT l'aparell militar es conformava mitjançant els comitès de defensa.
L'alçament es va avançar dos dies, al 17 de juliol al Marroc i Canàries, el 18 passaria a Sevilla, i el 19 a Còrdova, Cadis, Madrid, Barcelona i altres llocs. El 20 es produiria l'aixecament en el nord. L'aixecament va fracassar en ciutats defensades fortament pels militants anarquistes, com a Barcelona, Gijón o Sant Sebastià. Alguns bastions anarquistes, com Saragossa, Sevilla o La Corunya van caure sota el control dels revoltats, a causa de la falta d'armes i a una preparació deficient. El govern encara seguia negant les armes, i fins i tot dient que les forces "colpistes" havien estat aixafades en llocs en què realment no ho havien estat. Hagut de principalment a les milícies dels partits d'esquerra i dels sindicats les forces rebels no van poder consumar el pronunciament, produint-se com a conseqüència la guerra civil.
| «                                                                 | Durant el període de les milícies, la pràctica desaparició de qualsevol sector de l'exèrcit, fidel al govern i el ferment revolucionari que s'estava desenvolupant per tot el país, van ser les causes de la ràpida aparició d'un improvisat exèrcit de voluntaris, disposats a acabar amb els últims reductes dels revoltats. Les estimacions més ajustades parlen de més de 100.000 milicians en tot el país. La meitat d'ells pertanyien als sindicats de la CNT, 30.000 a la UGT, 10.000 al Partit Comunista, 5.000 al POUM (en la seva major part, a Catalunya). A les milícies obreres es va unir un contingent de 12.000 guàrdies d'assalt, alguns centenars de guàrdies civils, alguns milers de soldats i amb prou feines 200 oficials de l'antic exèrcit. | » |
| — P. Broué, E. Témine, La révolution et la guerre d'Espagne, 1961 | |   |

Les milícies anarquistes eren notablement llibertàries, negant-se a nomenar caps militars estables, i decidint alguns llocs de responsabilitat en assemblea. En altres casos era l'Organització (CNT-FAI, ja íntimament lligades) qui nomenava els responsables. No posseïen un sistema de rangs, no hi havia salutacions especials, i els anomenats "comandants" eren escollits per les mateixes tropes. La unitat anarquista més coneguda va ser la Columna Durruti, liderada pel conegut militant Buenaventura Durruti. Va començar amb uns 3.000 milicians, i va arribar a un màxim de 8.000 homes. La mort de Durruti el 20 de novembre de 1936, (en la batalla de Madrid) va afeblir la moral de la columna. Gairebé una cambra de la població de Barcelona va assistir al funeral de Durruti. Va haver-hi altres columnes anarquistes cèlebres com la Columna de Ferro, composta per anarquistes valencians, la Columna Ascaso, o la Columna Sud-Ebre, ambdues catalanes.
Les milícies anarquistes s'anirien incorporant a l'Exèrcit Popular Republicà en l'hivern de 1936-37, enmig d'un rebuig per part dels militants anarquistes davant el pactisme dels líders de la CNT i la FAI. Fins al final de la guerra al voltant d'un terç dels soldats republicans estaven afiliats a la CNT.

### Col·laboració de la CNT-FAI amb el govern durant la guerra

Emblema de la CNT.

Durant els primers dies de l'alçament de l'exèrcit la situació estava lluny d'estar clara. Hi havia informacions contradictòries de fins on arribava la revolta. En estat republicà s'havia enfonsat, perdent tota la seva legitimitat als ulls de les classes populars. L'exèrcit estava o ben revoltat (el Bàndol nacional) o ben dissolt de facto (a la zona republicana). Les forces de l'ordre estaven inoperants, ja que davant qualsevol intervenció d'ordre públic podrien ser vistes com una col·laboració amb el cop militar. La situació al carrer a les ciutats republicanes era d'un entusiasme sense límits. Era una de les poques ocasions al món, en la qual el poble havia derrotat a l'exèrcit militarment.
En Barcelona les diferents forces antifeixistes havien format el Comitè Central de Milícies Antifeixistes de Catalunya (CCMA), que en aquells moments va fer de govern regional. En aquest CCMA participaven representants de la CNT que havien decidit que era millor col·laborar i derrotar els militars (cosa que, segons es creia llavors, duraria unes poques setmanes) i després instaurarien el comunisme llibertari. El rebuig a "prendre el poder" el 20 i el 21 de juliol de 1936 va fer que a la CNT no li quedés un altre remei que compartir el poder que ja tenia al carrer. Alhora en una multitud de pobles i ciutats es van constituir comitès revolucionaris entre les diferents forces antifeixistes, depenent de la relació de forces existent en cada situació. La CNT es va posar davant la disjuntiva de triar entre col·laboració antifeixista o "dictadura anarquista", que era una contradicció de termes, ja que ignorava la situació creada en aquells mateixos dies a Barcelona, en la qual els comitès exercien ja el poder.
D'altra banda, al govern republicà (situat a Madrid) li costaria un mes guanyar legitimitat. A Madrid cada força política tenia la seva pròpia parcel·la de poder (milícies, locals, presons, premsa) i poc cas feien del Govern d'Espanya. Cadascú feia la guerra pel seu compte. Per aclarir la situació, el 3 de setembre, Largo Caballero va formar un govern, en el qual participaven per primera vegada dos ministres comunistes. Com des de llavors ja estaven atacant políticament la revolució existent al carrer, en CNT alguns creien que s'havia de participar en el govern, encara que solament fora per protegir les conquestes revolucionàries. Malgrat això aleshores es va rebutjar participar.
La situació es va desbloquejar quan a Catalunya, bastió de l'anarcosindicalisme, es va dissoldre el CCMA i es va formar un govern de la Generalitat ampliat a totes les forces polítiques i sindicals. La CNT i la FAI van triar participar en aquest govern. D'entre les primeres mesures d'aquest nou govern regional, va estar l'eliminació dels comitès locals revolucionaris i la seva substitució per ajuntaments legals (en els quals participaven les mateixes forces que abans). D'aquesta manera la CNT entrava en les institucions de l'estat.
Durant el mes d'octubre, quan empitjorava la guerra, van prosseguir les negociacions que van donar com a resultat l'acceptació de la CNT d'entrar al govern. Se li van assignar 4 ministres: Joan García Oliver es va convertir en Ministre de Justícia, Federica Montseny va ser Ministre de Salut, (la primera ministre dona de la història espanyola), Juan López Sánchez que va ser ministre de comerç, i Joan Peiró, ministre d'indústria. Els dos sectors de la CNT, anarquistes i trentistes, tenien representació paritària al govern.
Durant la Guerra Civil Espanyola, alguns anarquistes de fora d'Espanya van criticar la decisió de la CNT d'entrar al govern. En aquests anys de guerra el moviment anarquista espanyol va abandonar molts dels seus principis bàsics; tanmateix, sentien que això era un ajust temporal, i una vegada que el feixisme fos derrotat, continuarien amb les seves maneres de funcionar. No obstant això en el si de la CNT s'estava donant una seriosa ruptura entre els revolucionaris (afiliats de base, i alguns sindicats sencers) i els comitès superiors que solien imposar la seva voluntat burocràticament. Aquest xoc va tenir una de les seves manifestacions en la creació de l'Agrupació dels Amics de Durruti el 1937. Certament, alguns dels anarquistes que es trobaven fora d'Espanya veien les concessions com a cosa necessària, considerant la possibilitat de perdre-ho tot si els feixistes guanyaven la guerra. Emma Goldman va dir, "Amb Franco a l'entrada de Madrid, difícilment puc culpar la CNT-FAI per triar el mal menor: la participació en el govern abans que la dictadura, la perversitat més mortal". La veritat va ser que en el primer dia d'estar al govern aquest va decidir desplaçar-se a València i abandonar Madrid, qüestió molt difícil de justificar davant els seus propis militants.
Encara avui dia continuen els debats entre els anarquistes sobre aquest afer.

### La Revolució social
Durant la lluita contra el feixisme, va existir una profunda revolució llibertària en tot el territori que estava sota el domini de la República, especialment a Barcelona i a Aragó.
La major part de l'economia Espanyola va ser posada sota el control dels treballadors. Principalment va ocórrer a les zones de més influència anarquista com en Catalunya, Aragó i València. Aquest fenomen va arribar al 75% del total de la indústria, però a les àrees d'influència socialista la taxa va ser bastant menor, exceptuant Astúries, gairebé posada completament sota control obrer. Les fàbriques van ser organitzades per comitès de treballadors, les àrees agrícoles van arribar a col·lectivitzar-se i funcionar com a comunes llibertàries. Fins i tot llocs com a hotels, perruqueries, i restaurants van ser col·lectivitzats i manejats pels seus propis treballadors.
Es van crear col·lectivitats agràries sota el principi bàsic de "De cadascú segons la seva capacitat, a cadascú segons la seva necessitat". En alguns llocs, el diner va ser totalment abolit, per ser reemplaçat per vals. Sota aquest sistema, el cost dels béns van ser amb freqüència una mica més d'un quart de la despesa anterior. També es municipalitzà l'habitatge, i es van nacionalitzar bastants indústries (transports, mines, comunicacions, etc.).
Malgrat les crítiques que exigien la màxima eficiència (que no van aconseguir mai les empreses en mans privades), les col·lectivitats anarquistes produïen més que abans de ser col·lectivizades. Les zones alliberades recentment funcionari sobre els principis llibertaris: les decisions eren preses a través d'assemblees sense cap mena de burocràcia (cal esmentar que els dirigents de la CNT-FAI en aquest període no eren ja tan radicals com els afiliats de base, responsables d'aquests dràstics canvis). A Aragó va existir una federació de col·lectivitats que va agrupar unes 400.000 persones funcionant sota principis llibertaris. Es calculen entre 2 i 3 milions de persones a tot Espanya els que van participar en aquesta col·lectivització de l'economia.
Juntament amb la revolució econòmica, va tenir lloc una revolució cultural. Es van eliminar les tradicions opressives. Per exemple, se'ls va permetre l'avortament, i es va fer popular la idea de l'"amor lliure". En moltes formes, aquest esperit d'alliberament cultural va ser similar a la dels moviments de nova esquerra de la dècada de 1960.

### Contrarevolució
Durant la Guerra Civil, el Partit Comunista va ser guanyant una considerable influència a causa de la seva política de "primer guanyar la guerra i després fer la revolució". En realitat els líders de la CNT també pensaven el mateix, sols que no ho deien per no enfrontar-se directament amb la base. Però el PCE va passar pel partit de la "responsabilitat política", atraient-se alguns militars de l'Exèrcit Popular Republicà i en general a les classes mitjanes. Les seves proclames d'eficàcia, la seva justificació de la militarització de les milícies i el seu rebuig a la revolució social en curs, el van convertir en el partit de referència per tots els disconformes amb la revolució. Els republicans havien quedat fora de joc des de juliol. Els socialistes tenien a les seves bases fent la revolució. Els catalanistes havien permès que la CNT participés en un govern. Solament els comunistes (i els nacionalistes bascos) es van negar a acceptar la revolució. A més, la necessitat d'ajuda militar a la República només va ser completa per part de la Unió Soviètica, que va saber canalitzar aquesta ajuda per guanyar poder polític en la República.
Aviat els comunistes van guanyar un immens prestigi, que van utilitzar políticament per col·locar-se amb avantatge en les institucions republicanes (governs civils, comissaris polítics, càrrecs importants de l'exèrcit, etc.). Després d'aquests avanços, van intentar anar minant el suport social a la revolució, en alguns casos per la força. Pravda va anunciar al desembre de 1936 que "...la neteja de trotskistes i anarcosindicalistes ja ha començat. Serà duta a terme amb el mateix vigor que a l'U.R.S. S." Un altre comunista va proclamar agosaradament en una entrevista que "despatxarien ràpidament als anarquistes després de la derrota de Franco". La política comunista va ser recolzada tàcitament i de forma progressiva pels republicans, els nacionalistes bascos i catalans i sectors del partit socialista (el sector d'Indalecio Prieto, el de Juan Negrín…).
El més important, tal vegada, van ser les mesures per destruir les milícies, que dirigien l'esforç de la guerra tant en esperit com en acció. Les milícies van ser militaritzades i integrades en l'Exèrcit Popular Republicà. Això va tenir l'efecte de desmoralitzar als milicians i llevar-los la il·lusió pel que havien estat lluitant. Vladímir Antónov-Ovséienko, treballant a Espanya per a Stalin havia predit en 1936: "Sense la participació de la CNT, no serà possible, per descomptat, crear l'entusiasme i disciplina apropiats en la milícia republicana." Aquest procés de militarització va provocar que diversos milers de milicians anarquistes abandonessin el front. Fins i tot una agrupació sencera de la Columna Durruti (el sector de Gelsa) va abandonar el front emportant-se les armes. Serien els qui constituirien més tard l'Agrupació dels Amics de Durruti.
La contrarevolució va tenir dos fets destacats en forma de xocs armats. D'una banda, els fets de maig de 1937 en les quals durant una setmana van combatre els grups revolucionaris de Barcelona (Partit Obrer d'Unificació Marxista, Comitès de Defensa de la CNT, Joventuts Llibertàries i l'Agrupació dels Amics de Durruti) contra les forces republicanes de la Guàrdia Nacional Republicana i dels comunistes del PSUC. Aquest xoc va provocar més de 500 morts i va significar la fi formal de la revolució llibertària a Catalunya. També va implicar la dissolució del govern de la Generalitat i la pèrdua d'autonomia de Catalunya. La CNT com a protesta va fer dimitir els seus 4 ministres i la tempesta política del mes de maig va acabar donant motiu al nou govern de Juan Negrín, molt més partidari d'acabar amb la revolució que Largo Caballero.
D'altra banda, a Aragó, l'altre símbol de la revolució llibertària, les col·lectivitats agràries, van ser dissoltes a l'agost de 1937 (durant la batalla de Belchite en la qual estaven implicades les divisions anarquistes) manu militari per les tropes d'Enrique Líster. Es va saber que diversos anarquistes van ser portats presoners sota ordres comunistes, en lloc de lluitar al front; i el que és més, molts d'aquests presoners van ser torturats i assassinats. També va ser dissolt l'organisme polític que les defensava, el Consell d'Aragó, i els seus responsables van ser empresonats i acusats de diversos càrrecs falsos.
Aquest aixafament de la revolució va provocar el descoratjament en la rereguarda republicana en convertir-se la guerra en una guerra civil entre dos exèrcits convencionals, ja sense elements revolucionaris. L'enfonsament del front d'Aragó, en 1938 està vinculat a aquesta desmoralització.

## El franquisme, 1939-1975
El triomf del bàndol nacional en la Guerra civil espanyola va suposar l'aixafament de l'anarquisme i de tots els seus assoliments fins llavors. En 1939 els anarquistes o estaven en l'exili, o presos o morts. No obstant això, ja des d'aquest mateix instant van començar a sorgir grups a l'interior que van reorganitzar els diferents comitès. En ser una activitat clandestina, i donat el grau de repressió existent (150.000 morts a la presó o execucions entre 1939 i 1945; i al voltant d'1 milió de presos i altres represaliats), es donava el cas de la superposició de diversos comitès que no es coneixien mútuament. Entre 1939 i 1945 van ser desarticulats 14 comitès nacionals de la CNT. Cal tenir en compte que en caure un comitè, aquest en la seva caiguda arrossegava a cada comitè regional, a algunes federacions locals, a la premsa i als comitès de la FAI. En total en cada caiguda podien ser detingudes entre 150 i 200 persones. Relacionats amb aquests 14 comitès van ser detingudes unes 5.400 persones. Hi havia detencions i condemnes sense judici, com el cas de Francisca Conejero Tomàs.
Cap a 1944 amb l'evolució de la Segona Guerra Mundial, en la qual els Aliats començaven a derrotar a l'Eix, l'ambient a Espanya va canviar. Durant uns anys es va considerar la possibilitat que els Aliats intervinguessin a Espanya i enderroquessin el franquisme. Aquesta possibilitat també era contemplada pel règim, que va afluixar la repressió. Entre unes coses i unes altres els grups clandestins es van reorganitzar d'una forma espectacular. En 1945, la CNT a l'interior va tenir un gran auge, tenint sindicats arreu d'Espanya, especialment a Barcelona, on hi havia uns 20.000 afiliats i 15 sindicats. Van ser al voltant de 60.000 persones els qui es van reorganitzar en sindicats en la clandestinitat més absoluta. A Canàries o a Galícia la xifra d'afiliacions fins i tot rivalitzava amb l'anterior a la guerra. Aquest clima de lluita es repetia a les muntanyes i serralades ibèrics que veien el naixement de la guerrilla, conegudes com a maquis. A Barcelona, el maquis també va estar present, en forma de guerrilla urbana.
Però per a l'any 1947, una vegada que el franquisme es va congraciar amb les potències vencedores de la guerra mundial, i erigit com en defensa estratègica contra el comunisme amenaçador de l'URSS, la situació va tornar a canviar. La repressió es va aguditzar, els diferents partits i sindicats clandestins van ser desmantellats gairebé totalment i les guerrilles van ser derrotades. Cap a 1950 l'oposició al franquisme havia estat derrotada.

### L'exili
La fugida a França i al nord d'Àfrica de centenars de milers de persones (450.000 al sud França des de Catalunya al febrer de 1939) va suposar un sobresalt per a l'estat francès. En un primer moment va albergar als refugiats en improvisats camps de concentració a les platges del sud de França. Entre altres unitats militars (220.000 soldats republicans van entrar a França) estava la 26a Divisió, l'antiga Columna Durruti, que va ser l'única que va entrar armada a França.
Quan França va entrar en la Guerra Mundial, els refugiats republicans van ser utilitzats com a mà d'obra per a les infraestructures militars franceses. Milers d'espanyols van participar construint la Línia Maginot. Molts d'ells, quan França va ser derrotada pels nazis acabaria en el camp de concentració de Mauthausen. Els espanyols van participar en altres construccions de defenses marítimes, en la construcció de pantans i canals, etc.
Va haver-hi espanyols que es van allistar en els exèrcits aliats durant la Segona Guerra Mundial. Entre altres accions, 1.200 espanyols (majoritàriament de la CNT) van participar en el desembarcament de Narvik (Noruega), a l'abril de 1940. Altres espanyols es van allistar voluntàriament (encara que a no pocs se'ls oferia l'elecció entre la Legió o la deportació a Espanya) en la Legió Estrangera Francesa. Diversos milers van combatre amb el General De Gaulle en la conquesta del Txad i de l'Àfrica Equatorial Francesa. També van participar en els serveis d'intel·ligència aliats, com Francisco Ponzán Vidal i el seu grup, que es dedicaven a traslladar aviadors aliats a través d'Espanya fins a Gibraltar.
Una vegada derrotada França pels nazis, els espanyols van participar també en les guerrilles antifeixistes que es van ser formant en 1942 i 1943. També en aquestes guerrilles hi havia anarquistes, encara que participaven barrejats amb altres espanyols d'altres ideologies.
Ja en 1943, la CNT en l'exili francès començava a reconstruir-se. Al juny de 1943 es realitzaria el Ple de Mauriac, en el qual es reorganitzaria el moviment llibertari tant en la França ocupada pels nazis com en la del Règim de Vichy. L'organització es va ser estructurant entorn de les obres hidràuliques, les arrosseres de Camargo, les Mines de Gran Combre, Carmaux, els buc normands i bretons i finalment als grans nuclis urbans de Bordeus, Marsella, Besiers i Montpeller. El procés de reconstrucció va culminar en el Ple de Muret, celebrat al març de 1944, en el qual poc abans del desembarcament aliat a la platja de Normandia, va quedar vertebrada tota la CNT a França.
Al maig de 1945 es va celebrar a París el congrés de la CNT de l'exili. Es constatava la reconstrucció de l'organització, que era la més nombrosa entre els exiliats espanyols a França. Al congrés estaven representats 35.000 afiliats. Al congrés es van reafirmar en la línia del congrés de Saragossa de 1936, i renunciaven a la via col·laboracionista que la CNT havia seguit durant la guerra civil. No obstant això, també existia un corrent "circumstancialista" que considerava que els temps guerra encara no havia acabat (i no haurien d'acabar fins a enderrocar la dictadura de Franco) i que el pacte antifranquista encara era necessari. Aquesta postura era minoritària en l'exili i majoritària a l'interior i generaria frecs interns que van portar al fet que el sector fos expulsat. Finalment aquest sector col·laboraria als diferents "governs en l'exili" que es formarien durant aquests anys.

### El maquis anarquista

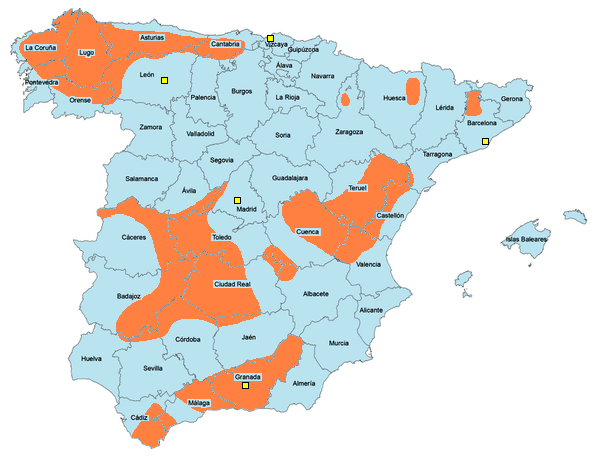
Mapa de la resistència dels maquis al règim franquista.

Amb la victòria de l'exèrcit nacional en 1939, i fins i tot des d'abans a les zones conquistades per ell, es venien formant grups guerrillers. Est va ser el cas de Huelva, de Galícia o d'Astúries (quan va caure en 1937). En 1939, els que estaven a la muntanya no combatien, era "fugits" que s'amagaven de la repressió a la muntanya. Però en 1944 al fil de les victòries aliades en el Guerra Mundial, es van produint entrades per la frontera francesa de grups organitzats de guerrillers amb armes modernes. En la seva majoria eren comunistes, però a la zona de Catalunya i Aragó predominarien els anarquistes.
Entre 1939 i 1944 predominaven a les muntanyes els socialistes, seguits d'anarquistes i comunistes. Però amb les noves armes de França, i sobretot amb els quadres militars que venien d'allí, els comunistes prendrien la iniciativa a la muntanya. El període àlgid de les guerrilles a la muntanya seria 1945-1947, declinant a partir de llavors. En 1952 el PCE renunciaria a la lluita armada com a mitjà per enderrocar el franquisme. La CNT desautoritzaria la lluita armada en 1953. Però entre els grups o agrupacions guerrilleres abundaven els anarquistes també. Un exemple d'això és el "Comandant Abril" de Cadis, que va comandar un grup guerriller. Altres guerrillers anarquistes famosos van ser el "Manco de Pesquera" (sistema ibèric), "Pín el Cariñoso" (Cantàbria), els "Jubiles" (Còrdova), "Roberto" (Màlaga), etc.
Va ser a Catalunya on la guerrilla va tenir un caràcter més genuïnament anarquista. Solien estar relacionats amb les Joventuts Llibertàries com el grup de Quico Sabaté, el de "los maños", el de Josep Lluís i Facerias i el seu intent de crear un Moviment Ibèric de Resistència (MIR). En el camp destacava la guerrilla de Marcel·lí Massana, conegut per “Pancho” que operava a la comarca del Bages i sobretot el Berguedà. Tenia unes 50 bases en diferents masies i refugis de muntanya i duraria fins a 1951. Quan en 1953 la CNT es desentén de la lluita armada solament quedaven uns pocs grups que operaven pel seu compte. Entre uns altres estaven els de "Caracremada", Quico Sabaté o Facerias que es passarien la dècada dels 50 en combat.

### Els complots contra el franquisme
Els primers intents d'assassinar al general Franco van ser ja durant la guerra. El primer de tots el va intentar dur a terme l'anarquista de Tenerife Antonio Vidal, a la seu de la Comandància de Santa Cruz de Tenerife. Va ser delatat per un altre anarquista i l'atemptat es va frustrar. Durant la guerra hi hagué altres intents, aquest cop duts a terme per militars.
En 1947, l'anarquista Pere Adrover Font, més conegut per l'àlies de "El Iaio", va col·locar dues bombes per assassinar Franco, ambdues en la Catedral de Barcelona en dies diferents. El "Iaio" va ser detingut l'octubre de 1949 i seria afusellat el 1952.
Després de la guerra el més cèlebre va ser l'intent d'atemptat aeri de Sant Sebastià en 1948. Es tractava d'una operació duta a terme entre els anarquistes Pedro Mateu, Laureano Cerrada, Primitivo Pérez, José Pérez “El València” i Antoni Ortiz Ramírez, que van preparar una avioneta perquè pogués deixar anar bombes en una desfilada que presidiria Franco a la ciutat. L'avioneta va sortir de França, però aviat va ser escortada per dos caces de l'exèrcit que van impedir qualsevol acostament posterior.
En 1949 el grup anarquista "los maños" es van traslladar des de França fins a Madrid, per atemptar en els voltants del Palau del Pardo, habitatge habitual de Franco. Un militar havia passat informació a "los maños" a canvi de 200.000 pessetes (aconseguides per "los maños" atracant un banc). Però tot el pla es va enfonsar quan el contacte es va tirar enrere i es van quedar sense la informació.
En 1962 Defensa Interior, intentarà dur a terme un atemptat amb bomba contra Franco a Sant Sebastià. Per dur-lo a terme van comptar amb el suport d'ETA, que va proporcionar explosius i logística. Però els serveis d'intel·ligència fan impossible conèixer la ruta que seguirà el general.
En la final de la Copa del Generalíssim de 1964 a l'estadi Santiago Bernabeu també va tenir lloc un intent d'atemptat contra Franco. Aquesta vegada entre els conspiradors es trobava l'anarquista britànic Stuart Christie, de 17 anys que es va desplaçar fins a Madrid amb un quilo d'explosius embolicat entre la seva roba. La càrrega havia de ser col·locada en algun lloc de l'estadi, però va ser detingut per la policia abans de dur a terme l'acció.

### El tardofranquisme
A l'interior un dels esdeveniments més important d'aquests temps va ser la vaga general de Catalunya al febrer i març de 1951 que es va desencadenar com a conseqüència d'una pujada de les tarifes de transports públics (la vaga dels tramvies) on van ser detinguts 15 cenetistes per instigar a la vaga. Les relacions de la CNT de l'interior amb les altres organitzacions obreres clandestines (sobretot amb la UGT) va donar origen a la formació de l'Aliança Sindical Obrera (ASO) en 1956. Entre 1958 i 1960, l'ASO va col·laborar en les lluites dels miners asturians de 1958, la importància dels quals va provocar per part del govern la declaració de l'estat d'excepció.
D'altra banda, en l'exili, es va crear l'Aliança Sindical entre CNT, UGT i STV (Solidaritat de Treballadors Bascos) que aviat entraria en competència amb l'ASO, que portaria una existència poc activa. Es dissoldria en 1965. En el període 1955-65 l'activitat anarquista va estar sota mínims. No eren pocs els que vaticinaven la seva segura extinció. Es tractava d'un període en el qual els antics militants amagaven la seva anterior militància i no volien que els seus fills seguissin els seus passos per por, amb el que es trencava la continuïtat històrica de l'anarquisme. Però el moviment obrer seguia actiu independentment. Després de la Vaga minaire d'Astúries de 1962 s'anirien formant de forma espontània comitès obrers que donarien origen a les Comissions Obreres. Progressivament les Comissions Obreres -amb els anys més semblants a una central sindical i no a una xarxa d'assemblees de treballadors- van ser ocupant l'espai sindical que en uns altres temps havia ocupat la CNT en el moviment obrer.
Aprofundint en la falta de rumb en què es trobava la CNT de l'interior, en 1965 tindria lloc un intent d'acostament de certs membres de CNT amb representants del Sindicat Vertical franquista. Se'ls va conèixer com a "cincpuntistes", perquè el seu acord amb els representants del règim constava de cinc punts. La idea era poder operar de forma més oberta. Però els acords van ser rebutjats gairebé unànimement per la resta de la confederació. Resultat d'aquest rebuig va ser la detenció del comitè nacional de CNT uns mesos després. Encara que aquesta vegada, i per primera vegada, els seus membres serien jutjats per un tribunal civil, i no militar com fins llavors.
Durant els anys 60 les forces de l'oposició estaven conformades per joves estudiants i treballadors que provenien de mitjans semiacomodats. Es tractava d'una generació de "fills dels vencedors" de la guerra civil, que per evolució personal van arribar a professar idees d'esquerra. En general venien del moviment cristià de base, que després del Concili del Vaticà II, havia donat un gir a la política social de l'Església. A Espanya el règim franquista era bastant permissiu amb aquests grups cristians i es van formar la Germandat Obrera d'Acció Catòlica (HOAC) i la Joventut Obrera Cristiana (JOC). En aquests grups van començar a militar nombrosos joves que més tard es decantarien per les diverses branques comunistes o que acabarien fins i tot en la CNT.
En l'àmbit estudiantil van començar a sorgir iniciatives llibertàries com el Grup Acracia de Madrid, en el qual va participar el professor Agustín García Calvo o el llavors estudiant Fernando Savater. Aquest grup no estava vinculat a la CNT, sinó que participava en el moviment estudiantil del moment, i va dur a terme vagues i tancaments de facultats. Tampoc estava vinculat al moviment juvenil llibertari de l'època, més preocupat de dur a terme accions armades. Aquest grup seria, d'alguna forma, un antecessor dels moviments estudiantils europeus de 1968.

### Defensa Interior
Cap a finals dels anys 50 el moviment llibertari a l'interior havia quedat pràcticament desarticulat. En l'exili es vivia un antifranquisme "institucional", és a dir, que s'intentava molestar el menys possible als estats europeus tractant que alhora aquests deixessin en pau les organitzacions antifranquistes. El moviment llibertari espanyol en l'exili també va caure en aquesta dinàmica. La situació comença a variar en 1960, quan per mediació de Quico Sabaté un grup de joves llibertaris en l'exili es van unint a la lluita antifranquista. El clima polític internacional després de la victòria de la revolució a Cuba és propici a tornar a les armes.
Al Congrés de Llemotges de 1960 el moviment llibertari decideix crear Defensa Interior, destinada a organitzar accions contra la dictadura franquista. El congrés acabava amb l'escissió en CNT (que s'havia generat en 1945), i a més dona motiu a altres plens i congressos regionals i locals de la FAI i de les Joventuts Llibertàries, la FIJL. Des de Defensa Interior es van dur a terme dotzenes d'accions amb bomba a Espanya i a l'estranger que van atreure l'atenció de la premsa internacional sobre la dictadura franquista entre 1962 i 1964. A més van planejar dur a terme atemptats contra Franco, que van fracassar. En un d'aquests fracassos van resultar detinguts i després executats Delgado i Granados, dos joves llibertaris.
Aviat van xocar amb la línia oficial de la CNT, que no volia veure's relacionada amb aquest tipus d'accions. No obstant això, ja s'havia reactivat la solidaritat internacional amb Espanya. Fruit de la polèmica interna és la creació per part dels joves llibertaris del Grup Primer de Maig per seguir amb les seves activitats revolucionàries sense interferir amb les sigles històriques. Aquest grup segrestaria monsenyor Marcos Ussía, conseller eclesiàstic de l'ambaixada espanyola al Vaticà el 30 d'abril de 1966.
L'explosió social del maig de 1968 a França no va prendre als militants llibertaris per sorpresa. Molts d'ells van participar del moviment vaguístic i en els disturbis. Però justament el tipus d'anarquisme que estaven adoptant les noves generacions el feien incompatible amb les organitzacions clàssiques del moviment llibertari espanyol. En 1969 les FIJL llanguiren, extingint-se en 1973. Des de llavors el relleu el prendria el Moviment Ibèric d'Alliberament (MIL) i l'anarquisme autònom que es formaria entorn de la seva lluita.

## L'era democràtica, 1975-2010

### La Transició a la democràcia
Durant els darrers anys del règim franquista va començar a desenvolupar-se un potent moviment assembleari en tot el país. Es tractava de nombrosos col·lectius socials que començaven a prendre consciència de la seva condició. Molts d'ells van ser confluint en les Comissions Obreres, uns altres en les diferents lluites dels barris, en les lluites per l'educació, estudiantils, presons, antipsiquiatria, etc. La CNT en l'exili estava sota mínims en els anys 70. Però a l'interior ja hi havia grups anarcosindicalistes i autònoms que actuaven tant en la clandestinitat com dins d'algunes organitzacions obreres i estudiantils.
Un d'aquests grups autònoms va ser conegut com el Moviment Ibèric d'Alliberament. Ideològicament, el MIL rebutjava qualsevol activitat política o sindical, doncs preferien una unitat d'aquestes dues tasques, i preconitzava l'agitació armada com a eina d'alliberament de la classe obrera contra el capitalisme. Assumia tendències com el consellisme i el situacionisme com a alternatives al marxisme tradicional. Creat en 1971, van dur a terme diversos atracaments, i diferents accions polítiques. En un d'aquests atracaments va morir un policia, Francisco Anguas, de la brigada político-social de Barcelona. Per aquesta mort va ser condemnat Salvador Puig Antich, membre dels MIL, que va ser executat a garrot vil a la presó Model de Barcelona al març de 1974. El cas de Puig Antich va ser molt sonat en tot Europa, i va tornar a portar l'anarquisme a la primera plana de la política nacional (a pesar que ideològicament fos autònom). El marxisme influiria d'aquesta forma indirecta a l'anarquisme, a partir de 1968, formant un nou anarquisme autònom a cavall entre el comunisme de consells i el comunisme llibertari. A Astúries va aparèixer el grup CRAS (Comunes Revolucionàries d'Acció Socialista), els membres de la qual reforçarien posteriorment la CNT cap a 1970.
Amb la mort del dictador els diferents grups anarcosindicalistes i anarquistes van començar a dur a terme la reconstrucció del sindicat. Van prioritzar la reconstrucció de la CNT a la seva intervenció com a tendència dins de CCOO. I el 29 de febrer de 1976 es va dur a terme una assemblea a l'església de Sant Medir (Sants) on hi van assistir unes 500 persones, que animades amb el suport amb què comptaven (del tot inesperat, donat la situació en la qual es trobava la CNT fins llavors) van decidir seguir endavant amb la reconstrucció del sindicat. Els primers debats van girar entorn de si calia construir un sindicat o bé una organització integral llibertària, que agrupés les diferents formes d'entendre l'anarquisme dins de la mateixa organització.
El primer míting públic de la CNT va tenir lloc en Mataró el 30 d'octubre de 1976. Es va realitzar en el pavelló d'esports de la ciutat i van assistir unes 4.000 persones. Després d'aquest míting, vista la creixent capacitat de convocatòria, les centrals sindicals més fortes de l'època (CCOO, USO, UGT, CNT, SOC (sindicat catalanista), etc.) convoquen una primera vaga general a Catalunya, el 12 de novembre de 1976, que és vista com una prova de foc de tot aquest sindicalisme reconstituït en la nova situació democràtica. Els anarquistes, per la seva banda, van tenir una participació més destacada en la vaga de Roca a Gavà, entre octubre de 1976 i febrer de 1977 promovent l'assemblea de treballadors com a òrgan de decisió, al que igual que proposaven també els autònoms. La victòria en la vaga (readmissió de 35 treballadors sobre 46 acomiadats) va posar en contacte als partidaris de les assemblees obreres (els autònoms; molts provinents del catolicisme de base) i l'anarcosindicalisme.
Mentrestant es van produint grans moviments de carrer en favor de l'amnistia dels presos polítics, que fa que surtin a manifestar-se a la fi de 1976 unes 70.000 persones; però moltes milers més en altres manifestacions per l'Amnistia. Es forma la Coordinadora de Presos Españoles en Lucha (COPEL) a les presons, que més tard duran a terme grans vagues de gana i motins en fins a 70 presons. Els anarquistes no feien distincions entre presos polítics i comuns, considerant-los a tots "presos socials". També van aparèixer reivindicacions entre els malalts mentals, a l'estil d'Alemanya (SPK, Col·lectiu Socialista de Pacients), mitjançant el moviment de psiquiatritzats en lluita. Eren també els primers anys de l'ecologisme a Espanya i de l'objecció de consciència a l'exèrcit, encara que l'anarquisme amb prou feines va influir en aquests primers moments. El moviment feminista tampoc va ser influït majorment per l'anarquisme, malgrat existir bastants grups anarcofeministes.
La contracultura es va apropant gradualment a l'anarquisme en els 70, mitjançant l'aparició de revistes com Ajoblanco, la revista Star o El Viejo Topo, així com el moviment underground (per exemple, els Còmics de Nazario), el moviment hippie, i cert sector del nounat moviment gai. En 1978 es crea la primera emissora considerada com Ràdio Lliure d'Espanya, a Granollers en 1977, serà Ràdio Maduixa i donarà origen a un moviment que encara perdura. La seguirà Ona Lliure a Barcelona i altres més en tot l'estat. En un altre ordre de coses, s'aniran constituint a Madrid i a Barcelona sengles Sindicats d'Espectacles, que posteriorment s'anirien adherint a CNT. A Madrid, participa i impulsa el sindicat, entre d'altres, Fernando Fernán Gómez. A Barcelona, l'anomenada "faràndula llibertària" anirà desenvolupant l'embrió del sindicat, que prendrà la iniciativa de convocar les Jornades Llibertàries Internacionals, de l'estiu de 1977. En els anys 70 es van estendre per tot Espanya les comunes, a imitació de les quals s'estaven creant en altres països. Es donarien tant a les ciutats com als pobles.
En aquells primers mesos de 1977 es reconstruïa la FAI, però res més fundar-se va sofrir una batuda policial que va portar a presó a unes 70 persones de tot l'estat sota l'acusació que era una organització terrorista. La FAI seria refundada més tard i participaria sobretot en la vida sindical interna de la CNT. Els grups anarquistes de l'època es van dedicar, sobretot, a obrir Ateneus llibertaris, només a Barcelona i voltants va haver-hi una vintena. Funcionaven de forma paral·lela a les associacions de veïns, que començaven a estar polititzades cap als partits d'esquerra. Eren una alternativa social als barris i eren crítiques amb les AA.VV.
Paral·lelament el sindicat segueix creixent, ajuntant 25.000 persones a la plaça de toros de San Sebastián de los Reyes, Madrid, que va ser el primer bany de masses, el 29 de març de 1977. El míting de València, el mateix any, va ser un altre acte de masses. La mateixa situació es va anar repetint en altres punts de l'estat. Però fou el míting de Montjüic l'acte que va aglutinar a més gent, aplegant fins a unes 300.000 assistents. Les Jornades Llibertàries Internacionals, celebrades al Parc Güell de Barcelona van atreure unes 600.000 persones durant una setmana de juliol de 1977 (ambdues xifres segons els seus organitzadors). La CNT en aquests moments (ple de setembre de 1977) arribava a tenir uns 130.000 afiliats, sent la tercera o quarta central sindical del país. Encara que es donaven de vegades altres xifres, com 250.000. Només a Barcelona hi havia més de 40.000 persones afiliades a la fi de 1977. És el punt àlgid del renaixement anarquista de la Transició.
A partir d'aquí se succeeixen els actes de masses, i la intervenció de la CNT en conflictes obrers, com la vaga de gasolineres de la província de Barcelona, la vaga de la Construcció a Astúries i a Madrid, etc. Però les grans centrals sindicals i els partits d'esquerra estaven signant els Pactes de la Moncloa amb la dreta postfranquista, que suposaven un fre al moviment popular, en plena eclosió llavors. Va ser durant una manifestació en contra d'aquest pacte a Barcelona, a la qual van assistir unes 10.000 persones, convocada per CNT i els grups anarquistes, quan es produeix un incident que marcarà l'època. Es tracta de l'anomenat Cas Scala. Un grup de manifestants en finalitzar la manifestació llança diversos còctels molotov contra una discoteca elitista de Barcelona anomenada Scala. En aquest moment hi havia 4 treballadors dins. No obstant això en el moment del llançament dels còctels, ja hi havia un incendi dins de la sala. Els treballadors van morir asfixiats (2 d'ells a més estaven afiliats a CNT). A partir d'aquestes morts es deslliga una forta campanya mediàtica, judicial, policial i política de repressió i descrèdit cap a CNT acusant-la de terrorista i empresonant als seus militants més destacats (concretament als qui podrien haver gestionat l'assumpte d'una forma millor). En el sindicat hi hagué acusacions mútues entre sectors i es produeixen nombroses baixes d'afiliats a causa d'aquest incident.
Però ja des de feia mesos la situació dels sindicats de CNT començava a deteriorar-se. Es tractava d'una sèrie d'enfrontaments interns entre tendències pel control del sindicat que havien enrarit l'ambient. Als sectors de l'exili (anarcosindicalistes ortodoxos i els del Front Llibertari), se sumaven molts altres sectors (autònoms, anarquistes integrals, contraculturals, marxistes, etc.) que feien la vida en el sindicat difícil. La gestió del Cas Scala va acabar per dinamitar l'organització, que va anar perdent molta gent amb els mesos. A aquesta situació interna es va sumar durant aquells anys l'aparició de l'heroïna, l'augment de l'atur i sobretot l'anomenat "desencantament". Una desil·lusió amb la política espanyola que va enfonsar les xifres d'afiliació a tots els partits i sindicats en general. Aquest descoratjament va arrossegar no només als sindicats de CNT sinó a tot el que havia generat l'anarquisme de llavors: comunes, ateneus, col·lectius socials, revistes, periòdics, etc.
A més en aquells anys van tenir lloc unes eleccions sindicals. Es tractava d'un sistema de participació dels treballadors en les empreses que tenia el seu origen en el Sindicat Vertical franquista. Els sectors anarquistes de CNT van decidir boicotejar-les, mentre que altres defensaven presentar-se. Alguns fins i tot es van arribar a presentar en candidats independents.
El V Congrés, celebrat a Madrid del 8 al 16 de desembre de 1979, va ser la culminació d'aquesta ruptura de facto. En primer lloc, ja es demostrava la forta pèrdua d'afiliació, ja que hi havia uns 29.000 cotitzadors. Al congrés els debats van pujar de to, es van denunciar manipulacions i un sector ho va abandonar en ple. Aquests es reunirien després en un Congrés a València i formarien la CNT Congrés de València o CNT Renovada, que amb el temps donaria lloc a la CGT. Els que van seguir al congrés van formar la CNT-AIT, recalcant amb la sigla AIT el fet que els escindits també havien estat expulsats de l'AIT.

### Els anys 80
Els anys 1980 van donar començament amb un anarquisme fora de joc en la nova Espanya democràtica. Hi havia dos CNTs, una era la CNT-AIT amb algunes poques desenes de milers d'afiliats, i l'altra la CNT-Renovada. En 1984 es va fer un intent d'acostament que va aglutinar a la CNT Renovada amb un sector de l'altra. D'aquesta petita fusió va sortir l'anomenada CNT Unificada. Com la majoria de la CNT-AIT es va negar a participar va seguir havent-hi dues CNT, començant una baralla per la titularitat de les sigles, fins i tot judicial. En 1989 la CNT-O es va veure obligada a canviar el seu nom al de CGT, Confederació General del Treball.
Mentrestant l'anarquisme s'havia quedat reduït a petits grups de militants que gestionaven Ateneus Llibertaris i sobretot a la contracultura (alguns artistes de la Movida madrileña es consideraven anarquistes; però el moviment contracultural més genuïnament llibertari seria el punk). Les ràdios lliures van experimentar en els 80 un creixement acusat. Des de Catalunya es van estendre ràpidament al País Basc, València i Madrid. Aquest fet es va donar en dues onades, la primera del 79 al 83 i la segona del 87 al 91. En 1983, va tenir lloc a Villaverde (Madrid) una assemblea estatal de ràdios, que va definir el que era una Ràdio Lliure en el context de l'estat espanyol
Un grup d'anarquistes, va formar la Federació Ibèrica de Grups Anarquistes (FIGA), assumí les formes més radicals de lluita contra el capitalisme i l'Estat, implicant-se en vagues salvatges, sabotatges, boicot, segrestos i atracaments, la qual cosa va portar a ser posada fora de la llei i a ser desarticulada per primer cop en 1979. En l'època hi havia alguns atracadors socials, és a dir, atracadors comuns que tenien algun tipus de consciència social (considerant-se alguns d'ells anarquistes). Durant algun moment dels primers anys 80 va arribar a haver-hi al voltant de 100 presos anarquistes a les presons espanyoles.
En parlar d'anarquisme cal nomenar un altre tipus de moviments antiautoritaris. Per exemple, el moviment autònom basc. Al País Basc, en els 80 encara sobrevivien les restes d'un potent moviment assembleari local que tenia els trets propis de l'autonomia obrera, com succeïa en la Itàlia dels anys 70. Aquell moviment assembleari va saltar a la palestra probablement amb la massacre del 3 de març de Vitòria, però ja es donava des de feia anys en multitud de vagues. Sense voler dir que fossin anarquistes, es va tractar d'un moviment assembleari que menteixis per exemple a Catalunya o València va acabar orbitant entorn de CNT, a Astúries o Madrid ho va fer cap a CCOO i el PCE i al País Basc va ser cap al moviment abertzale.
No obstant això, allí van quedar alguns grups que no van seguir aquest rumb: en primer lloc el grup anarquista Askatasuna, que es va formar en els anys 70 i que va impulsar la CNT a Euskadi fins que van ser expulsats de l'organització. Proposaven l'anarcocomunisme, no entès com les idees de Piotr Kropotkin, sinó a l'estil dels consells obrers dels autònoms. En segon lloc van estar els Comandos Autònoms Anticapitalistes que van ser diversos grups armats totalment independents d'ETA (i també de qualsevol altra organització, ja fos anarquista o abertzale). En tercer lloc, es podria situar una naixent contracultura, que va tenir el seu moment d'apogeu a la fi dels anys 80 i començaments dels 90. Es tractava d'un moviment juvenil d'estètica i gustos punks (l'anomenat Rock Radical Basc), molt actiu en les okupacions de gaztetxes, la creació de ràdios lliures i la generalització dels fanzines i les distribuidores de material "anti-comercial" (revistes i música punk).

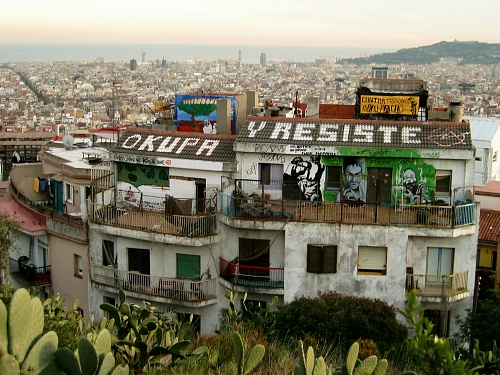
Una okupa a Barcelona.

En els 80 es produeix una espècie de ruptura generacional en l'anarquisme entre els qui venien del moviment obrer i els qui, des de la contracultura, creuen que el moviment obrer ja havia viscut els seus dies de glòria i poc o res havia d'oferir en un context nou. Aquest rebuig va venir de part de la joventut arribada a les idees anarquistes a mitjan anys 1980, en ple conflicte entre els sindicats CNT i CGT. Com a forma de politització aquesta joventut va optar per la contracultura (principalment la música punk). I en aquest nou entorn els nous militants anarquistes van ser confluint amb els diferents moviments socials a cada ciutat com per exemple, l'antimilitarisme (col·lectius com el MOC o el Campi), l'antifeixisme o la naixent okupa per crear Centres Socials.
Entre les lluites socials més destacades en aquella dècada (en les quals van participar anarquistes), està la de les drassanes de Puerto Real en 1987 en la vaga del qual fou protagonista la secció sindical de la CNT, que va arribar a tenir uns 200 afiliats en la drassana. En aquests temps els anarquistes eren molt minoritaris en la societat, i que en la mesura de les seves possibilitats van participar en les nombroses vagues d'estudiants, miners, drassanes, metall, etc. que van tenir lloc a la fi dels 80. Un altre cas va ser la vaga del port de Barcelona en 1986.

### Els anys 90
Amb la generalització dels Centres Socials okupats a mitjan 90, i a partir de llavors, es va forjar una generació anarquista mai havia passat pels sindicats llibertaris limitant el seu àmbit d'actuació a altres lluites socials (ecologisme, antimilitarisme, okupació, lluita contra les presons, antifeixisme, feminisme, etc.). En molts casos s'autodenominaven "autònoms" volent diferenciar-se dels anarquistes que trobaven massa dogmàtics o gelosos d'un passat gloriós que veien allunyat del seu temps. No obstant això, es tractava de col·lectius llibertaris on predominava la pràctica de l'autogestió, l'assemblearisme, la rotació de càrrecs, l'antiautoritarisme, etc. que són les idees-força de l'anarquisme.
Un exemple d'aquest moviment va ser Lluita Autònoma, que era una coordinadora de grups anticapitalistes de Madrid. Hi convivien col·lectius anarquistes i comunistes, i sovint ambdues tendències en un mateix col·lectiu. La ideologia era bastant difusa, encara que clarament anticapitalista, i el seu moviment se centrava principalment entorn de les okupacions i a la lluita contra els grups feixistes. A Barcelona, a més d'okupació, va haver-hi cert interès pel cooperativisme creant-se en aquests anys diverses cooperatives per la influència del Projecte A, alemany (una sèrie de cooperatives).
El "fenomen okupa" que es va estendre a mitjans dels 90, va ser una escola de militància per a molts joves, igual que ho havien estat els Ateneus en el passat. No obstant això, hi havia una altra generació anarquista que es va polititzar a cavall entre la CNT i les okupacions. Es tractava de la generació de les Joventuts Llibertàries dels 90. En el context de l'època, els nouvinguts a l'anarquisme en aquells anys van xocar amb deficiències burocràtiques en la manera d'entendre l'anarquisme des de CNT. A més anaven arribant a Espanya les idees insurreccionalistes d'Alfredo Bonanno i altres teòrics de l'anarquisme modern italià. La manera de gestionar alguns fets van provocar un malestar entre les Joventuts d'una banda i la CNT i la FAI per l'altre. Aquest malestar va acabar amb el temps forjant en ruptura. Cap a l'any 2000 els militants de la FIJL ja estava gairebé tots fora de la CNT i van ser evolucionant cap a un insurreccionalisme decidit, que juntament amb altres militants que ja no pertanyien a FIJL i actuaven autònomament es van donar a un activisme insurreccional de petits atemptats i sabotatges. No obstant això, no van aguantar la repressió conseqüent, i van perdre força a mitjan anys 2000.
En els anys 90, amb la caiguda del Mur de Berlín i la crisi de l'esquerra, i l'aparició dels zapatistes a Chiapas l'anarquisme i els moviments socials influïts per ell van rebre un nou impuls. L'exemple d'una guerrilla que no volia prendre el poder va polititzar a molta gent i va ajudar a anar creant un moviment que seria després anomenat moviment antiglobalització.

## Actualitat
Avui dia el major sindicat que es reclama anarcosindicalista és la CGT. Té aproximadament 60.000 afiliats i una certa presència en sectors (Transports, Comunicacions, Banca, Administracions públiques, Ensenyament, neteja, etc.) i en empreses importants (RENFE, AENA, SEAT, Nissan, Correus, Cacaolat, TMB de Barcelona, etc.). Per territoris destaca la seva afiliació a Catalunya, País Valencià, Andalusia i Madrid. L'origen de la separació entre tots dos sindicats va venir perquè que la CGT participa (a iniciativa del sector que la impulsava ja des de 1978), com a molts altres sindicats, en les eleccions sindicals i en els comitès d'empresa, rep per això subvencions de l'Estat i té alliberats sindicals. Per contra, la CNT mai ha optat per aquesta via d'acció sindical, preferint la seva actuació mitjançant seccions sindicals.

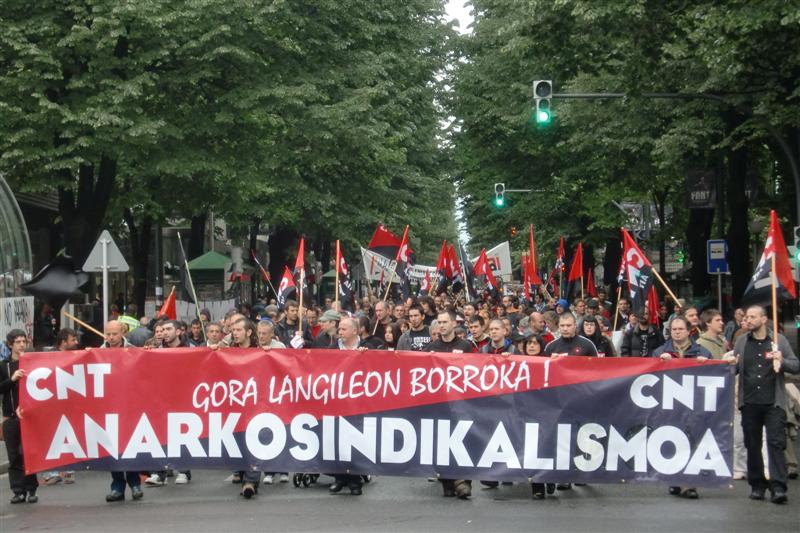
Primer de Maig: Manifestació de la CNT a Bilbao

La CNT-AIT (d'ara endavant CNT) segueix activa en l'actualitat, no obstant això, la seva influència és petita en el panorama laboral. Considera que participar en els comitès d'empresa, dependre de les subvencions de l'Estat i tenir alliberats sindicals és contrari als principis anarcosindicalistes, i que suposa una dependència econòmica de les institucions, la qual cosa negaria el principi de l'autogestió. Malgrat aquesta aparent autolimitació, això no li impedeix tenir una activitat cada vegada major, com ho demostren les recents vagues que ha promogut: els serveis de recollida d'escombraries de Tomares, en la neteja de la UPO de Sevilla, la vaga general a Lebrija, en la neteja del Metro de Madrid, en la gasolinera Brisamar o a l'ensenyament públic de la Comunitat de Madrid, a més de les vagues d'AUSSA i de diferents supermercats de Mercadona. La CNT està duent a terme un cert enlairament en els últims anys, compte ja amb més de 120 seccions sindicals arreu de l'Estat. Encara que la seva influència en realitat es nota en les seves manifestacions, com les de la Vaga General del 29S, o la del 29M, o en les vagues estudiantils del 22M del 2012, comptant amb blocs als quals van diversos milers de persones d'arreu de l'estat. Un altre punt fort ocorre durant les grans manifestacions del Primer de maig que se celebren cada any.
En l'àmbit laboral, existeixen a més dels sindicats ja nomenats (CNT i CGT), la Confederació Sindical Solidaritat Obrera que va sortir de la CGT madrilenya en 1989, l'anomenada CNT Joaquín Costa (una escissió de CNT a Catalunya), SAS (Sindicat Assembleari de la Sanitat; limitat a la sanitat, a Madrid), CATA (Aragó), CAT (València), SAC (Andalusia) o ASSI (Saragossa). També hi ha persones llibertàries que treballen des d'altres sindicats com el SAT a Andalusia, o la IAC a Catalunya. El moviment obrer està en fase de reorganització en l'estat espanyol i és probable que en els propers anys hi hagi moviments de convergència entre algunes d'aquestes organitzacions.
Relacionat amb aquest tema, segueix l'interès per les cooperatives, havent-se creat en els últims temps diversos models de cooperativisme llibertari. Un d'ells, aniria més en la línia de les cooperatives de producció habituals (legals). S'estan creant molts projectes com a bars, llibreries, assessories, etc. que d'alguna manera estan vinculades al moviment llibertari i als moviments socials. Podrien ser-ne exemple els de Sants Cooperatiu i Gràcia Cooperatiu a Barcelona, i la Federació de Projectes Autogestionats a Madrid. Fa anys que actua el col·lectiu ICEA, dedicat a estudiar l'economia des d'una perspectiva llibertària. Fins i tot pretenen la recuperació d'empreses en crisi pels seus treballadors. En un altre vessant del cooperativisme actual, estarien les cooperatives integrals, en ple procés de creació. Són integrals mentre que pretenen garantir totes les necessitats bàsiques d'una persona (habitatge, salut, educació, alimentació, roba, treball, etc.) en una mateixa organització econòmica. Empren el que es coneix com a moneda social.
En tant a les altres organitzacions, l'any 2007, va aparèixer l'anomenada Federació Ibèrica de Joventuts Anarquistes (FIJA), amb la idea de difondre les idees llibertàries entre la joventut. A diferència de la ja nomenada FIJL insurrecionalista, es planteja una col·laboració més estreta amb la CNT i una actuació pública i visible. Al principi va adoptar sigles diferents. Això és perquè encara que es reconeix com a continuadora de la FIJL històrica, les FIJL anteriors no es van dissoldre formalment i, per tant, no podien utilitzar les mateixes sigles. Aquesta situació es va aclarir en 2012, amb la publicació d'un comunicat de la FIJL insurreccionalista en la qual declarava que es dissolia i que les noves Joventuts podien prendre aquest nom si ho desitjaven, cosa que, en efecte, van fer. Publica la FIJL l'informatiu El Fuelle, encara que cada grup publica altres butlletins i revistes.
Actualment, a pesar que molts anarquistes no simpatitzen amb l'anarcosindicalisme, sí que participen en una multitud de col·lectius llibertaris, com en els Ateneus llibertaris, les distribuïdores contrainformatives, els Centres Socials okupats, grups de música, biblioteques socials, creant-se un moviment llibertari molt divers i plural. Es podria dir que conviuen en molts d'aquests espais anarquistes socials (anarcosindicalistes, comunistes llibertaris, autònoms o uns altres que busquin incidència social) juntament amb insurreccionalistes (que no estan tan preocupats per la seva incidència social, sinó per viure l'anarquia ara. Es consideren revolucionaris, mentre que no refusen el conflicte amb les forces de l'ordre -com de vegades han fet els anarquistes socials a causa de la seva existència legal). Els insurreccionalistes no constitueixen grups estables, sinó que en moltes ocasions es formen en el moment per a una determinada acció i es dissolen en acabar aquesta. Per això és molt difícil quantificar-los.
Un dels punts forts de l'anarquisme (en les seves diverses formes) actual són les publicacions, les revistes i últimament les fires del llibre anarquista. Es tracta de fires realitzades per mostrar i difondre les publicacions i idees anarquistes de forma oberta, sortint dels típics circuits en els que es mouen actualment. Hi ha fires a Madrid, Barcelona, València (és la fira més veterana), Bilbao, Salamanca, Sevilla, Saragossa, Granada i Vitòria. Així mateix gairebé tots els grups realitzen jornades culturals llibertàries per difondre les seves idees.
A més d'aquesta multitud de grups i projectes que es reclamen de l'anarquisme, existeixen diverses organitzacions federals o coordinadores que es defineixen com a llibertàries en l'Estat Español. Tenen alguna presència altres organitzacions com la FAI i la FIJL, la Federació d'estudiants llibertaris al món estudiantil, la Creu Negra Anarquista que es dedica a la lluita contra les presons. Recentment s'han començat a donar per diferents punts de l'Estat processos de coordinació a nivells territorials menors fruit dels quals han sorgit algunes coordinadores llibertàries com Euskal Herrietako Libertarioak (EHKL), Nafar Libertarioak (Navarra), la Coordinadora anarquista de Mallorca, la Coordinadora anarquista del Sud-est (Múrcia), la Coordinadora anarquista del nord-oest o l'Assemblea Llibertària del Vallès Oriental.

### Altres corrents anarquistes
Altres corrents anarquistes actuals a nomenar a més de l'insurreccionalisme i de l'anarcosindicalisme:
- L'anarquisme anticivilització (o primitivista) provinent de l'ecologisme radical que rebutja les bases de la civilització actual i destaquen la participació clau de la ciència i la tècnica en el control social. A l'estat espanyol va arribar cap a l'any 2000-2001, amb la introducció dels textos de John Zerzan i uns altres antropòlegs nord-americans.
- L'anarcoveganisme, o anarquisme d'alliberament animal, que enfocaria la crítica cap a la dominació dels animals i del medi ambient per l'ésser humà. Encara que no totes les persones que busquen l'alliberament animal són anarquistes, sí que hi ha anarquistes que recolzen l'alliberament animal. Són nombrosos els sabotatges que es realitzen contra les empreses pelleteres, granges i laboratoris d'experimentació animal, encara que com s'acaba de dir, és difícil adjudicar-li-ho a cap individu concret.
- L'anarquisme ha tingut una clara influència en els moviments per la defensa del territori i les lluites contra els macroprojectes industrials i d'infraestructures com el Tren d'Alta Velocitat, les línies d'Alta tensió, els transgènics, tala de boscos, etc.
- L'anarquisme nihilista. A Grècia, després de les revoltes de desembre de 2008, van anar apareixent grups de nous anarquistes que es reclamaven nihilistes. D'aquest entorn van ser sortint els components de la Conspiració dels Nuclis de Foc, varis dels components dels quals es reclamen també com a nihilistes o anarconihilistes. A l'Estat espanyol també existeixen simpatitzants d'aquest corrent. No busquen la construcció d'una societat llibertària, sinó que prioritzen la destrucció d'aquesta societat.
- L'anarcoindependentisme, que tracta la qüestió nacional des d'una perspectiva llibertària. És a dir, que busquen la independència de determinats territoris (a l'Estat espanyol, els Països Catalans o Euskal Herria) però sense conformar-se com a entitats estatals. És a dir, mitjançant la confederació de municipis o comunes lliures. A Catalunya existeix el col·lectiu Negres Tempestes. També al País Basc, gran part del moviment autònom llibertari recolza la independència d'aquest territori.
- El Neoruralisme. Arreu de l'estat espanyol hi ha algunes desenes de llogarets okupats, cedits o cooperatives d'habitatge que porten pràctiques assembleàries i que en alguns casos es reclamen com a anarquistes. No tots busquen tenir incidència a la seva comarca, però alguns com Lakabe a Navarra, sí. El moviment de torna al camp no és molt massiu en l'estat espanyol, encara que probablement amb la crisi augmentarà. En 1990 van arribar a formar una Federació pròpia, que no va quallar.
- També hi ha un moviment anarcofeminista, que ha tingut diverses variants al llarg de la història. S'enfoquen en la creació de grups de dones anarquistes, mentre que la dona s'expressa amb més llibertat entre dones que en grups mixts.
- El moviment Queer, que tracta de la discriminació dels heterosexuals cap als homosexuals. Reclamen una bisexualitat activa.
- La pedagogia llibertària, segueix estant present en les intencions dels diferents grups anarquistes. Hi ha diverses tendències. Una d'elles està radicalment contra l'escolarització (Pedro García Olivo), unes altres a favor d'escoles lliures, per exemple, l'Escola Paideia de Mèrida. Hi ha diversos projectes d'escoles lliures en tot l'estat, algunes declaradament més anarquistes que unes altres (que no veuen necessari explicitar-ho).

No obstant això, aquests moviments, o millor dita submoviments, no són excloents dels altres tipus d'anarquisme. Una persona pot ser insurreccionalista, anarcofeminista, anticivilització i queer o una altra persona pot ser anarcosindicalista, anarcoindependentista i vegana. No han aconseguit arrelar en l'estat espanyol altres sub-oviments anarquistes que en altres llocs del món tenen alguna influència, com pot ser el municipalisme llibertari o el Plataformisme (o anarquisme especifista). També hi ha algunes branques d'altres corrents del pensament que reclamen l'anarquisme encara que no tinguin res a veure amb el moviment anarquista tradicional (que per molt noves que puguin semblar alguns corrents llistats a dalt, en realitat són una continuació de les quals hi havia al segle xix); es tracta de l'anarcocapitalisme (corrent del liberalisme) o del nacional-anarquisme (que seria un corrent del feixisme).
Hi ha un esforç teòric en la nova democràcia inclusiva elaborada per Takis Fotópulos. A Espanya, té un grup d'estudis de les seves idees. En altres àmbits de l'anarquisme cal destacar a Miquel Amorós o al col·lectiu Etcètera, des d'una perspectiva propera al comunisme de consells. Entre els autònoms podríem destacar a Santiago López Petit. El Grup Surrealista de Madrid, se situaria en l'estudi i difusió del surrealisme, i des d'un enfocament més filosòfic estaria el nihilista Agustín García Calvo o el nihilisme pedagògic de Pedro García Olivo; fins i tot l'anarquisme cristià tindria representants a Espanya com Carlos Díaz o Heleno Saña.
Entre els pensadors llibertaris es podrien també enquadrar algunes de les obres de Félix Rodrigo Mora respecte a la vida pre-moderna i medieval vilatana i la seva lluita contra l'estat.

### Influències en altres moviments
Així mateix es denota una creixent influència d'algunes idees-força de l'anarquisme en diversos moviments culturals, com el del Programari Lliure (l'esperit del qual és essencialment col·laboratiu i llibertari), el de la Cultura lliure i la lluita contra les patents i les agències de gestió de drets d'autor, el de la música lliure (sense drets d'autor). Altres moviments estan adoptant les formes assembleàries com a pròpies, cosa que fa que moviments com el ja esmentat antiglobalització o el recent del 15M hagin adoptat l'assemblearisme, l'horitzontalitat en la presa de decisions, la rotació dels càrrecs i la coordinació entre assemblees com a pròpies. A més la idea de l'autogestió avui dia gaudeix de molta difusió. Grups independentistes i comunistes de l'estat espanyol parlen habitualment que porten pràctiques "autogestionàries", sense demanar res de l'estat. A Euskal Herria acaba de sorgir l'anomenat moviment Auzolan que reivindiquen una volta als valors presents en el camp tradicional basc, que en certs casos coincidien amb els de l'anarquisme.

## Violència
L'anarquisme està freqüentment relacionat amb la violència. Des dels seus detractors se l'acusa de ser causant directe, o instigador, de la violència popular de les masses, així com d'incórrer freqüentment en una violència individual presentada com sense sentit. Aquesta imatge es deu a l'època en la qual alguns anarquistes es van implicar en l'ús la propaganda pel fet durant les últimes dècades del segle xix. També se'ls acusava de violència durant les vagues, que produïen nombrosos morts, o de ser els causants de la Setmana Tràgica. Fins i tot va haver-hi un científic, Cesare Lombroso que deia que els anarquistes tenien un crani especial que els feia proclius al crim.
Poc es diu en canvi que entre els anarquistes la violència no és cap principi bàsic, sinó una resposta, una tàctica, una manera de fer. Tal vegada en el nihilisme polític o en els nacionalismes del segle xix sí que ho fou, però tots aquests corrents responien a uns fets concrets. A Espanya s'havia aixafat violentament la Revolució cantonal en 1874 a trets de canó produint centenars de morts. A França s'havia aixafat la Comuna de París en 1871, provocant 30.000 morts (més de 20.000 d'ells afusellats en una setmana), a Rússia l'estat de servitud al que estava sotmès la pagesia portava a la resposta desesperada i la seva repressió era igualment despietada. No era estrany que en aquestes condicions sorgissin grups de persones que decidissin venjar-se dels seus explotadors i opressors. No eren actes aïllats, eren episodis de la lluita de classes. I la guerra entre les classes anava en els dos sentits.
Un altre punt a tenir en compte és el dels infiltrats, els muntatges i les falses acusacions. En 1882 es destapa una *fantasmal societat secreta anomenada La Mano Negra que defensava la violència contra els terratinents i la guàrdia civil. Se'ls suposava darrere de diversos assassinats, però temps després es va saber que havia estat un invent de la Guàrdia Civil per caçar anarquistes. Però de tant acusar als anarquistes de violents també va haver-hi alguns que van decidir reivindicar-ho fermament, com Los Desheredados, grup andalús que defensava l'ús de la violència. En 1892, quan Paulí Pallás intenta matar Martínez Campos, ho fa per venjar l'execució de 5 camperols després d'una vaga a Jerez. Per contra quan explota la bomba després del pas de la processó del Corpus i mata 12 persones s'acusa directament als anarquistes, produint-se 500 detencions i 5 execucions. El que no es diu és que l'atemptat en si té diversos punts flacs. Un anarquista no llançaria una bomba contra la cua de la processó, sinó contra el cap on anaven totes les autoritats. Però durant dècades se li han atribuït a l'anarquisme tota mena de violències amb les quals no tenia res a veure, com les bombes de Joan Rull.
Un altre exemple és la crema d'esglésies durant la Setmana Tràgica de 1909. Els principals acusats van ser els anarquistes. Però poc es deia dels republicans, alguns d'ells s'autodenominaven els "joves bàrbars". La situació social a Barcelona era tan complicada que en qualsevol moment podria succeir el que va passar en 1909. Una simple espurna podria fer explotar la ciutat. I això va ser el que va ocórrer. Les classes populars, entre elles gent anarquista, per descomptat, i també no anarquistes, es van posar a cremar esglésies. Però els militants anarquistes més conscients no es preocupaven de les esglésies: intentaven assegurar les barricades perquè no entrés l'exèrcit. Situació similar a la crema d'esglésies de 1936.
El mite de la violència anarquista està molt estès. Els anarquistes ho anomenen autodefensa. És quelcom semblant al que feien els panteres negres als Estats Units o l'episodi que a Espanya es va conèixer com a pistolerisme. En aquests casos es dona un enfrontament de classe en el qual els dos bàndols tenen armes. Per en l'anarquisme la violència és una qüestió de tàctica. Malgrat tot hi ha nombrosos anarquistes que repudien totalment la violència i són pacifistes. Però en temps de fortes convulsions socials com en 1919 i 1920 o en 1934 o en 1936, poca cabuda podria tenir el pacifisme en la societat espanyola. En un any aparentment innocu, com 1931-32 (De abril a abril, M. Rodríguez. op. cit.), van morir de violència policial 166 persones. Les vagues a Espanya solien portar aparellades durs enfrontaments de bales contra pedres. Així, en la vaga de 1902 van morir unes 100 persones, en la Setmana Tràgica unes altres 80 (encara que es diu que van ser diversos centenars), en la vaga de 1917 hi hagué 70 morts... i així en cada conflicte laboral important. Mentrestant les baixes entre les forces de l'ordre podien comptar-se amb els dits d'una mà.
Poc té d'estrany que en 1920 (quan comencen a caure militants obrers) aquests constitueixin grups d'acció armada, que eren un embrió d'un exèrcit proletari. La revolució estava a la vista. L'havien viscut a Rússia, a Alemanya, a Hongria... no era estrany que parteix del moviment obrer també la volgués a Espanya. A Alemanya hi havia al març de 1920 un Exèrcit Roig del Ruhr amb 50.000 integrants. Els bolxevics quan prenen el poder a Petrograd, a l'octubre de 1917, tenen un exèrcit proletari d'uns 30.000 integrants organitzats en la guàrdia roja (i en tota Rússia 200.000). A Itàlia s'organitzen els Arditi del Popolo per combatre els feixistes i arriben a tenir 20.000 integrants en 1921. A Astúries en 1934 va haver-hi 30.000 obrers involucrats d'una forma o una altra en la Revolució de 1934. Fins i tot en els anys 1880 a Chicago hi havia bandes d'obrers armats, que fins i tot organitzaven desfilades militaristes. Eren temps totalment diferents. Per exemple, l'1 de maig de 1936 van desfilar a Madrid les joventuts socialistes i comunistes en manera totalment militar, amb els seus uniformes, els seus líders, els seus càntics, etc.
Avui dia s'aplica aquest mateix estereotip d'"anarquisme és violència" a les manifestacions. Per a certs polítics, policia i premsa, "anarquista" significa "vàndal que provoca disturbis" en les manifestacions. La violència en aquest cas tampoc surt del no-res. Moltes manifestacions no arriben ni tan sols a tenir lloc, donats els atacs policials que reben. En altres casos a mitjan manifestació aquesta és atacada per les forces de l'ordre. Com a conseqüència existeix una forma d'organitzar-se per a les manifestacions anomenada Black bloc o Bloc negre. Els blocs negres consisteixen que tots els manifestants vagin vestits de negre dificultant la labor policial d'identificació i aïllament del grup que respon. D'aquesta manera fins i tot els manifestants poden realitzar atacs tàctics ofensius. Per descomptat, que aquesta forma d'actuació provoca l'immediat rebuig per part dels mitjans de comunicació que crea aquest imaginari, d'"anarquisme és violència" entre l'opinió pública.

## Cultura i contracultura
Malgrat les enormes dificultats amb les quals partien, els anarquistes van desenvolupar un moviment cultural sense precedents a Espanya, que tindria com a focus la ciutat de Barcelona. Aquesta ciutat serà com un far per a les idees anarquistes. Els anarquistes es van dedicar a difondre La idea a través de la cultura. No només es tractava d'introduir les idees anarquistes, sinó que també es tractava d'elevar el nivell humà a través de la instrucció i de la cultura. No hi havia congrés obrer que no plantegés la necessitat d'un ensenyament propi dels obrers per als obrers.
Les tasques culturals de l'anarquisme obrer van recaptar simpaties en sectors intel·lectuals del canvi de segle. Per exemple Pío Baroja, Azorín, Ramón María del Valle Inclán o Vicent Blasco Ibáñez van tenir interès pels personatges anarquistes, o fins i tot van estar directament interessats per l'anarquisme. L'anarquisme ibèric era molt obrerista, a diferència de França, cosa que no atreia als intel·lectuals burgesos. Però també els militants anarquistes es dedicaven a escriure novel·les. Per exemple, Ricardo Mella, Fernando Tarrida del Mármol, Soledad Gustavo, Federico Urales, Federica Montseny, Felipe Aláiz de Pablo, Ramón J. Sender, etc. es dediquen a escriure novel·les de caràcter social que descriuen les desigualtats socials que pateixen els obrers.
Els anarquistes solien realitzar certàmens de poesia, teatre, literatura, filosofia, etc. En el camp de la poesia va destacar l'anarquista León Felipe. També assumint les modes estètiques de l'època, va sorgir una generació de cartellistes llibertaris durant la guerra civil, com Helios Gómez, Manuel Monleón Burgos o Carles Fontserè i Carrió, etc. que integren el Sindicat de Dibuixants Professionals de Barcelona de la CNT, que signaria el 70% dels cartells realitzats durant la Guerra Civil a Espanya.
En el terreny de la contracultura, o les avantguardes culturals l'anarquisme va estar present des del principi, amb el futurisme de Marinetti mitjançant Renzo Novatore. Altres avantguardes culturals van ser el dadaisme o el surrealisme en les quals van participar anarquistes. La primera va tenir un esperit llibertari molt més clar, atès que la segona va coquetejar amb el comunisme durant els anys 20 i 30. Del surrealisme a Espanya caldria parlar de Luis Buñuel i les seves pel·lícules. No obstant això, va ser la contracultura dels 70 la que més presència llibertària va tenir. En aquells anys va haver-hi una barreja entre la cultura underground, el moviment hippie, les comunes, la música rock, les drogues psicodèliques, l'amor lliure, etc. amb l'anarquisme. Es tractava d'un anarquisme juvenil contracultural. Al començament dels 80, aquesta contracultura es tornaria cap al punk i el rock radical basc.

## Premsa i difusió anarquista
Des del segle xix el moviment anarquista s'havia dedicat a difondre les seves idees en el paper, i en altres àmbits culturals (escoles, teatre, ateneus). En el cas de la premsa escrita l'enorme quantitat de periòdics anarquistes és una mostra de la seva dedicació a difondre les seves idees. A als Països Catalans s'editaven: Acracia (Barcelona), Ciencia Social (Barcelona), La Anarquía (Barcelona), La Justicia Humana (Barcelona), El Eco de Ravachol (Sabadell), El Porvenir Anárquico (Gràcia), El Porvenir Social (Barcelona), El Proletario (Sant Feliu de Guíxols), La Nueva Idea (Gràcia), La Tramontana (Barcelona), Los Desheredados (Sabadell), El Ravachol (Sabadell), El Pan del Pobre (Barcelona), Germinal (Terrassa), La Unión Obrera (Sant Martí de Provençals), El Porvenir del Obrero (Maó), Humanidad Nueva (València), La Guerra Social (València), Estudios (València) i Generación Constante (Alcoi). També circulaven periòdics de diversos països (França, Portugal, Brasil, Argentina, Itàlia, etc.) Fora dels Païsosa Catalans hi havia, El Corsario (La Corunya), Aurora Social (Saragossa), La Voz del Campesino (Jerez de la Frontera), El Libertario (Madrid), Anarquía (Sevilla), Luz y Vida (Gijón), Acción Libertaria (Madrid), Cultura Proletaria (Ferrol), Cultura y Acción (Saragossa), Solidaridad Obrera (Gijón), Páginas Libres (Sevilla), Vía Libre (Huelva), etc. D'entre totes sobresortirien El Productor, La Huelga General (Barcelona), La Revista Blanca (Madrid), Tierra y Libertad (Madrid) y Solidaridad Obrera (Barcelona). Tierra y Libertad tiraba uns 18.000 exemplars setmanals.
Un altre punt de difusió de les idees van ser les novel·les. Deixant a part la novel·la social europea, amb àmplia difusió a Espanya, les editorials anarquistes treien fulletons novel·lescs que es venien per desenes de milers. La Revista Blanca (de la família Urales) treia La Novela Ideal. També existien les col·leccions de la Novela Roja, La Novela del Pueblo, La Novela Nueva, etc. Eren formes de difusió dels valors anarquistes.
Durant la República i la Guerra Civil va haver-hi una explosió de publicacions anarquistes. Amb la confiscació dels periòdics de dretes i l'auge de l'anarquisme, els *tirajes de la premsa llibertària van ser enormes. Per exemple Solidaridad Obrera de Barcelona va arribar a tirar 200.000 exemplars. A Madrid es va crear el CNT amb 40.000 exemplars. Forja Social de València tirava uns 30.000 exemplars, els mateixos que Castilla Libre. També hi havia altres periòdics com a Tierra y Libertad i Nosotros de la FAI, Ruta de la FIJL, Mujeres Libres, Acracia, etc. De la CNT també hi havia CNT del Norte, Catalunya, Cultura y Acción... La premsa anarquista era majoritària durant la guerra. També feien ús de les ràdios per difondre el seu "Boletín de Información CNT-FAI", fins i tot en diversos idiomes.
Després del franquisme hi hagué un altre auge de la premsa anarquista. És el cas de Solidaridad Obrera que tornà a tenir un tiratge important, de 15.000 diaris durant una àpoca. Ajoblanco tenia una tirada de 40.000 al mes, i altres revistes com Bicicleta, El Viejo Topo, Barcelona Llibertaria, Askatasuna, etc.
En l'actualitat també hi ha molts periòdics i revistes anarquistes, com els periòdics El Pèsol Negre (Berga), En Veu Alta (Barcelona), Aversión (Península), Ara o Mai (Valencia), Todo por Hacer (Madrid), Tensión (Madrid), El Iconoclasta (Valladolid), Germinal Libertario (León)... o les revistes Ekintza Zuzena (Bilbao), Terra Cremada (Barcelona), La Rosa dels Vents (Barcelona), Almargen (Valencia), Polémica (Barcelona), Contrahistoria (Madrid), Raíces (Extremadura), Piztu Ekaitza (Vitoria)... o la premsa de les diferents organitzacions: La CNT-AIT edita Solidaridad Obrera i CNT, la CGT edita Rojo y Negro i Catalunya, el sindicat Solidaridad Obrera edita El Solidario, la CNT de Joaquín Costa edita Solidaridad Obrera, les joventuts llibertàries editen El Fuelle i la FAI Tierra y Libertad.
El panorama actual de publicacions àcrates es dispara amb el tema dels fanzins, llibrets i revistes monogràfiques que es poden comptar per centenars. En tant a la premsa més convencional està el setmanari La Directa (Barcelona) on hi escriuen anarquistes i es dona cobertura al que fan els moviment socials, des d'una perspectiva si bé no declaradament anarquista sí propera. També està Diagonal (Madrid), que és quinzenal. Aquests dos són els periòdics més potents dels moviments socials.
També hi ha nombrosos programes de temàtica anarquista en les diferents ràdios lliures. Algunes ràdios fins i tot són específicament anarquistes. La majoria en canvi opta per no definir-se, però transmetre els valors llibertaris. Per exemple, Radio Bronka (Barcelona), Radio Bala (Manresa), Radio Klara i Radio Malva (València), Radio Mutant (Alacant), Radio Almaina (Granada), Radio Ela (Madrid), Radio Irola (Bilbao), Radio Kalimera (Compostela), Radio Talp i Radio Chabolo (Saragossa), etc. Fins i tot hi ha una televisió per TDT en la qual participen anarquistes, com LaTele (Barcelona).

## Llista d'organitzacions llibertàries
- Primera Internacional, creada a Londres en 1864
- Federació Regional Espanyola, creada en 1870
- Aliança Internacional de la Democràcia Socialista, organització internacional anarquista, fundada en 1868
- Federació de Treballadors de la Regió Espanyola, fundada en 1881
- Organització Anarquista de la Regió Espanyola, també dita OARE, creada en 1888
- La Mano Negra, de 1884, es diu que era un invent policial
- Federació de Societats de Resistència de la Regió Espanyola, creada en 1900
- Solidaritat Obrera, limitada a Catalunya, fundada en 1907
- Confederació Nacional del Treball, fundada en 1910
- Federació Nacional d'Agricultors, organització camperola fundada en 1913, després fusionada amb CNT
- Associació Internacional dels Treballadors, Internacional fundada a Berlín en 1923
- Federació de Grups Anarquistes de Llengua Espanyola a França, fundada en l'exili a França, en 1924
- Federació Anarquista Ibèrica, creada en 1927
- Federació Ibèrica de Joventuts Llibertàries, creada en 1932
- Lliga ibèrica d'esperantistes sense estat, creada en 1935
- Federació Nacional de Dones Lliures, creada en 1936
- Agrupació dels Amics de Durruti, creada en 1937
- Moviment Llibertari Espanyol, creat a l'exili a partir de la GCE, seria la unió de CNT-FAI-FIJL
- Moviment Ibèric de Resistència (MIR), i Moviment Llibertari de Resistència, grups de la resistència antifranquista creats en 1947
- Directori Revolucionari Ibèric d'Alliberament i Defensa Interior, grups de la resistència antifranquista dels anys 1960
- Grup Primer de Maig, grup que va evolucionar de la ruptura de la FIJL amb el MLE en 1964.
- Internacional de Federacions Anarquistes, Internacional fundada a Carrara en 1968
- Moviment Ibèric d'Alliberament, Grups d'Acció Revolucionària Internacionalista, grups autònoms dels 70
- Comandos Autònoms Anticapitalistes, tenen el seu origen cap a 1976
- Coordinadora de Presos Españoles en Lucha, COPEL, fundada en 1977 a les presons
- Federació Ibèrica de Grups Anarquistes, FIGA, fundada a la fi dels 70
- Confederació General del Treball, fundada en 1989, encara que prèviament la hi va conèixer com CNT Congrés de València, CNT-O i CNT-Renovada
- Federació Anarquista de col·lectivitats del camp, creada en 1990 per un grup de comunes i okupacions rurals
- Solidaritat Obrera (1990), sindicat nascut en 1990
- Creu Negra Anarquista, fundada en els anys 1990
- Lluita Autònoma, a Madrid en els anys 1990
- Solidaritat Internacional Llibertària, xarxa internacional fundada en 2001
- Xarxa Llibertària Suport Mutu
- Federació d'Estudiants Llibertaris, fundada en 2007

## Filmografia
- Terra i llibertat (1995), pel·lícula dirigida per Ken Loach i escrita per Jim Allen.
- Libertarias (1996), pel·lícula dirigida per Vicente Aranda.
- Vivir la utopía (1997), documental de TVE dirigit per Juan Gamero